# Inde
Pour les articles homonymes, voir Inde (homonymie).
Cette page contient des caractères d'alphasyllabaires indiens. En cas de problème, consultez Aide:Unicode.
République de l'Inde
(hi) भारत गणराज्य  
(en) Republic of India 
L'Inde (en hindi : भारत (Bhārat), en anglais : India), en forme longue la république de l'Inde, (en hindi : भारत गणराज्य (Bhārat Gaṇarājya), en anglais : Republic of India), également appelée le Bharat dans sa constitution, est un pays d'Asie du Sud occupant la majeure partie du sous-continent indien. Sa capitale est New Delhi. Avec une population de plus de 1,465 milliard d'habitants en août 2025, l'Inde est le pays le plus peuplé au monde ainsi que le septième pays le plus étendu.
Le littoral indien s'étend sur plus de sept mille kilomètres. Le pays a des frontières communes avec le Pakistan au nord-ouest, la Chine au nord et à l'est-nord-est, le Népal au nord-est, le Bhoutan, le Bangladesh et la Birmanie à l'est-nord-est. Sur l'océan Indien, l'Inde est à proximité des Maldives au sud-sud-ouest, du Sri Lanka au sud et de l'Indonésie au sud-est. L'Inde revendique également une frontière avec l'Afghanistan au nord-ouest. L'Inde dispose de l'arme nucléaire depuis 1974 après avoir fait des essais nucléaires officiels.
L'Inde est un foyer de civilisations parmi les plus anciennes du monde, la civilisation de la vallée de l'Indus s'y est développée dès 3000 av. J.-C. Le sous-continent indien a abrité de vastes empires et est présent sur les routes commerciales dès l'Antiquité. L'Inde est la terre de naissance de quatre religions majeures — l'hindouisme, le jaïnisme, le bouddhisme et le sikhisme — alors que le zoroastrisme, le christianisme et l'islam s'y sont implantés durant le Ier millénaire.
L'hindouisme y est la religion majoritaire avec environ 80 % de fidèles. L'Inde est le troisième pays ayant la communauté musulmane la plus importante.
L'Inde est aujourd'hui un pays très divers sur le plan religieux, linguistique et culturel.
Le pays a été progressivement annexé par la Compagnie anglaise des Indes avant de passer sous le contrôle du Royaume-Uni au XIXe siècle. L'Inde devient indépendante en 1947 après une lutte marquée par la résistance non-violente de Mohandas Karamchand Gandhi et plusieurs autres. Le pays est depuis 1950 une république parlementaire fédérale considérée comme la démocratie la plus peuplée au monde.
En 2017, l'économie indienne est la septième du monde en PIB nominal et la troisième en PIB à parité de pouvoir d'achat. Elle passe au cinquième rang mondial en 2023 en PIB nominal. L'Inde, pays à forte croissance économique, est considérée comme un nouveau pays industrialisé. Cependant certains problèmes comme la pauvreté, l'analphabétisme ou la corruption restent très importants. Les inégalités de revenus sont en augmentation. En 2016, les 10 % les plus riches disposaient de 55 % des revenus nationaux. L'Inde est passée de la 140e à la 177e place entre 2016 et 2018 sur l'indice de performance environnementale réalisé par des chercheurs des universités de Yale et de Columbia. L'étude souligne en particulier la détérioration « alarmante » de la qualité de l'air. En juin 2022, l'Inde se classe dernière de ce classement, à la 180e place.

## Toponymie
Selon l’Oxford English Dictionary (troisième édition 2009), le nom « Inde » est dérivé du latin classique India, une référence à l'Asie du Sud et à une région incertaine à l'est. À son tour, le nom « Inde » dérive successivement du grec hellénistique Ἰνδία/India, du grec ancien Ἰνδός/Indos et du vieux perse hindoush (une province orientale de l'empire achéménide) et finalement de son apparenté, le sanskrit sindhu « rivière », en particulier le fleuve Indus et, par implication, son bassin sud largement habité,. Les anciens Grecs appelaient les Indiens Indoi ( Ἰνδοί), ce qui se traduit par « le peuple de l'Indus ».
Le terme Bhārat (भारत / Bhārat), mentionné à la fois dans la poésie épique indienne et dans la Constitution de l'Inde,, est utilisé dans ses variations par de nombreuses langues indiennes. Une interprétation moderne du nom historique Bharatavarsha, qui s'appliquait à l'origine à l'Inde du Nord,, Bharat, a gagné en popularité à partir du milieu du XIXe siècle en tant que nom indigène de l'Inde,.
Hindoustan est un nom moyen persan désignant l'Inde, devenu populaire au XIIIe siècle, largement utilisé depuis l'époque de l'Empire moghol. La signification de l'« Hindoustan » varie, faisant référence à une région englobant le Nord de l'Inde et le Pakistan actuels ou à l'Inde dans sa quasi-intégralité,,.

## Climat

Carte des zones climatiques en Inde.

L'Inde a un climat de mousson, tropical semi-aride et chaud. Il y a quatre saisons en Inde :
- la saison fraîche (de décembre à février) où les températures sont les plus froides de l'année (d'où le nom « fraîche »), et où les températures varient entre 25 °C et 28 °C au nord et entre 30 °C et 33 °C au sud ;
- la saison sèche (de mars à juin) où les températures sont les plus chaudes, et où on atteint en moyenne jusqu'à 43 °C au nord et jusqu'à 48 °C au sud où le record de chaleur est de 54 °C ;
- la saison des pluies (juillet-août) où il pleut durant toute la saison avec des averses d'eau chaude, les températures variant entre 28 °C et 31 °C au nord et pouvant néanmoins atteindre jusqu'à 35 °C au sud ;
- la saison de mousson (de septembre à novembre)[24]. Cette saison représente la saison la plus douce de l'année où les températures sont similaires à celles de la saison des pluies. Le temps est très nuageux et non pluvieux.

Le Groupe d'experts intergouvernemental sur l'évolution du climat relève que la mousson indienne s'est considérablement affaiblie en quelques décennies, probablement en raison du réchauffement de l'océan Indien. Selon Harjeet Singh, chargé des questions climatiques chez ActionAid, l'Inde est particulièrement vulnérable à l'élévation du niveau de la mer et des millions de personnes pourraient être déplacées au cours des prochaines décennies,.

## Histoire

### Antiquité

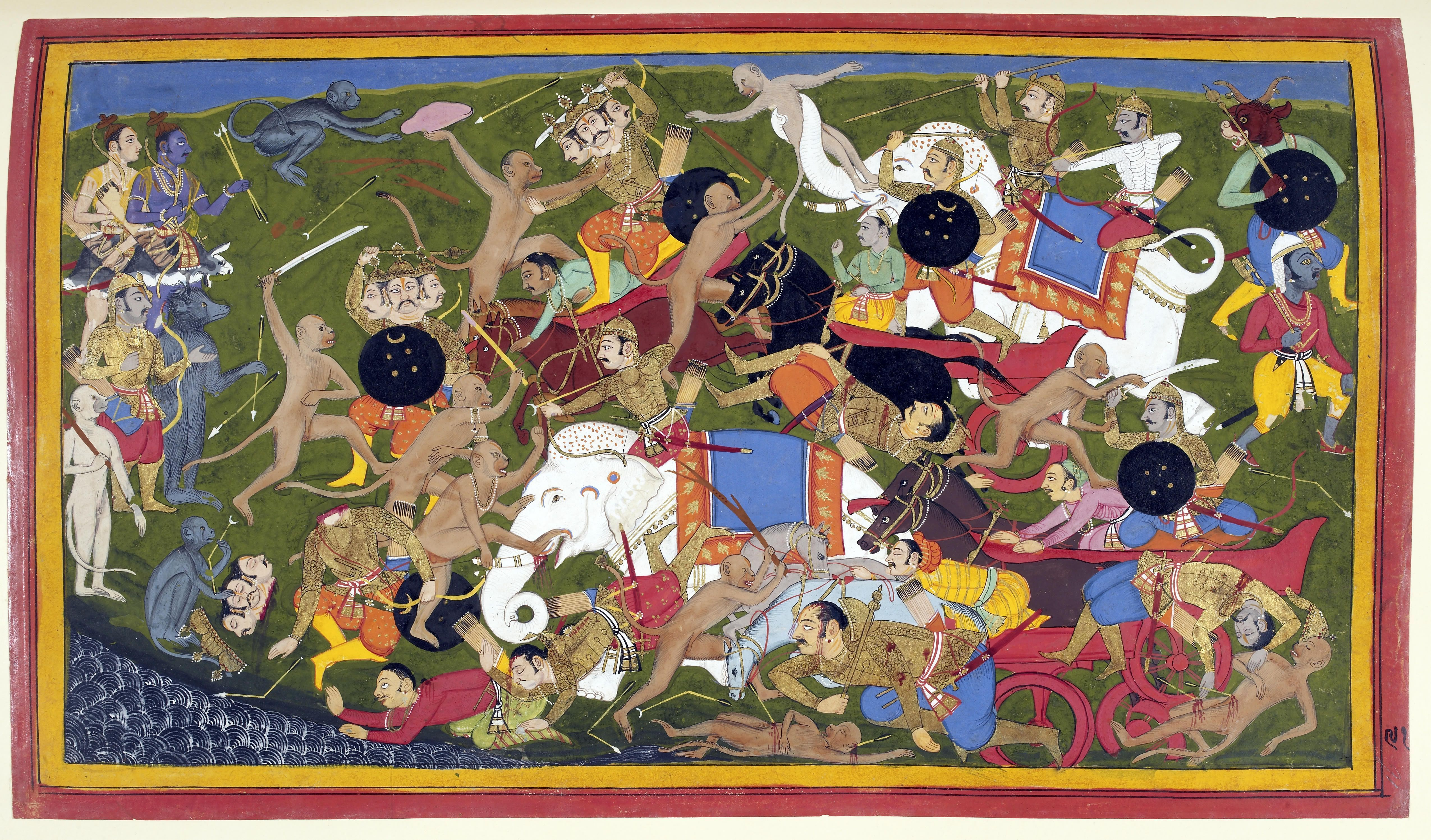
Illustration du manuscrit, v. 1650, de l'épopée sanskrite Ramayana, composée à la manière d'un conte c. 400 avant notre ère – ch. 300 CE

Les plus anciennes traces humaines trouvées en Asie du Sud remontent à environ 30 000 ans. Autour de 7000 av. J.-C., la première installation néolithique apparaît sur le sous-continent à Mehrgarh et dans d'autres sites dans l'ouest du Pakistan. Ceux-ci se développent pour former la civilisation de la vallée de l'Indus, la première culture urbaine de l'Asie du Sud qui existe entre 2500 et 1900 av. J.-C. au Pakistan et dans l'ouest de l'Inde. Centrée autour de villes comme Mohenjo-daro, Harappa, Dholavira, et Kalibangan, et reposant sur différents moyens de subsistance, la civilisation s'engage dans la production artisanale et le commerce à grande échelle.

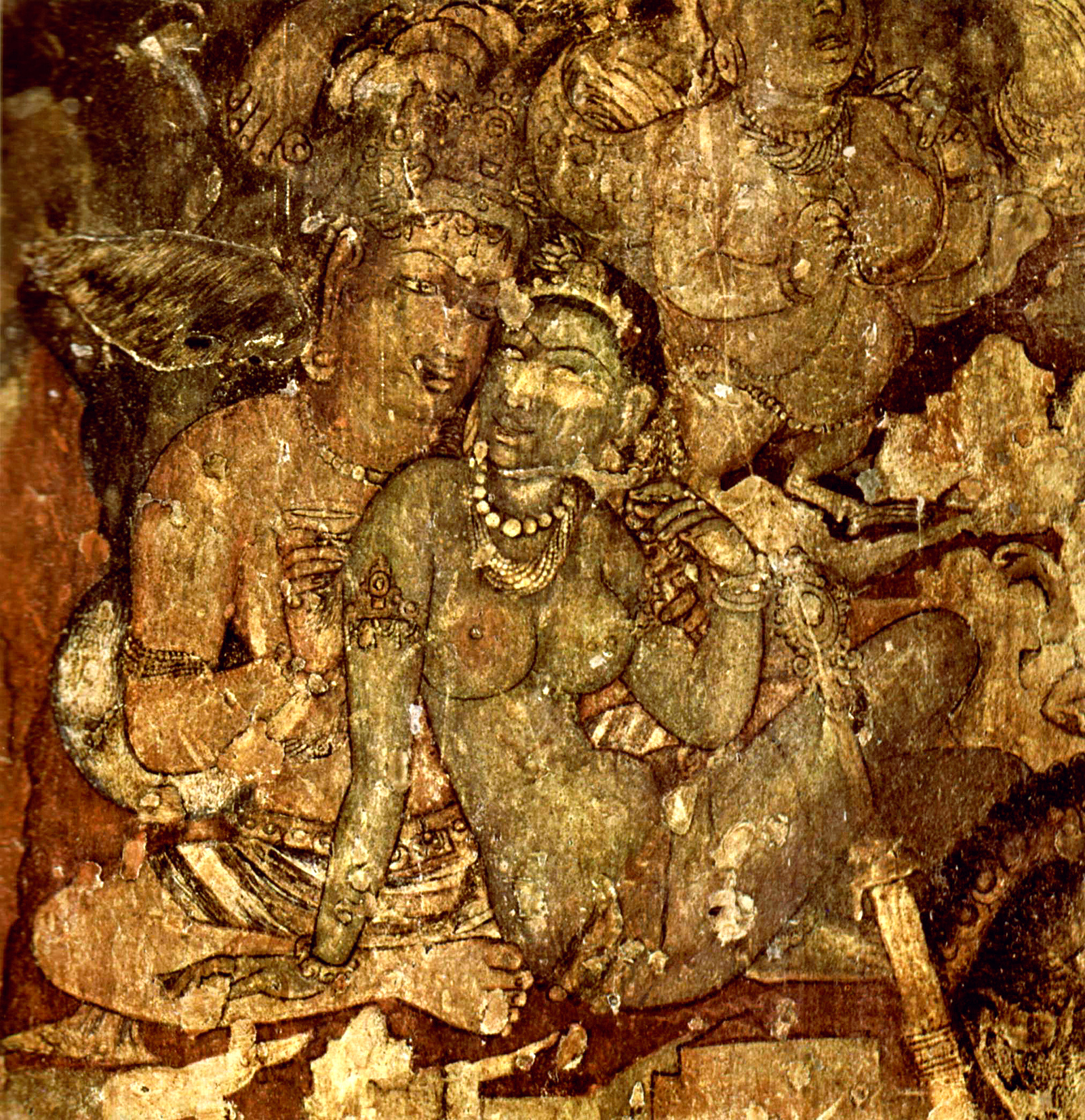
Peintures dans les grottes d'Ajantâ près d'Aurangabad, Maharashtra, VIe siècle.

De 2000 à 500 av. J.-C., en termes de culture, beaucoup de régions du sous-continent passent de l'âge du cuivre à l'âge du fer. Les Veda, les plus vieux textes de l'hindouisme, sont, selon certaines hypothèses, composés pendant cette période et les historiens les ont analysés pour en déduire l'existence d'une culture védique au Pendjab et dans la haute plaine du Gange. La plupart des historiens considèrent cette période comme celle de plusieurs vagues de migrations indo-aryennes vers le sous-continent depuis le nord-ouest. Le système des castes, qui crée une hiérarchie entre les prêtres, les guerriers et les paysans libres, mais exclut les indigènes en déclarant leurs occupations impures, serait apparu à cette période. Sur le plateau du Deccan, des preuves archéologiques suggèrent l'existence d'une organisation politique fondée sur les chefferies. Dans l'Inde du Sud, une progression de la vie sédentaire est indiquée par le nombre de monuments mégalithiques pendant cette période ainsi que par des traces d'agriculture, de bassins d'irrigation et de traditions d'artisanat.
À la fin de la période védique, vers le Ve siècle av. J.-C., les petites chefferies des plaines du Gange et du nord-ouest se consolident autour de seize oligarchies et monarchies importantes connues comme les Mahajanapadas. Le développement de l'urbanisation et des orthodoxies religieuses pendant cette période est à l'origine des mouvements de réforme religieuse que sont le bouddhisme et le jaïnisme qui deviennent tous deux des religions indépendantes. Le bouddhisme, fondé sur les enseignements de Siddhartha Gautama, attire des fidèles de toutes les classes sociales et les chroniques de la vie de Bouddha sont centrales dans les débuts de l'histoire écrite de l'Inde. Le jaïnisme devient important durant la même période, lors de la vie de Mahāvīra. Alors que dans cette période, la richesse urbaine augmente, ces deux religions font de la renonciation un idéal et toutes deux établissent des monastères. Politiquement, au cours du IIIe siècle av. J.-C., le royaume de Magadha annexe ou réduit d'autres États pour devenir l'Empire maurya. On a longtemps pensé que l'empire contrôlait la totalité du sous-continent à l'exception de l'extrême sud, mais il apparaît que ses régions les plus importantes étaient probablement séparées par de grandes zones autonomes. Les rois maurya sont connus pour la construction de leur empire et pour leur gestion de la vie publique, notamment Ashoka qui renonce au militarisme et propage le dharma bouddhique.
La littérature sangam en tamoul révèle qu'entre 200 av. J.-C. et 200 apr. J.-C., le sud de la péninsule est contrôlé par les Chera, les Chola et les Pandya, qui commercent avec l'Empire romain, l'ouest et le sud-est de l'Asie. Dans le nord de l'Inde, l'hindouisme développe le contrôle patriarcal de la famille. Au cours des IVe et Ve siècles, l'Empire Gupta crée dans la plaine du Gange un système complexe d'administration et de taxation qui devient un modèle pour les royaumes suivants. Sous les Gupta, l'hindouisme connaît les débuts d’un renouveau, reposant sur la dévotion plutôt que les rituels. Celui-ci s'exprime dans la sculpture (en) et l'architecture. La littérature sanskrite se développe, les sciences, l'astronomie, la médecine et les mathématiques font d'importantes avancées.

### Moyen Âge indien

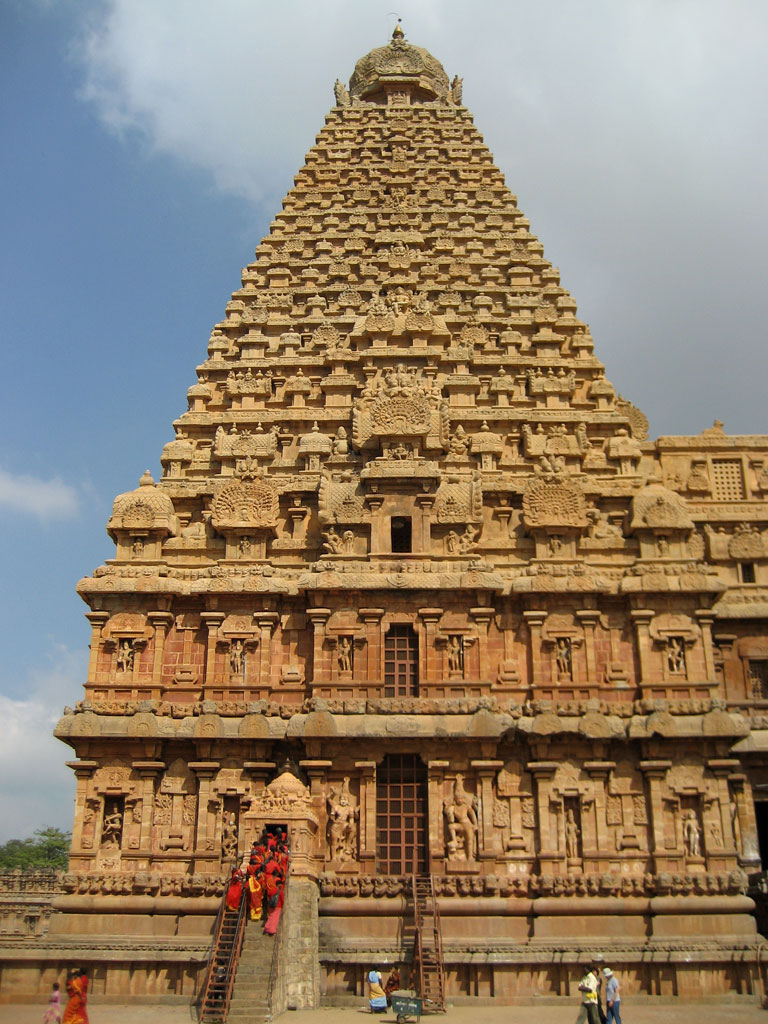
La tour en granit du Temple de Brihadesvara à Thanjavur a été construite en 1010 par Rajaraja Chola Ier.

La première partie du Moyen Âge indien, entre 600 et 1200, se caractérise par des royaumes régionaux et une grande diversité culturelle. Quand Harsha de Kânnauj, qui contrôle la majeure partie de la plaine du Gange de 606 à 647, essaye d'étendre son royaume vers le sud, il est défait par la dynastie Chalukya qui contrôle le Deccan. Quand son successeur entreprend de conquérir l'est, il est défait par l'Empire Pala du Bengale. Quand les Chalukya eux-mêmes tentent de s'étendre au sud, ils sont défaits par les Pallava, qui à leur tour s'opposent aux Pandya et aux Chola plus au sud. Aucun dirigeant de cette époque n'est capable de créer un empire et de contrôler des territoires au-delà du cœur de son royaume. Dans le même temps, les peuples pastoraux, dont les terres sont utilisées pour la croissante économie agricole, sont intégrés dans la société de castes, à la suite de quoi le système des castes commence à voir émerger des différences régionales.
Aux VIe et VIIe siècles, les premiers hymnes de dévotion sont créés en tamoul. Ils sont imités à travers toute l'Inde et provoquent une résurgence de l'hindouisme et le développement des langues modernes du sous-continent. Les rois indiens et les temples qu'ils financent attirent des fidèles en grand nombre. Des villes de pèlerinage de tailles diverses apparaissent un peu partout et l'Inde s'urbanise à nouveau. Au cours des VIIIe et IXe siècles, la culture et le système politique indiens se répandent en Asie du Sud-Est, dans ce qui est aujourd'hui la Thaïlande, le Laos, le Cambodge, la Malaisie et Java. Des marchands indiens, des érudits et parfois les armées sont impliqués dans cette expansion alors que dans le même temps des envoyés d'Asie du Sud-Est séjournent en Inde et traduisent les textes bouddhistes et hindous dans leurs langues.
Après le Xe siècle, les clans nomades musulmans d'Asie centrale, avec leur cavalerie et leurs vastes armées, pénètrent régulièrement dans les plaines du nord-ouest, ce qui aboutit en 1206 à la création du Sultanat de Delhi. Le Sultanat réussit à contrôler la majorité de l'Inde du Nord et à pénétrer dans le Sud. Cette invasion est d'abord perturbante pour les élites locales, cependant le Sultanat s'accommode de sa population majoritairement non-musulmane et en préserve les lois et traditions,. En repoussant les raids des Mongols au XIIIe siècle, le Sultanat protège l'Inde des dévastations connues dans l'ouest et le centre de l'Asie. Pendant des siècles, des soldats, érudits, mystiques, commerçants, artistes et artisans de ces régions trouvent refuge dans le sous-continent, contribuant à l'émergence d'une culture indo-islamique syncrétique dans le nord. L'affaiblissement des royaumes du sud par le Sultanat permet l'émergence de l'Empire de Vijayanagara. Adoptant une forte tradition shivaïte et apprenant des traditions militaires du Sultanat, l'empire parvient à contrôler la majorité de l'Inde péninsulaire et influence fortement la culture du sud de l'Inde.

### Débuts de l'Inde moderne

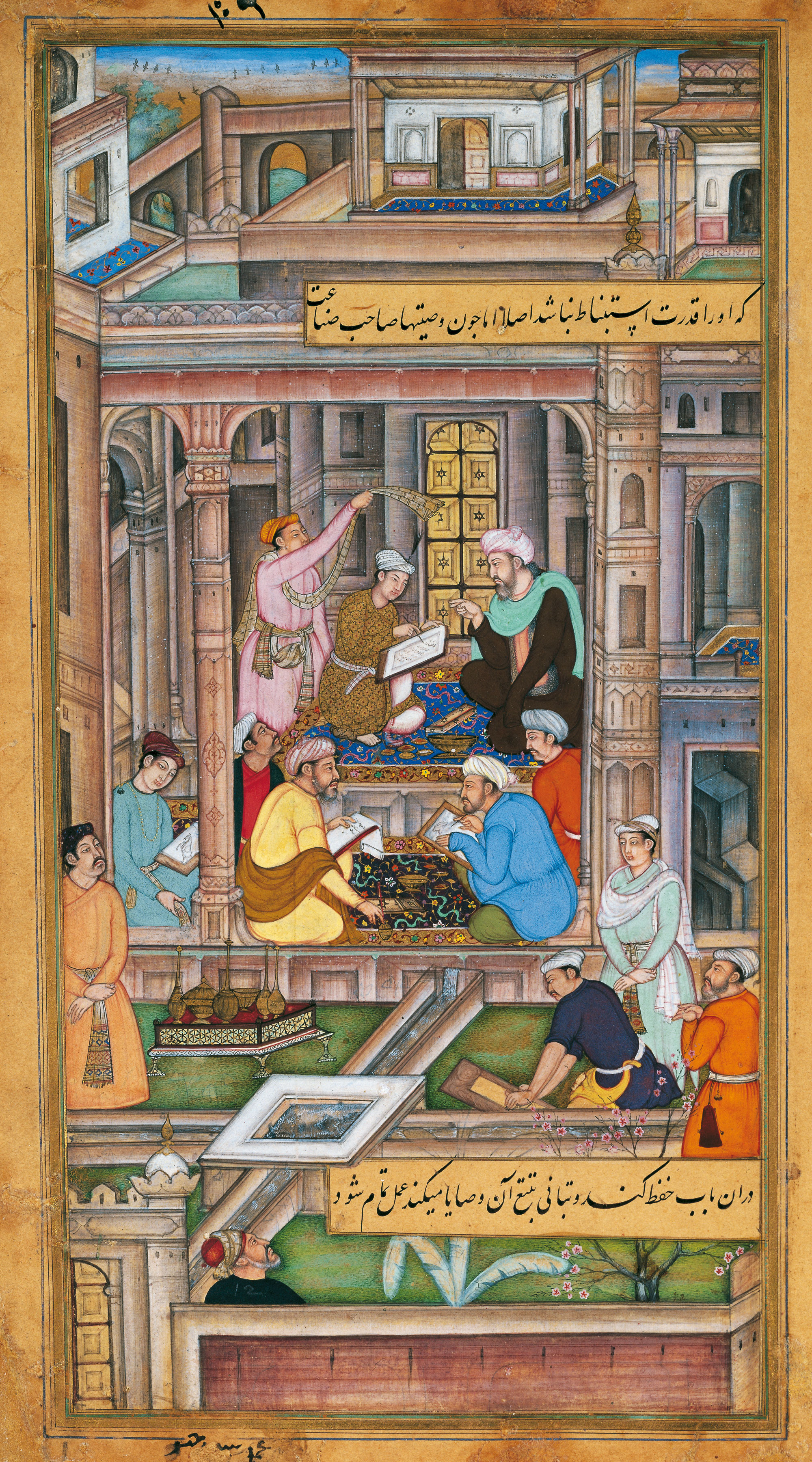
Scribes et artistes à la cour moghole, 1590–1595.

Au début du XVIe siècle, l'Inde du Nord tombe aux mains d'une nouvelle génération de guerriers d'Asie centrale. L'Empire moghol qui en résulte ne supprime pas la société locale mais, au contraire, l'équilibre et la pacifie par de nouvelles pratiques administratives et l'émergence d'une nouvelle élite diverse et inclusive, amenant à un gouvernement plus systématiquement centralisé et uniformisé. Cela n'empêche pas l'Empire moghol de piller des lieux sacrés du bouddhisme et à imposer l'islam dans certaines régions. Le commerce avec l'Occident se développe via Anvers, première place financière mondiale, qui fait transiter vers l'Inde les métaux précieux de l'Amérique.
Grâce aux liens tribaux et à l'identité islamique, spécialement sous Akbar, les Moghols unifient leur État par la loyauté, exprimée par une culture personnifiée, à un empereur au statut quasiment divin. L'Empire moghol tire la plupart de ses revenus de l'agriculture et ordonne que les impôts soient payés dans une monnaie d'argent bien régulée, permettant aux paysans et artisans de pénétrer des marchés plus importants. La paix relative maintenue par l'empire durant presque tout le XVIIe siècle est un facteur d'expansion économique pour l'Inde et voit émerger des nouvelles formes de peinture, de littérature, de textiles et d'architecture. Des groupes sociaux cohérents émergent alors dans le nord et l'ouest de l'Inde, comme les Marathas, les Rajputs et les Sikhs. Le commerce s'étend sous le règne moghol et permet la création de nouvelles élites commerciales et politiques le long des côtes sud et est de l'Inde.
Quand l'empire moghol commence à se désagréger, beaucoup parmi ces élites parviennent à prendre contrôle de leurs propres affaires.

### Période coloniale
Au début du XVIIIe siècle, les clivages entre la domination commerciale et la domination politique disparaissent et des compagnies de commerce européennes, notamment la Compagnie britannique des Indes orientales, établissent des comptoirs sur les côtes,. Le contrôle de la Compagnie anglaise sur les mers, ses importantes ressources et son avance militaire et technologique lui permettent de prendre le contrôle du Bengale en 1765 et de mettre sur la touche les autres compagnies européennes,.
En aggravant par de lourdes taxes la famine au Bengale, qui cause, en raison de mauvaises récoltes de riz et d'un conflit armé avec les pouvoirs locaux, de sept millions à dix millions de morts, cette compagnie traverse une profonde crise dès 1772. Ses actions chutent à Londres et Amsterdam. Plusieurs de ses actionnaires sont en faillite, comme l'Ayr Bank et la Banque Clifford.
Au cours des années 1820, la Compagnie s'appuie sur les richesses du Bengale pour accroître la puissance de son armée et annexe ou domine la majeure partie de l'Inde. Cette domination marque le début de la période coloniale : l'Inde cesse d'exporter des biens manufacturés et devient un fournisseur de matières premières pour l'Empire britannique. Dans le même temps, les pouvoirs économiques de la Compagnie sont réduits et celle-ci s'engage de plus en plus dans des domaines non-économiques, comme l'éducation, les réformes sociales et la culture.

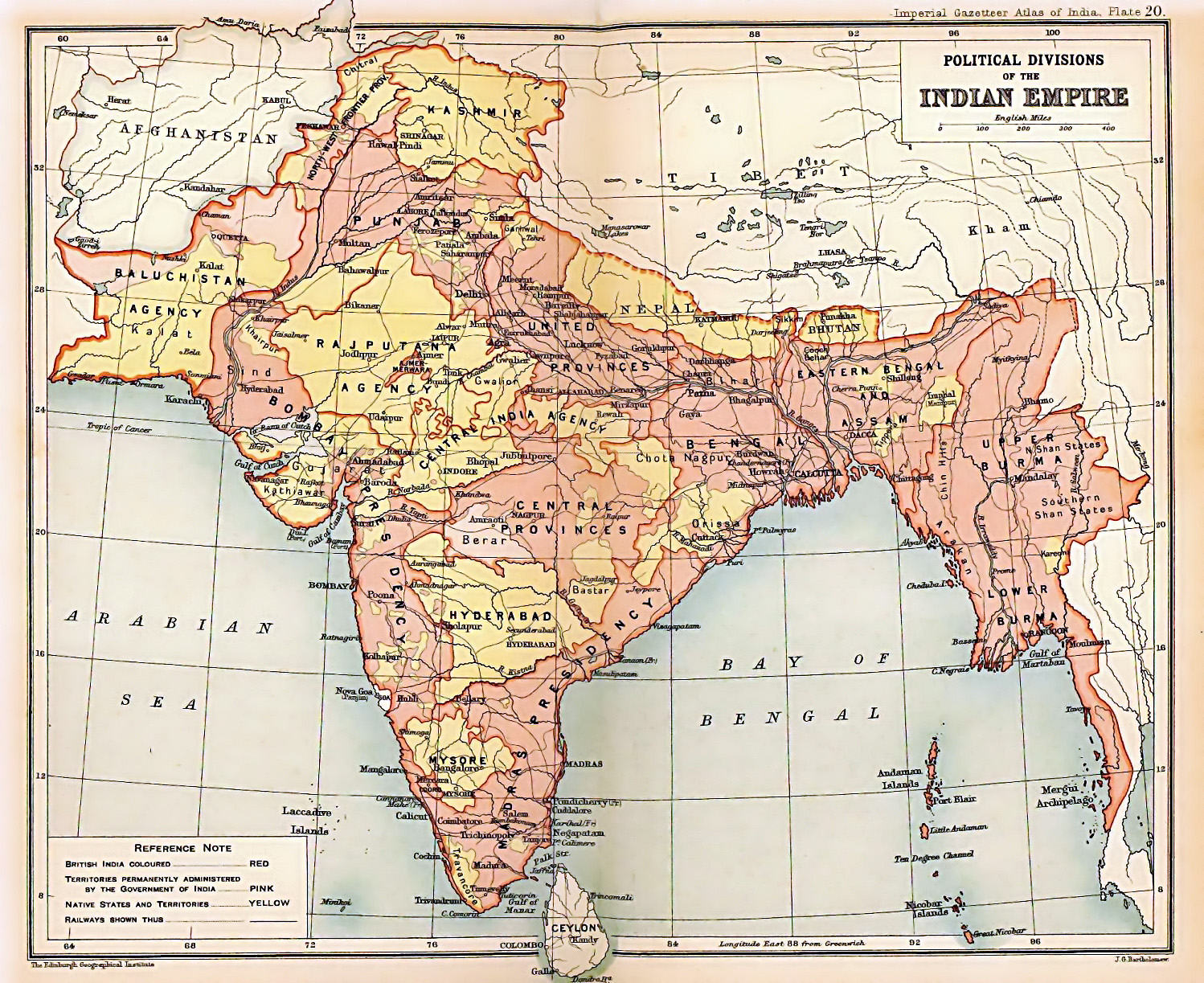
L'Empire britannique des Indes dans l'édition de 1909 du Imperial Gazetteer of India. Les zones gouvernées directement par les Britanniques sont en rose ; les États princiers sous suzeraineté britannique sont en jaune.

La nomination en 1848 de James Broun-Ramsay comme Gouverneur général de la Compagnie des Indes orientales marque le début d'un certain nombre de réformes de modernisation de l'État. Parmi ces changements, des avancées technologiques comme les chemins de fer, les canaux et le télégraphe, qui sont introduits en Inde peu de temps après l'Europe. Entre 1840 et 1860, l'Angleterre multiplie par huit ses importations de coton indien : 463 000 balles contre 56 923, mais avec des inconvénients: elle a introduit le coton américain en Inde, avec ses maladies végétales et ses parasites, comme le ver de la capsule. De plus, le coton américain (Gossypium hirsutum) exige beaucoup plus d’eau et d’intrants que le coton indien (Gossypium herbaceum), et il épuise les sols plus vite.
Cependant, le mécontentement envers la Compagnie grandit pendant cette période et aboutit à la Rébellion indienne de 1857. Nourrie par divers ressentiments, notamment par les réformes sociales des Britanniques, de dures taxes foncières et les traitements sommaires des propriétaires et des princes, la rébellion traverse de nombreuses régions du nord et du centre de l'Inde et menace la domination de la Compagnie. Matée en 1858, la rébellion conduit à la dissolution de la Compagnie et à l'administration directe de l'Inde par la couronne britannique. Proclamant un État unitaire et un système parlementaire limité, le nouveau régime protège les princes et l'aristocratie comme garde-fou féodal contre de futures rébellions. Dans les décennies qui suivent, une vie publique commence à émerger et, en 1885, est créé le Congrès national indien. Un peu plus tard, la terrible Famine en Inde de 1866 décime près d'un million de personnes.

Jawaharlal Nehru (gauche), devenu le premier Premier ministre de l'Inde en 1947, et le Mahatma Gandhi (droite), chef de file du mouvement pour l'Indépendance.

Les avancées technologiques et la commercialisation de l'agriculture dans la seconde moitié du XIXe siècle sont marquées par des problèmes économiques - de nombreux petits paysans étant devenus dépendants de marchés lointains. De plus, alors que les activités industrielles permettent l'enrichissement d'une bourgeoisie indienne, la masse populaire continue d'utiliser des techniques agricoles stationnaires. Les féodaux tels les zamindar négligent les travaux productifs comme l'irrigation. Ainsi, l'Inde reste le pays des famines parce que certaines années les pluies font défaut. En 1877, dans la grande famine du Dekkan, cinq millions d'individus trouvent la mort.
Le nombre de famines de grande échelle augmente et peu d'emplois industriels sont créés. Cependant, l'agriculture commerciale, notamment au Pendjab nouvellement irrigué par des canaux, conduit à une augmentation de la nourriture pour la consommation interne. Le réseau de chemins de fer est essentiel dans la lutte contre les famines, réduit les coûts des transports de biens et aide à la naissance d'une industrie indienne.
Entre les années 1870 et 1890, près de trente millions d'Indiens meurent de famines successives. Le degré de responsabilité de l’administration coloniale britannique est sujet à controverses entre historiens. D'après l'historien Niall Ferguson, « il y a des preuves claires d'incompétence, de négligence et d'indifférence au sort des affamés », mais pas de responsabilité directe, l’administration coloniale étant simplement restée passive. Au contraire pour le journaliste Johann Hari : « Loin de ne rien faire pendant la famine, les Britanniques ont fait beaucoup - pour empirer les choses. Les autorités auraient en effet continué d'encourager les exportations vers la métropole sans s’inquiéter des millions de morts sur le sol indien ». L'historien et activiste politique Mike Davis soutient également l'idée que « Londres mangeait le pain de l'Inde » pendant la famine. En outre, le vice-roi Robert Lytton fait interdire de porter assistance aux personnes affamées, parfois décrites comme « indolentes » ou « incompétentes pour le travail ». Les journaux des régions épargnées par la famine reçoivent l'instruction d'en parler le moins possible. D'après Mike Davis, Lord Lytton aurait été guidé par l'idée qu'en « s'en tenant à l'économie libérale, il aidait obscurément le peuple indien ».
Après la Première Guerre mondiale, dans laquelle un million d'Indiens servent, une nouvelle période commence, marquée par des réformes des Britanniques mais également par une législation répressive et des appels répétés pour l'autodétermination et les débuts du mouvement non-violent de non-coopération dont le Mahatma Gandhi devient le leader et le symbole. Ce mouvement aboutit dans les années 1930 à quelques réformes législatives et le Congrès gagne les élections qui en résultent. Mais la décennie qui suit est marquée par les crises : le gouvernement colonial engage l'Inde dans la Seconde Guerre mondiale, le Congrès pousse plus en avant la non-coopération alors que le nationalisme musulman s'intensifie.
Le mouvement pour l'Indépendance aboutit le 15 août 1947. Mais le pays subit une partition sanglante et le sous-continent est divisé en deux États : l'Inde et le Pakistan. La période coloniale représente pour l'Inde un fort déclin économique, en comparaison du reste du monde : d'après les statistiques réalisées par l’historien britannique Angus Maddison, la part de l'Inde dans la richesse mondiale est tombée de 22,6 % en 1700 à 3,8 % en 1952.
Les 5 comptoirs français des Indes, ne seront restitués à l'Inde qu'en 1954 de facto, et officiellement qu'en 1962 (ratification par l'Assemblée nationale du traité de 1956).
Cette période coloniale a un impact sur la production artistique de l'Inde.

### Inde indépendante
Après avoir été une monarchie constitutionnelle pendant trois ans, la constitution de l'Inde entre en vigueur en 1950, elle fait alors du pays une république parlementaire fédérale et démocratique. Depuis, l'Inde est demeurée une démocratie, la plus peuplée du monde : les libertés civiles sont protégées et la presse est largement indépendante. La libéralisation économique commencée dans les années 1990 a permis la création d'une large classe moyenne urbaine et a fait de l'Inde l'un des pays au taux de croissance le plus élevé au monde. Le cinéma, la musique et les spiritualités d'Inde jouent un rôle de plus en plus important dans la culture globale. Cependant l'Inde est toujours touchée par une importante pauvreté urbaine et rurale, par des conflits et violences religieuses ou de caste, par les rébellions des naxalites et des séparatistes au Jammu-et-Cachemire. Des conflits opposent toujours l'Inde avec la Chine et le Pakistan au sujet des frontières. Ces conflits ont abouti à la guerre sino-indienne de 1962 et à trois guerres indo-pakistanaises en 1947, 1965 et 1971.

## Politique
Avec un corps électoral de 814 millions d'électeurs, l'Inde est souvent présentée comme « la plus grande démocratie du monde ».
De 1947 à 1950, l'Inde était une monarchie constitutionnelle. En 1950, trois ans après l'Indépendance, la constitution a fait du pays une république parlementaire fédérale dans laquelle le pouvoir est partagé entre le gouvernement central et les États et territoires.

### Institutions

#### Gouvernement central

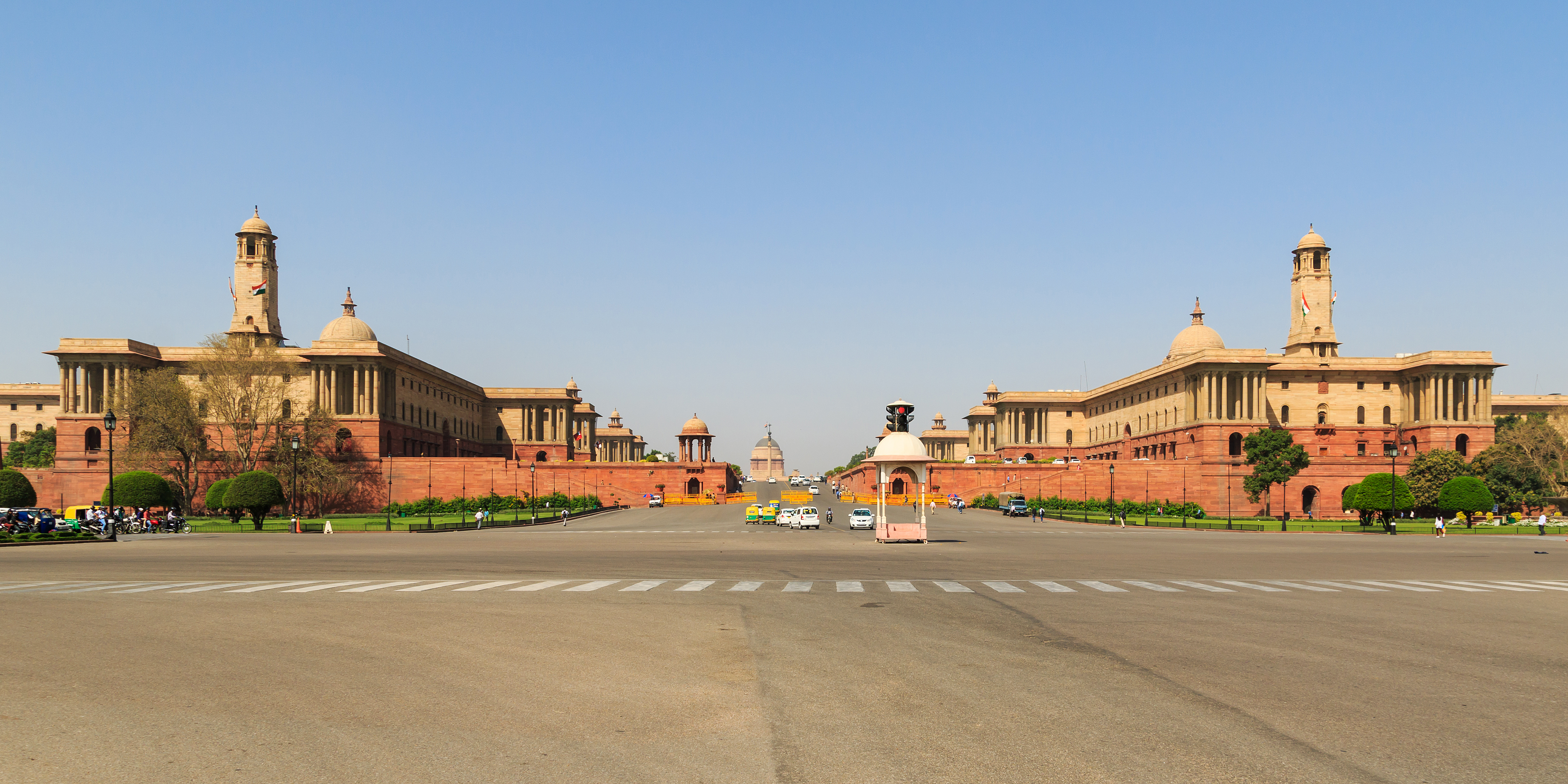
Les bâtiments du Central Secretariat à Delhi, siège du gouvernement indien.

Promulgué le 26 janvier 1950, la Constitution crée la « république d'Inde » et la dote d'institutions inspirées du parlementarisme britannique.

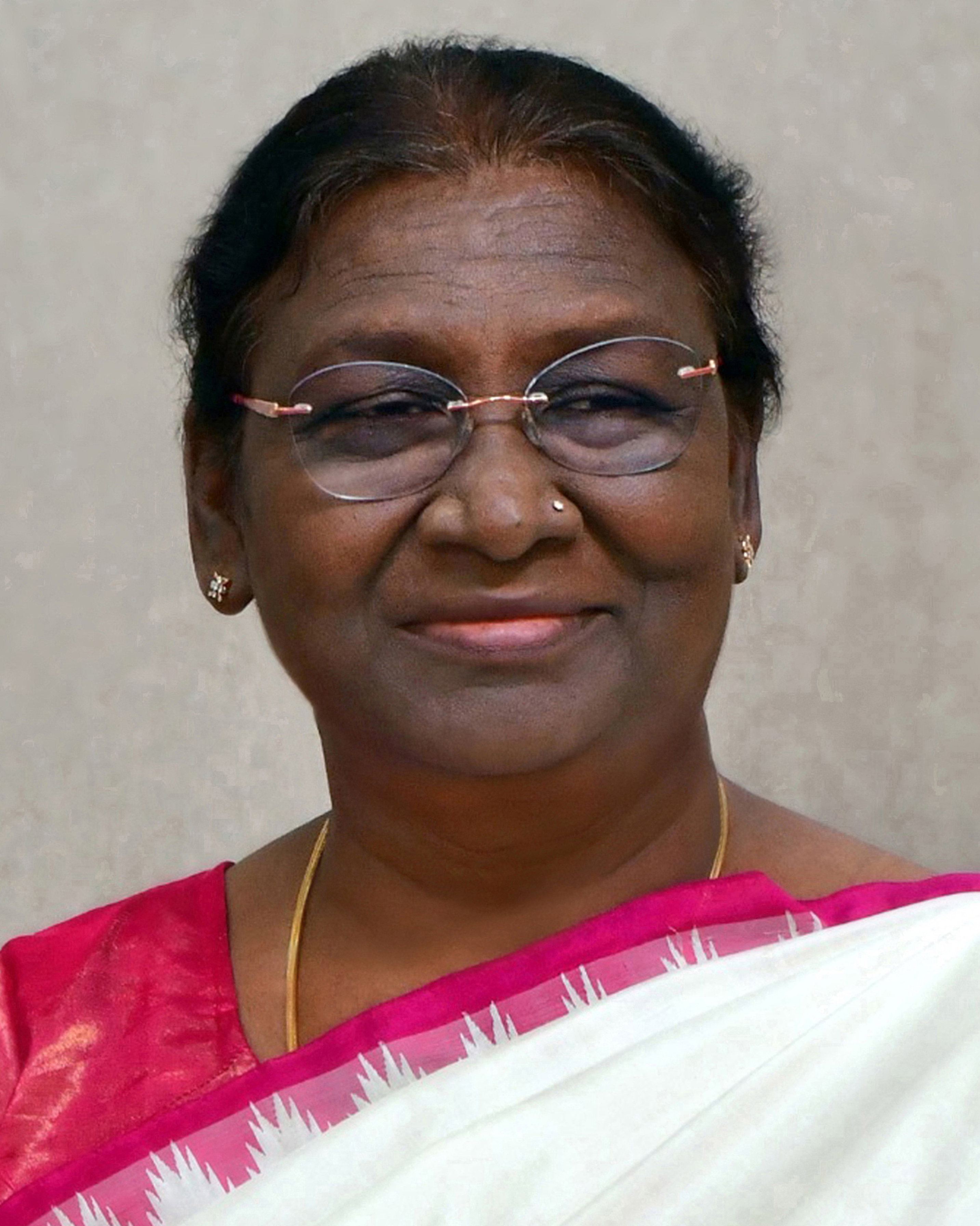
Droupadi Murmu, Présidente de l'Inde depuis 2022.

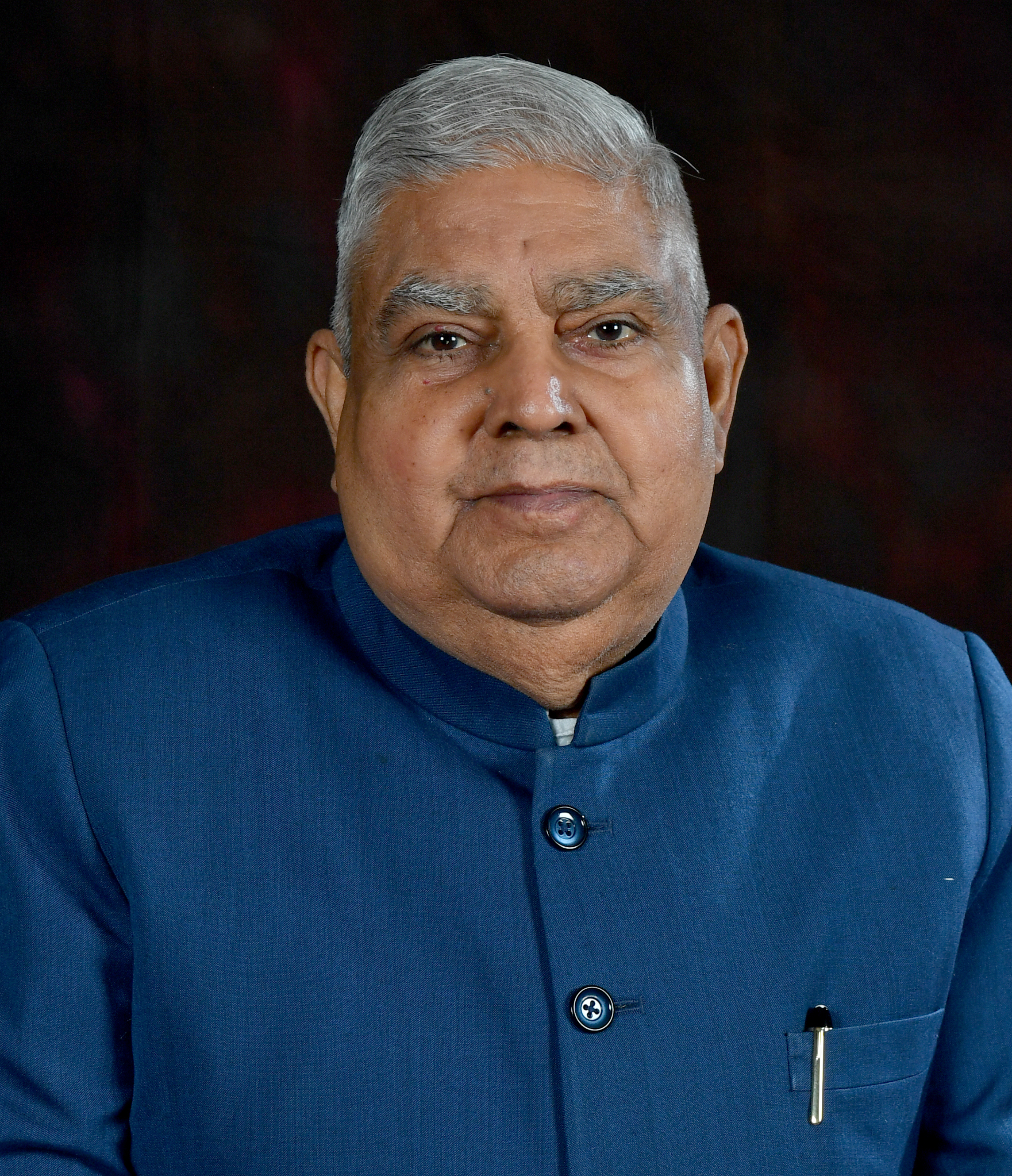
Jagdeep Dhankhar, Vice-président de l'Inde depuis 2022.

Le Président de l'Inde est le chef de l'État, mais ses pouvoirs sont avant tout symboliques. Avec le Vice-président, il est élu au suffrage indirect pour un mandat de cinq ans.

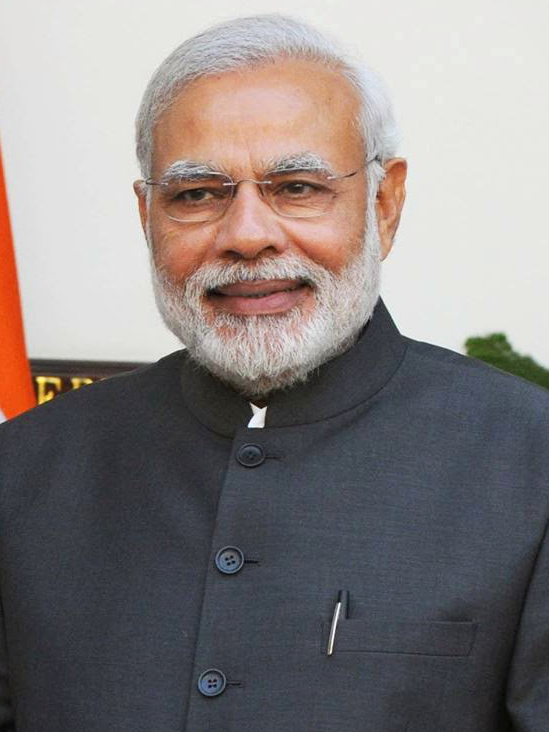
Narendra Modi, Premier ministre depuis 2014.

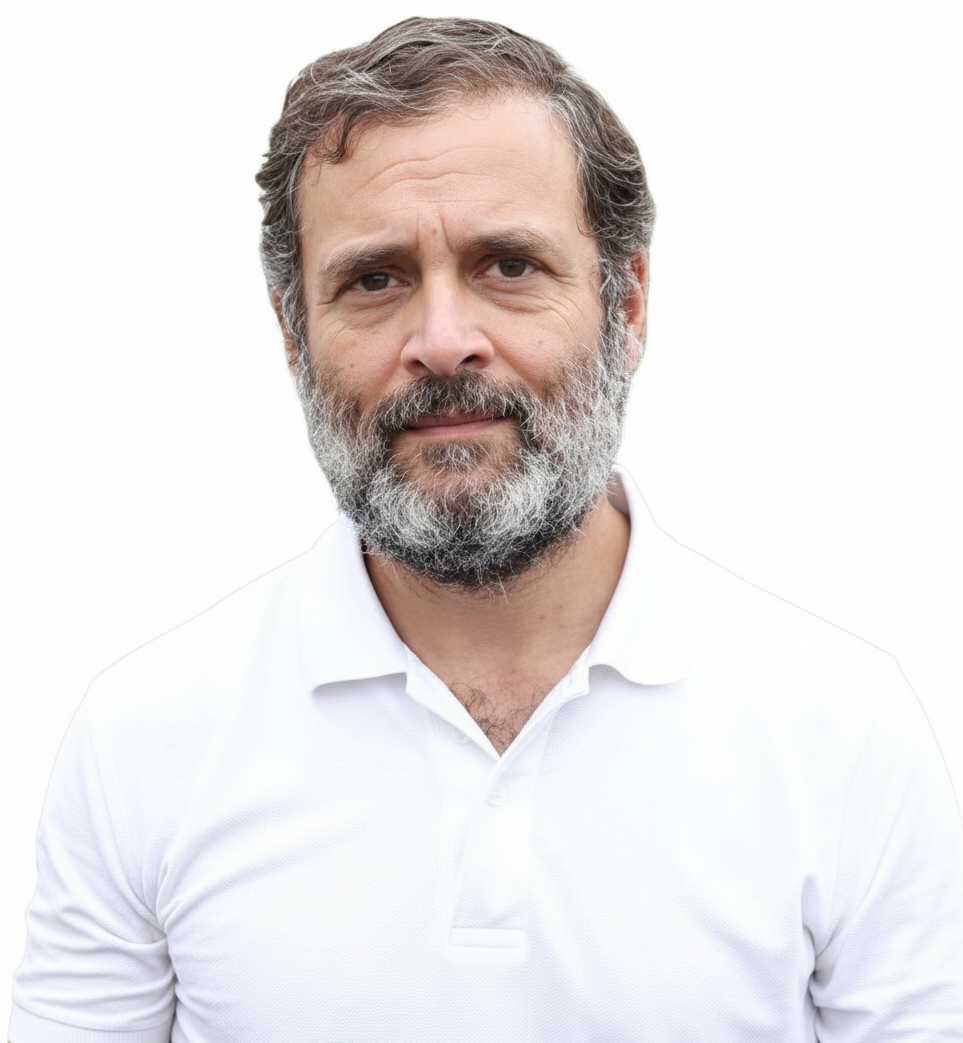
Rahul Gandhi, chef de l’opposition officielle à la Lok Sabha depuis 2024.

L'essentiel du pouvoir exécutif est dans les mains du Premier ministre et du Conseil des ministres de l'Inde. Celui-ci est responsable devant la Lok Sabha (« Chambre du peuple »), élue tous les cinq ans au suffrage universel direct. Le Parlement comprend également la Rajya Sabha (« Chambre des États »), une chambre haute élue au suffrage indirect et renouvelée par tiers tous les deux ans.
La Cour suprême de l'Inde est la plus haute juridiction du pays. Elle est à la fois tribunal fédéral, cour d'appel et cour constitutionnelle. Au fil des ans, la Cour s'est dotée d'un très important pouvoir de contrôle de constitutionnalité des lois et même des amendements à la Constitution. Elle dispose également de pouvoirs particuliers pour remédier aux atteintes aux droits de l'homme. Ses membres sont nommés par le Président de l'Inde.

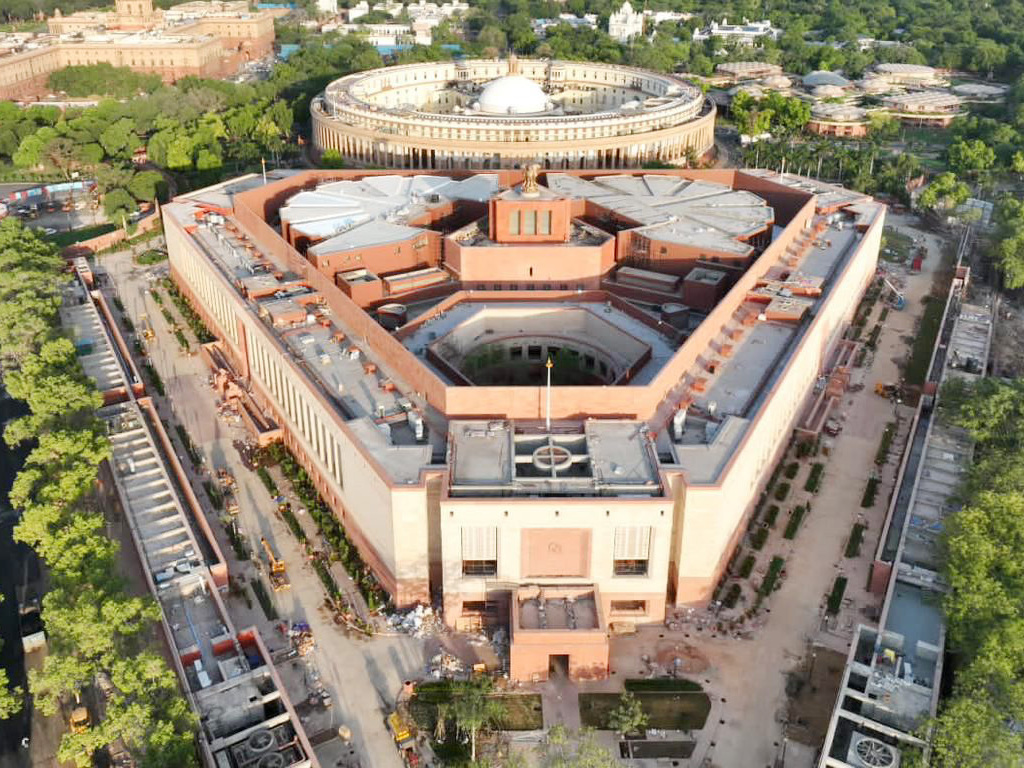
Le Parlement de l'Inde.

#### États et territoires

États et territoires de l'Inde.

Après l'Indépendance, les États ont été organisés sur la base des anciennes provinces et États princiers qui existaient pendant le Raj britannique. En 1956 est adopté le States Reorganisation Act, qui réorganise les États selon des bases linguistiques. Cette politique se poursuit dans les années qui suivent par la création de nouveaux États pour atteindre le chiffre actuel de 28.
Dans chaque État, le pouvoir exécutif est détenu par un gouverneur nommé par le Président de l'Inde, et dont le pouvoir est surtout symbolique, et un ministre en chef responsable devant la législature de l'État. Celle-ci comprend une Vidhan Sabha (Assemblée législative) et, pour sept États plus importants, un Vidhan Parishad (Conseil législatif). En cas d'instabilité dans un État, le gouvernement central peut imposer le President's rule : les institutions représentatives de l'État se voient retirer leurs pouvoirs au profit du Gouverneur, normalement pour un temps limité.
Les gouverneurs sont nommés pour cinq ans par le Président à la tête des vingt-huit États composant le pays. À l'opposé du Président de l'Inde qui doit concilier son pouvoir avec le Vidhan Sabha, les gouverneurs ont un pouvoir constitutionnel beaucoup plus indépendant. En fait on pourrait dire que les gouverneurs sont les Présidents constitutionnels des États de l'Inde en marge des véritables dirigeants indiens.
Les territoires de l'Union sont au nombre de huit. À la différence des États, ils sont directement gouvernés par l'État central. Toutefois, trois d'entre eux, Delhi, Pondichéry et le Jammu-et-Cachemire, ont obtenu le droit d'élire leur propre Vidhan Sabha et Conseil des Ministres.
Le fédéralisme est un important facteur de stabilité en Inde. Les gouvernements des États possèdent de vastes compétences notamment en ce qui concerne la fourniture et la répartition de prestations publiques de base et de subventions et le pourvoi de postes dans la fonction publique. C'est ce qui explique en grande partie le fait que lors des élections au niveau des États, les électeurs portent souvent leur préférence sur des partis bien ancrés au niveau régional. La cohésion d'un pays d'une telle diversité ethnique, religieuse et linguistique et présentant du fait de la tradition de tels clivages sociaux ne peut être assurée que dans le cadre d'un système démocratique laissant suffisamment d'autonomie aux États de l'Union, plus homogènes.

#### Panchayat raj
Depuis 1992, un amendement à la Constitution de l'Inde oblige tous les États à mettre en place des panchayats. Tous les cinq ans dans chaque village, est élu au suffrage universel un gram panchayat présidé par un sarpanch. Ces institutions sont chargées de l'administration locale et de préparer les plans de développement économique et pour la justice sociale.
En fonction de leur nombre d'habitants, les villes sont administrées par un nagar panchayat (conseil municipal), nagar palika (municipalité) ou nagar nigam (corporation municipale) élu tous les cinq ans au suffrage universel.
Pour ces institutions locales, un système de quotas existe afin d'assurer la représentation des femmes, des Dalits (intouchables) et des Adivasis (aborigènes).

### Contexte politique
Dans les années qui suivent l'Indépendance, le Congrès national indien, le parti du Mahatma Gandhi et de Jawaharlal Nehru (premier Premier ministre de 1947 à sa mort en 1964) domine largement le paysage politique. En 1975, Indira Gandhi, la fille de Nehru, devenue Première ministre en 1966 et impliquée dans des scandales de fraudes électorales, déclare l'état d'urgence et suspend les libertés fondamentales et les élections. À la fin de l'état d'urgence, le Congrès perd les élections de 1977 au profit d'une coalition d'opposition : c'est la première fois que le Congrès se retrouve dans l'opposition.
Depuis, le paysage politique indien se caractérise par la montée progressive de partis régionaux, contraignant les principaux partis à s'engager dans des coalitions parfois instables. En 1999, le Bharatiya Janata Party (BJP, droite nationaliste), devenu au fil des années 1990, le principal opposant au Congrès, parvient à former un gouvernement de coalition qui, pour la première fois, se maintient au pouvoir jusqu'au terme de son mandat de cinq ans. Cependant, en 2004, le Congrès remporte les élections et forme l'Alliance progressiste unie. Cette coalition est largement défaite par le BJP en 2014 et Narendra Modi devient Premier ministre et conserve son poste après les élections de 2019, qui voient le BJP accroître sa majorité.
Depuis le 25 juillet 2022, la présidente de l'Inde, poste aux fonctions essentiellement protocolaires, est Droupadi Murmu.
D'après Sébastien Farcis, il existe une « vague autoritaire de plus en plus forte en Inde », plusieurs journalistes étant, d'après lui, forcés de quitter le pays.

## Relations étrangères, économiques et stratégiques

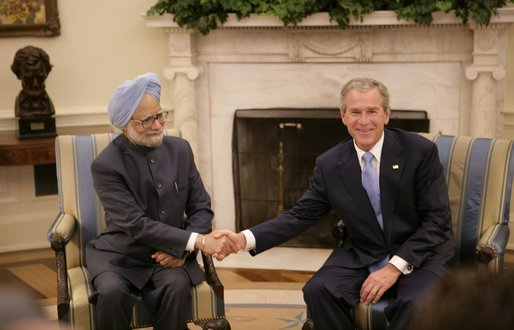
L'ancien Premier ministre indien, Manmohan Singh, avec l'ancien président des États-Unis, George Bush.

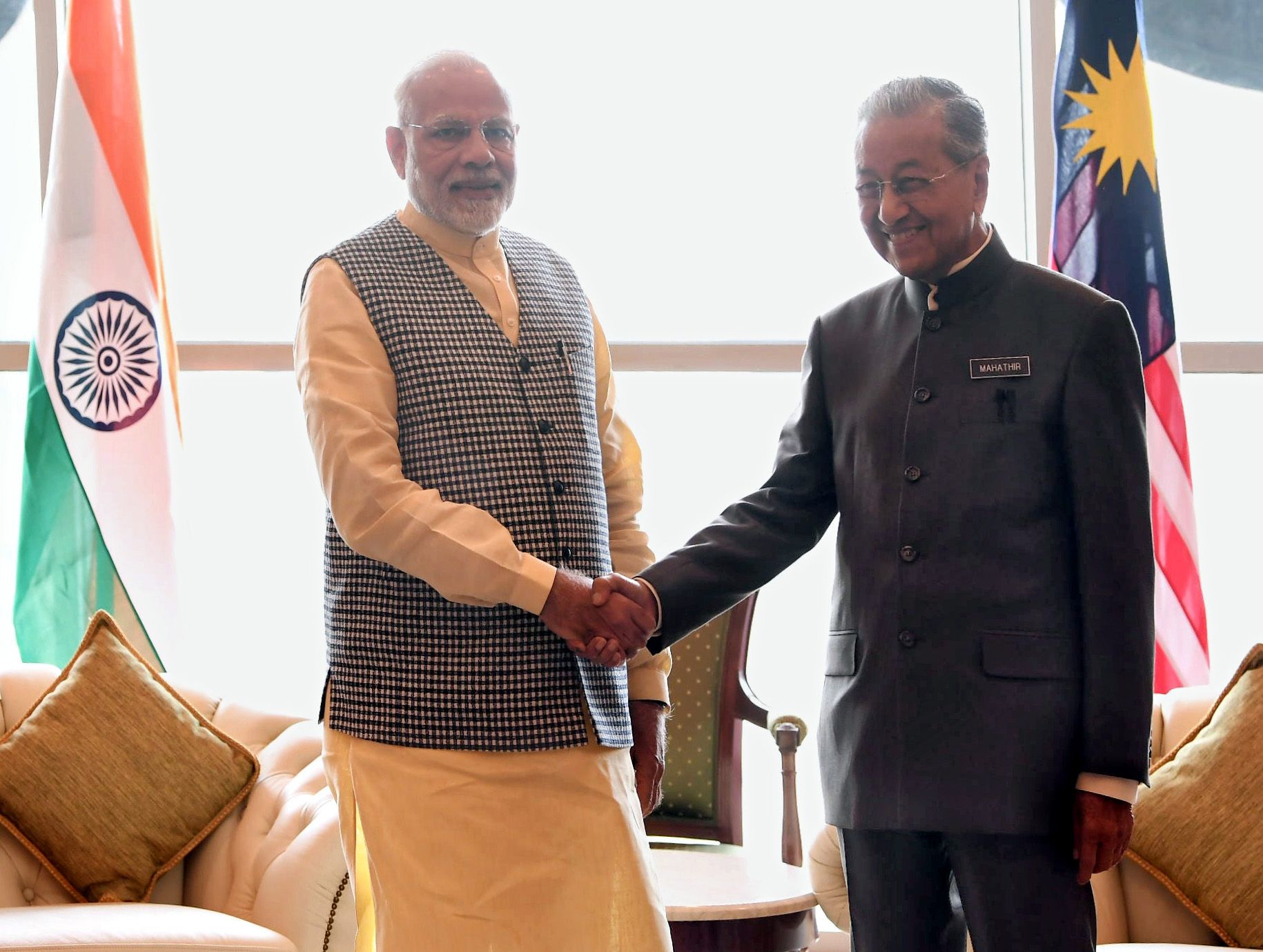
Les Premiers ministres d'Inde, Narendra Modi et de Malaisie, Mahathir Mohamad, à Kuala Lumpur en 2018.

Dans les années 1950, l’Inde a fortement soutenu la décolonisation en Afrique et en Asie et a joué un rôle de premier plan dans le Mouvement des pays non alignés. Après des relations initialement cordiales avec la Chine voisine, l’Inde est entrée en guerre contre la Chine en 1962 et a été largement considérée comme humiliée. Cela a été suivi par un autre conflit militaire en 1967, au cours duquel l’Inde a réussi à repousser l’attaque chinoise. L'Inde a eu des relations tendues avec le Pakistan voisin ; les deux nations sont entrées en guerre quatre fois : en 1947, 1965, 1971 et 1999. Trois de ces guerres ont eu lieu sur le territoire contesté du Cachemire, tandis que la troisième, celle de 1971, faisait suite au soutien de l'Inde à l'indépendance du Bangladesh. À la fin des années 1980, l’armée indienne est intervenue à deux reprises à l’étranger à l’invitation du pays hôte : une opération de maintien de la paix au Sri Lanka entre 1987 et 1990 ; et une intervention armée pour empêcher une tentative de coup d'État de 1988 aux Maldives. Après la guerre de 1965 avec le Pakistan, l’Inde a commencé à entretenir des liens militaires et économiques étroits avec l’Union soviétique ; à la fin des années 1960, l’Union soviétique était son plus grand fournisseur d’armes.
Outre ses relations privilégiées avec la Russie, l’Inde entretient des relations de défense étendues avec Israël et la France. Ces dernières années, elle a joué un rôle clé au sein de l’Association sud-asiatique de coopération régionale et de l’Organisation mondiale du commerce. Le pays a fourni 100 000 militaires et policiers pour servir dans 35 opérations de maintien de la paix des Nations unies sur quatre continents. Elle participe au Sommet de l'Asie de l'Est, au G8+5 et à d'autres forums multilatéraux. L'Inde entretient des liens économiques étroits avec des pays d'Amérique du Sud, d'Asie et d'Afrique ; elle poursuit une politique de « regard vers l'Est » qui cherche à renforcer les partenariats avec les pays de l'ASEAN, le Japon et la Corée du Sud qui tournent autour de nombreuses questions, mais surtout celles impliquant l'investissement économique et la sécurité régionale, .
L'essai nucléaire chinois de 1964, ainsi que ses menaces répétées d'intervenir pour soutenir le Pakistan dans la guerre de 1965, ont convaincu l'Inde de développer des armes nucléaires. L’Inde a procédé à son premier essai d’armes nucléaires en 1974 et a procédé à des essais souterrains supplémentaires en 1998. Malgré les critiques et les sanctions militaires, l'Inde n'a signé ni le Traité d'interdiction complète des essais nucléaires ni le Traité de non-prolifération nucléaire, les considérant comme imparfaits et discriminatoires. L'Inde maintient une politique nucléaire de « non-utilisation en premier » et développe une capacité de triade nucléaire dans le cadre de sa doctrine de « dissuasion minimale crédible »,. Elle développe un bouclier de défense antimissile balistique et un avion de combat de cinquième génération, D'autres projets militaires indigènes impliquent la conception et la mise en œuvre de porte-avions de classe Vikrant et de sous-marins nucléaires de classe Arihant.
Depuis la fin de la guerre froide, l’Inde a accru sa coopération économique, stratégique et militaire avec les États-Unis et l’Union européenne. En 2008, un accord nucléaire civil a été signé entre l'Inde et les États-Unis. Bien que l'Inde possédait des armes nucléaires à l'époque et n'était pas partie au Traité de non-prolifération nucléaire, elle a reçu des dérogations de l'Agence internationale de l'énergie atomique et du Groupe des fournisseurs nucléaires, mettant fin aux restrictions antérieures sur la technologie et le commerce nucléaires de l'Inde. En conséquence, l’Inde est devenue de facto le sixième État doté de l’arme nucléaire. L'Inde a ensuite signé des accords de coopération dans le domaine de l'énergie nucléaire civile avec la Russie, la France, le Royaume-Uni, et le Canada.
Le président de l'Inde est le commandant suprême des forces armées du pays ; avec 1,45 million de soldats actifs, ils constituent la deuxième plus grande armée du monde. Il comprend l'armée indienne, la marine indienne, l'armée de l'air indienne et la garde côtière indienne. Le budget officiel de la défense indienne pour 2011 était de 36,03 milliards de dollars américains soit 1,83% du PIB. Les dépenses de défense étaient fixées à 70,12 milliards de dollars américains pour l’exercice 2022-2023 et ont augmenté de 9,8 % par rapport à l’exercice précédent,. L'Inde est le deuxième importateur d'armes au monde ; entre 2016 et 2020, elle représentait 9,5 % du total des importations mondiales d’armes. Une grande partie des dépenses militaires était axée sur la défense contre le Pakistan et la lutte contre l’influence chinoise croissante dans l’océan Indien. En mai 2017, l'Organisation indienne de recherche spatiale a lancé le satellite d'Asie du Sud (en). En octobre 2018, l'Inde a signé un accord de 5,43 milliards de dollars (plus 400 milliards de ₹) avec la Russie pour l'acquisition de quatre systèmes de défense antimissile sol-air S-400 Triumf, le système de défense antimissile à longue portée le plus avancé de Russie.

### Défense

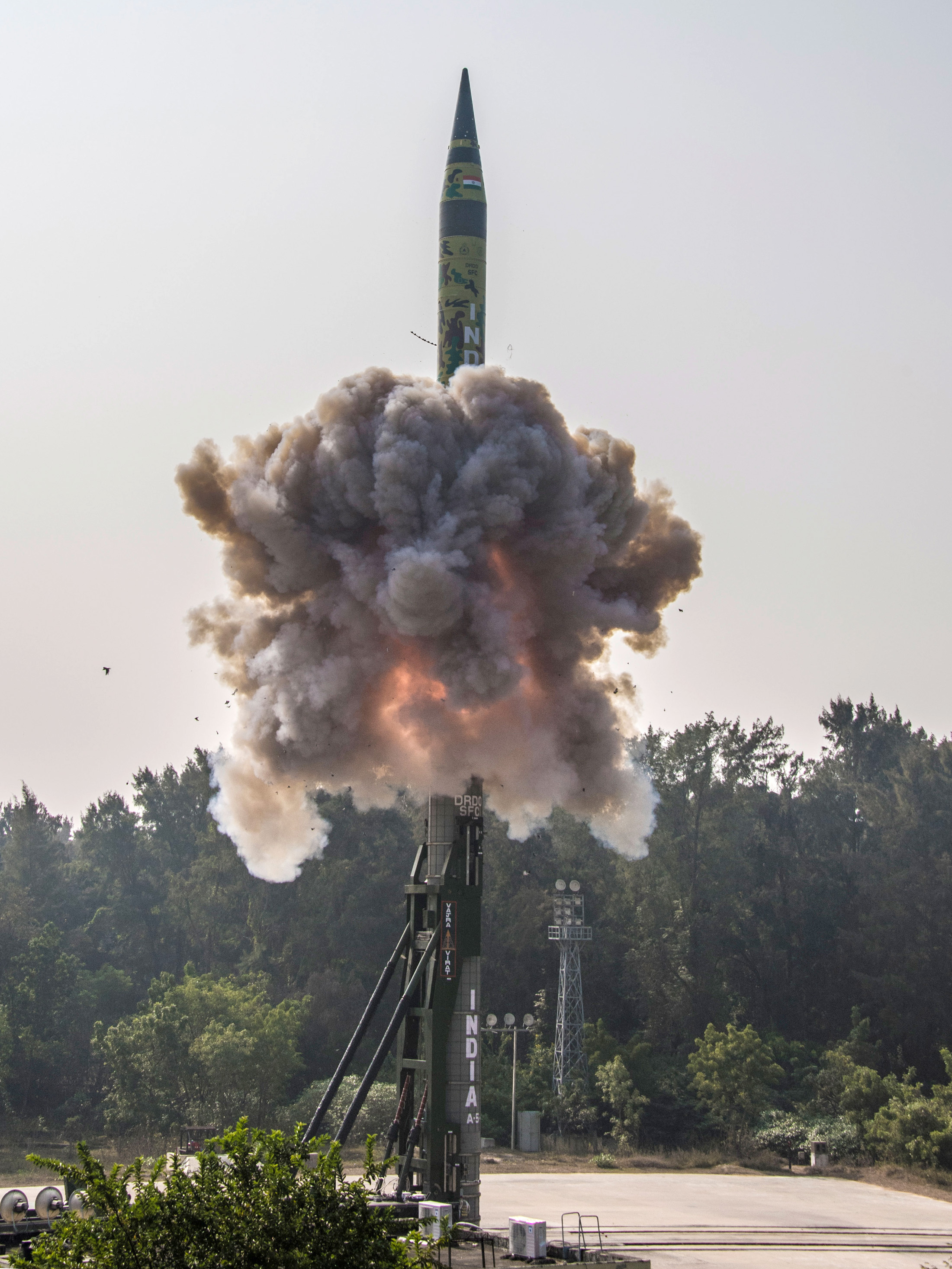
Septième lancement d'essai d'Agni-V tiré le 10 décembre 2018.

L'Inde a l'une des plus grandes armées du monde : les forces armées indiennes disposaient en 2018 d'un effectif de 1 362 500 militaires et 2 844 750 réservistes.
Le budget pour la défense s'élève à 66,5 milliards de dollars (2018), soit 2,42 % du produit national brut (PNB).
Elles disposent de 4 426 tanks, 3 147 autres véhicules blindés, 590 avions de combat (ainsi que des forces aéronavales), 16 sous-marins, 1 porte-aéronef (l'INS Vikramaditya) et 11 destroyers. L'Inde vient de commencer le remplacement de 126 MiG-21.
L'Inde dispose d'armes nucléaires depuis 1974, date de l'explosion d'une bombe atomique au plutonium dans le désert du Rajasthan. Ces armes sont réparties dans l'aviation ou dans des missiles IRBM.
Le 9 décembre 2009, l'Inde prévoit de sécuriser ses ports militaires avec des clôtures électriques contre les menaces clandestines maritimes.
Le 19 avril 2012, elle teste avec succès son premier Missile balistique intercontinental, l'Agni V, d'une portée de 5 000 km, puis la génération suivante d'une portée de 12 000 km, l'Agni-VI (en).
Par ailleurs, l'Inde est membre de l'Organisation de coopération de Shanghai.

### Corruption
La corruption constitue encore un défi majeur pour les institutions du pays. Parmi les parlementaires élus en 2019, 43 % ont des dossiers judiciaires en cours.
Les partis politiques se tournent de plus en plus vers les grandes fortunes et les entreprises pour se financer. Sur l'année fiscale 2017-2018, les entreprises et les personnes fortunées avaient contribué douze fois plus au financement du BJP qu'à celui de six autres partis nationaux, y compris le Congrès.
Alors que les milieux d'affaires sont mis en cause dans de nombreux dossiers spectaculaires, des hommes d’affaires compromis ont dû fuir le pays et les liens entre milieu politique et financements obscurs nourrissent l’« empire des milliardaires », selon la formule du journaliste James Crabtree. Les médias sont également secoués par des affaires de trafics d'influence, certains d'entre eux couvrant les activités de personnalités politiques en échange de paiements.
L’Inde est le pays de la région Asie-Pacifique où dessous-de-table et pots-de-vin sont le plus pratiqués. Les plus pauvres en sont fortement victimes : 73 % d'entre eux sont contraints d'y recourir au moins une fois par an, contre 55 % des plus favorisés, selon Transparency International. Cette corruption facilite l’accès à des services qui devraient être publics : documents administratifs, affaires de police, raccordement à l’électricité, voire soins hospitaliers.

## Géographie

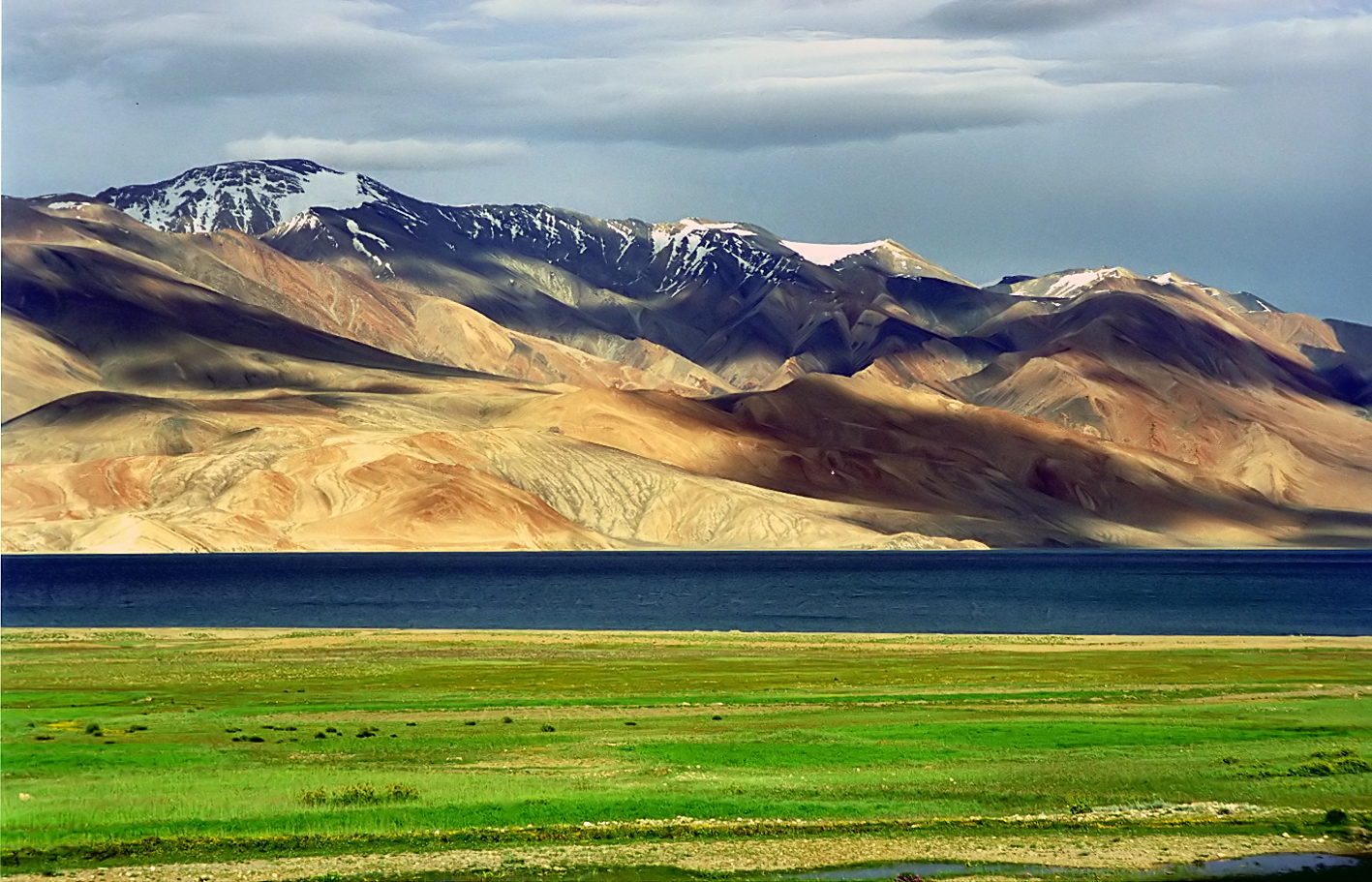
L'Himalaya forme le paysage montagneux du nord de l'Inde. Vu ici Ladakh.

L'Inde occupe la majeure partie du sous-continent indien, qui est placé entre la plaque indienne et la partie nord-ouest de la plaque indo-australienne. Une partie du territoire des États du nord et du nord-est de l’Inde est située dans la chaîne de l'Himalaya. Le reste de l’Inde septentrionale, centrale, et orientale est occupé par la zone fertile de la plaine indo-gangétique. Dans la partie occidentale, bordée par le Pakistan du sud-est, se trouve le désert du Thar. L’Inde méridionale se compose presque entièrement du plateau péninsulaire du Deccan, flanqué de deux massifs côtiers au relief accidenté, les Ghats occidentaux et les Ghats orientaux.
De grands fleuves et rivières, tels le Gange, le Brahmapoutre, la Yamuna, la Godavari, la Narmada, la Kaveri traversent le pays. L’Inde possède par ailleurs trois archipels : les îles Laquedives, en mer des Laquedives, qui se trouvent au large de la côte du sud-ouest ; la chaîne volcanique des îles d’Andaman et de Nicobar, en mer d'Andaman, au sud-est, et les Sundarbans dans le delta du Gange au Bengale occidental. Le climat de l'Inde varie, de tropical dans le sud à plus tempéré dans le nord de l'Himalaya et où les régions montagneuses reçoivent les chutes de neige continues en hiver.

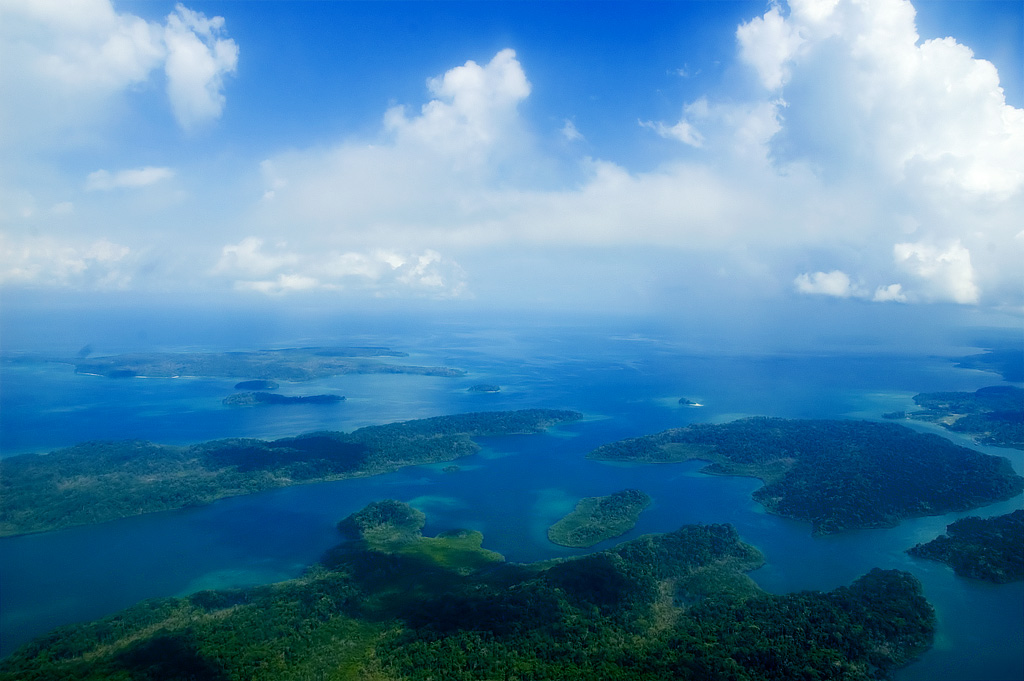
Les îles Andaman.

Le climat de l'Inde est fortement influencé par l’Himalaya et le désert du Thar. L'Himalaya, et les montagnes de l'Hindou Kouch au Pakistan, font obstacle aux vents catabatiques venus d'Asie centrale et les empêchent ainsi de pénétrer dans le continent, ce qui préserve la chaleur dans la majeure partie de ce dernier, contrairement à la plupart des régions situées à la même latitude. Le désert du Thar, quant à lui, attire les vents humides de la mousson d’été qui, entre juin et septembre, est responsable de la plus grande partie des précipitations de l’Inde.
La superficie de l'Inde est de 3 287 263 km2.

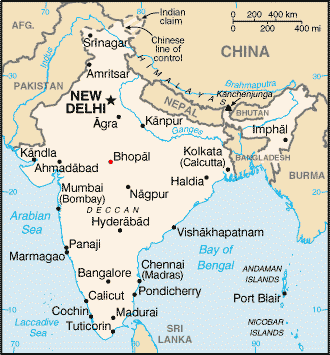
Carte de l'Inde.

Délimitées par le Pakistan, la Chine, le Népal, le Bhoutan, le Bangladesh, la Birmanie, les frontières indiennes sont longues de 15 168 km.

### Environnement

#### Ressources en eau
L'Inde est une zone en déficit hydrique. 230 milliards de mètres cubes d'eau sont prélevés chaque année en Inde.
La plaine du Pendjab, à cheval entre l'Inde et le Pakistan, présente un déficit en eau qui concerne l'ensemble de l'Inde, car on y cultive du blé en hiver et du riz en été, avec un surplus qui s'exporte dans les autres États de l'Inde. Dans cette région d'agriculture irriguée, les paysans puisent de l'eau dans la nappe phréatique, dont le niveau baisse de 0,6 mètre par an. Selon la Banque mondiale, 60 % des nappes phréatiques de l'Inde seront dans une situation « critique » d'ici 2034.
Au niveau national, les activités agricoles sont les principales consommatrices d'eau souterraine, représentant 85 % de l'eau extraite du sous-sol. La politique d'électricité gratuite ou à bas prix mise en place par les gouvernements des États indiens incite en effet les agriculteurs à privilégier l'extraction des eaux souterraines grâce à un système de pompage pour irriguer leurs cultures.
L'eau souterraine, source de 40 % des besoins en eau de l'Inde, s'épuise rapidement selon un rapport publié en 2018 par un organisme gouvernemental. Vingt et une villes indiennes - dont Delhi, Bangalore, Madras et Hyderabad - devraient manquer d'eau souterraine dès 2021, et 40 % de la population indienne n'aura pas un accès suffisant à l'eau potable en 2030.

### Faune et flore

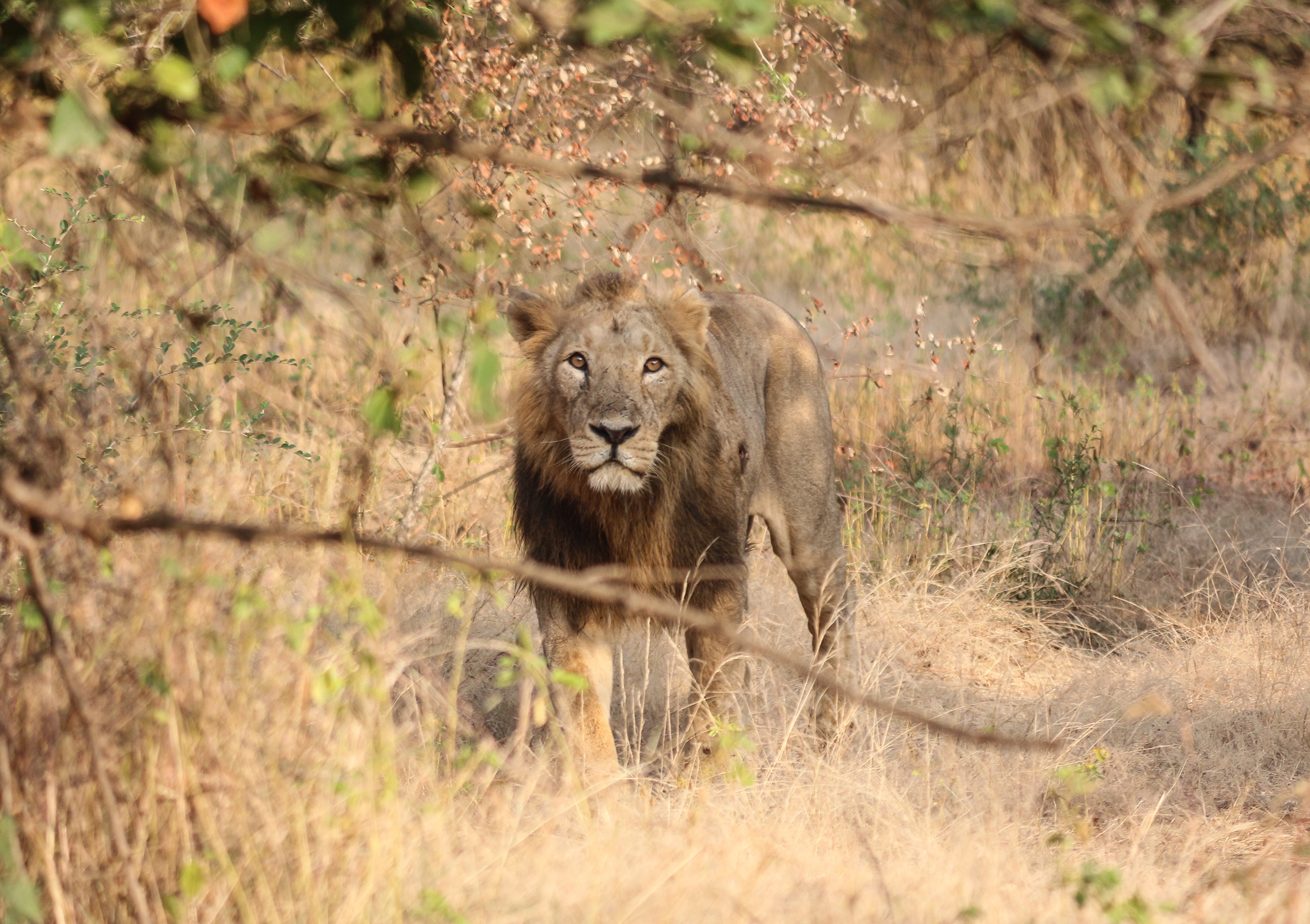
Autrefois présent de la Grèce jusqu'aux confins du Bengale, le lion d'Asie ne vit plus à présent que dans l'enceinte du Parc national de la Forêt de Gir (Gujarat).

Située dans l'écozone Indomalaise, l'Inde abrite une grande biodiversité : 7,6 % des mammifères, 12,6 % des oiseaux, 6,2 % des reptiles, et des 6,0 % des plantes à fleurs vivant sur la Terre s'y trouvent[réf. nécessaire]. Elle possède beaucoup d'écorégions, comme les forêts de Shola, qui présentent des taux extrêmement élevés d'endémisme : au total, 33 % des espèces de plantes indiennes sont des espèces endémiques. La couverture de la forêt indienne s'étend de la forêt tropicale des îles Andaman, des Ghats occidentaux, et de l'Inde du nord-est jusqu'aux forêts de conifères tempérées de l'Himalaya. Entre ces extrémités se situent la forêt tropicale humide de l'Inde orientale, dominée par le sal ; la forêt tropophile de l'Inde centrale et méridionale, dominée par le teck ; ainsi que les forêts épineuses du Deccan central (en) et de la plaine du Gange occidentale (en), dominées par l'acacia. On compte parmi les arbres importants le neem aux propriétés médicinales, largement utilisé pour des remèdes en phytothérapie rurale. Le figuier des pagodes, visible sur les sceaux de Mohenjo-daro, a ombragé le Gautama Bouddha pendant qu'il atteignait le Nirvana.
De nombreuses espèces indiennes descendent directement des taxons du Gondwana, supercontinent duquel l'Inde est l'un des fragments. Le rapprochement, puis la collision de la plaque indienne avec le supercontinent de Laurasie occasionna un vaste échange biologique. Cependant, le volcanisme et les changements climatiques survenus il y a 20 millions d'années causèrent l'extinction de nombreuses espèces endémiques de l'Inde. Ce n'est que peu après que des mammifères originaires d'Asie migrèrent vers Inde au cours de deux passages zoogéographiques de chaque côté de l'Himalaya naissant. Par conséquent, seuls 12,6 % des mammifères et 4,5 % des oiseaux indiens sont endémiques, alors que c'est le cas de 45,8 % des reptiles et 55,8 % des amphibiens du pays. Parmi les endémiques notables, on compte le semnopithèque du Nilgiri (un singe à queue préhensile) et Duttaphrynus beddomii (un crapaud brun ou carmin originaire des Ghats occidentaux). L'Inde abrite 172 espèces menacées selon l'UICN, soit 2,9 % de ses espèces : on y retrouve le lion asiatique, le tigre du Bengale, et le vautour chaugoun indien, qui fut très proche de l'extinction à cause d'ingestion de charognes de bétail traitées au diclofénac.
Depuis les dernières décennies, la faune de l'Inde a été sérieusement menacée par la forte augmentation démographique humaine. Pour contrer cela, le gouvernement a considérablement étendu sa liste des secteurs protégés et des parcs nationaux (liste initialement établie en 1935). En 1972, l'Inde a mis en place un plan de sauvegarde de la faune, et un projet spécialement consacré à la préservation du tigre et de son habitat naturel. Ce plan de sauvegarde fut étendu par d'autres protections fédérales promulguées dans les années 1980. En plus des 500 zones de sauvegarde de la faune, l'Inde accueille maintenant 14 réserves de biosphère, dont 4 font partie du réseau mondial des réserves de biosphère. 25 zones humides sont protégées par la convention de Ramsar. La population de tigres en Inde est passée de 40 000 en 1947 à 3 000 en 2021 ; ce nombre représente 75 % de la population totale dans le monde de ces animaux.

#### Politique environnementale
Dès la fin du XIXe siècle, voyant les ressources naturelles diminuer, les Britanniques ont mis en place des lois et des organismes afin de gérer l'immense territoire que représentent les Indes. Le Indian Forest Service est créé en 1866, la Indian Forest Act est édicté en 1878. Les Britanniques cherchaient alors avant tout à préserver le couvert forestier sur ces zones de façon à assurer une pérennité pour l'exploitation du bois d'œuvre, le principal levier étant le prélèvement des taxes de douane. Accessoirement, ces dispositions permettaient de préserver également le gros gibier qui peu à peu disparaissait. C'est ainsi que plusieurs aires protégées ont vu le jour comme le Parc national de Kaziranga en 1905. Les mesures de protection se sont renforcées avec l'Indian Forest Act de 1927.

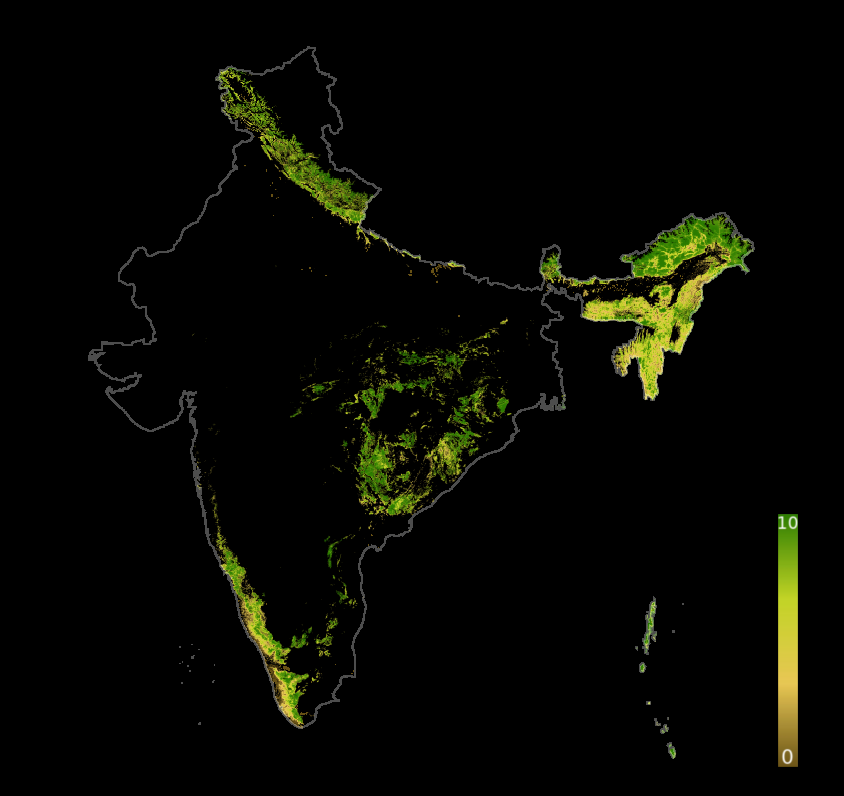
L'Inde avait un score moyen de l'Indice d'intégrité du paysage forestier 2019 de 7,09, le classant 58e sur 172 pays.

Devant la dégradation continue des zones protégées, le gouvernement indien a fait promulguer le Wildlife Protection Act (en) en 1972 sur la protection de la faune et de la flore sauvages. La loi relative à la conservation des forêts, le Forest Protection Act de 1980, dispose qu'aucune superficie boisée ne peut être soumise à des utilisations non forestières sans l'approbation préalable du gouvernement indien. Cette loi, adoptée rapidement avec peu de concertation, a servi de façon très efficace à interdire la conversion des zones forestières. Cependant, elle pose localement des difficultés aux petites communautés rurales. Dans la foulée, le Forest survey of india, un organisme destiné à évaluer les résultats de la protection du couvert forestier, a été créé en 1981.
La loi relative à la protection de l'environnement, l'Environment Protection Act, 1986 (en), a joué un rôle crucial dans la conservation et la gestion des écosystèmes notamment dans le traitement des eaux et des déchets. La loi de 2006 sur les tribus répertoriées et autres habitants traditionnels des forêts (reconnaissance des droits forestiers) est un texte clé de la législation forestière adoptée en Inde le 18 décembre 2006 (The Scheduled Tribes and Other Traditional Forest Dwellers (Recognition of Forest Rights) Act, 2006). En 2008, le Forest Rights Act fait craindre à certains protecteurs de l'environnement une perte d'autorité de l'État sur les zones protégées.
Il existe plusieurs niveaux de protection, le plus élevé étant les parcs nationaux et le plus petit les Village forests. En outre, certaines zones protégées peuvent l'être par des personnes privées. 4 % de la surface du pays doit, d'après une décision gouvernementale, être protégée. À ces aires protégées, se superposent des zones où des moyens complémentaires sont offerts pour protéger une espèce particulièrement ou un biome important. C'est le cas par exemple des Tiger Reserves et des Elephant reserves, qui peuvent le cas échéant se superposer. Ces réserves sont pilotées dans le cadre de plans comme le Project Tiger, le Project Elephant, l'Asiatic Lion Reintroduction Project. Le Yamuna Action Plan a pour objectif à réhabiliter la rivière Yamuna.
La protection de l'environnement est aujourd'hui pilotée par le ministère de l'Environnement et des Forêts qui dirige de nombreuses agences gouvernementales comme l'Indian Forest Service, des centres de formations et d'autres institutions.
Face à la forte pollution présente dans le pays, le gouvernement indien a lancé en 2016 l'objectif d'électrifier à 100 % le parc automobile d'ici 2030. Le pays prévoit également d'électrifier à 100% le réseau ferroviaire d'ici à 2030.
Ces dernières années, les événements météorologiques extrêmes, avec des sécheresses, des canicules et des cyclones récurrents, sont un facteur majeur de la chute de revenus des fermiers. Selon le Centre for Science and Environment, la plus grande ONG environnementale de l'Inde : « On fait face à une crise agricole, avec une vague de suicides de fermiers et des manifestations paysannes qui se sont multipliées par trois […] Les partis n’ont pas l’intelligence ni la vision à long terme pour prendre les mesures nécessaires. À la place, ils répondent à chaque sécheresse, à chaque inondation, par de la gestion de crise. Il n’y a aucun plan d’ensemble pour agir à l’échelle nationale pour la prévention et l’adaptation.
La pollution de l'air provoque la mort de 100 000 enfants de moins de cinq ans chaque année selon le Centre pour la science et l'environnement de New Delhi. Elle est responsable de 12,5 % des morts en Inde[réf. à confirmer].
L'Inde génère actuellement, en 2019, 62 millions de tonnes de poubelles par an, mais cette production pourrait s'élever d'ici 2030 à 165 millions de tonnes annuellement selon les estimations du gouvernement.

### Géologie
- Bouclier
- Plateforme
- Orogène
- Bassin structural
- Province magmatique
- Bassins sédimentaires continentaux

- 0–20 Ma
- 20–65 Ma
- > 65 Ma

La tectonique des plaques montre qu'au Permo-Trias (250-200 Ma), Madagascar, l’Inde (le craton indien était alors une grande île, située à 6 400 km au sud du continent asiatique et dont la côte sud-ouest actuelle était reliée à Madagascar, tandis que sa côte sud-est était reliée à l'Australie), l’Afrique, l’Australie, l’Antarctique et l’Amérique du Sud étaient réunis en un supercontinent appelé Gondwana, qui commençait à se démanteler. Il y a 250 millions d’années, le Gondwana se disloque pour former les cinq continents : à une première phase de formation de rift qui débute au Permo-Trias, succède une phase d’ouverture océanique du Jurassique moyen au Crétacé supérieur (180-70 Ma) : ceci donne naissance aux bassins de Somalie au nord et du Mozambique au sud, reliés par la ride de Davie. La plaque indo-malgache est alors entraînée vers le sud. L’extension de la dorsale centrale indienne, il y a 150 Ma, sépare l’Inde de Madagascar avec un épisode de compression le long de la ride de Davie alors exhumée. Au cours de cette ouverture océanique se forme un épaulement de rift (à l'origine des actuels Ghats occidentaux, chaîne de montagnes de l'Ouest indien). L'Inde opère ensuite une remontée du sud au nord vers l'Asie, il y a entre 150 et 50 millions d'années, à une vitesse estimée à environ 15 cm par an. Au cours de cette migration, la plaque indienne dérive sur le point chaud de La Réunion, une zone à forte activité volcanique. Les terres de l'Inde actuelle subissent alors d'intenses éruptions volcaniques il y a environ 65 millions d'années, qui forment les trapps du Deccan, constitués d'un empilement successifs de laves basaltiques. Aujourd'hui, cette zone couvre une bonne partie du Centre-Ouest de l'Inde. La dérive vers le nord aboutit à une collision avec la plaque eurasiatique (au niveau de l'ancien Tibet), provoquant la surrection de l'Himalaya et l'expulsion du bloc indochinois vers le sud-est.

Carte des terres émergées au Trias, montrant deux supercontinents, la Laurasie et le Gondwana.
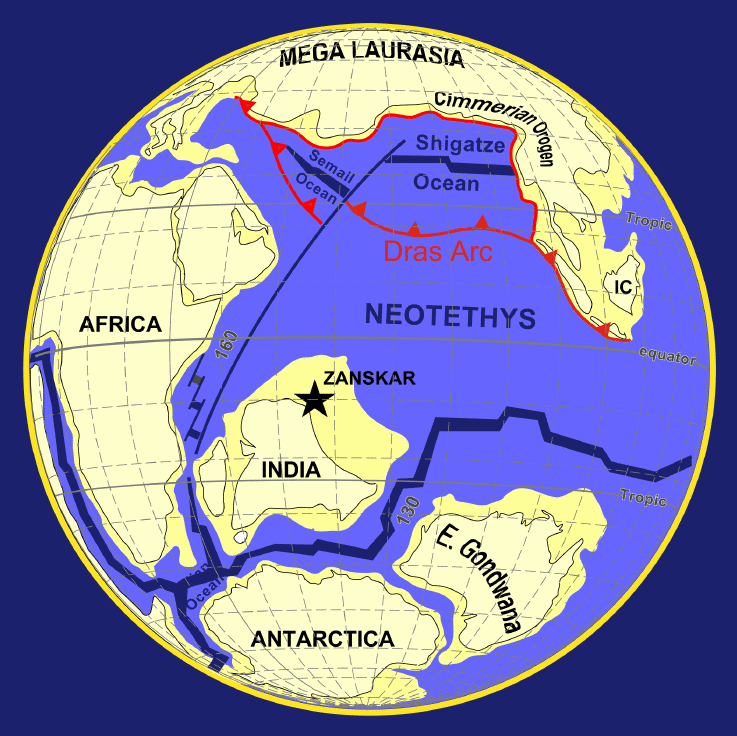
Mouvements continentaux dans le cadre de la tectonique des plaques.
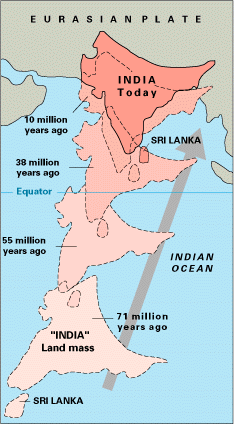
Collision de la plaque indienne et de la plaque eurasiatique.
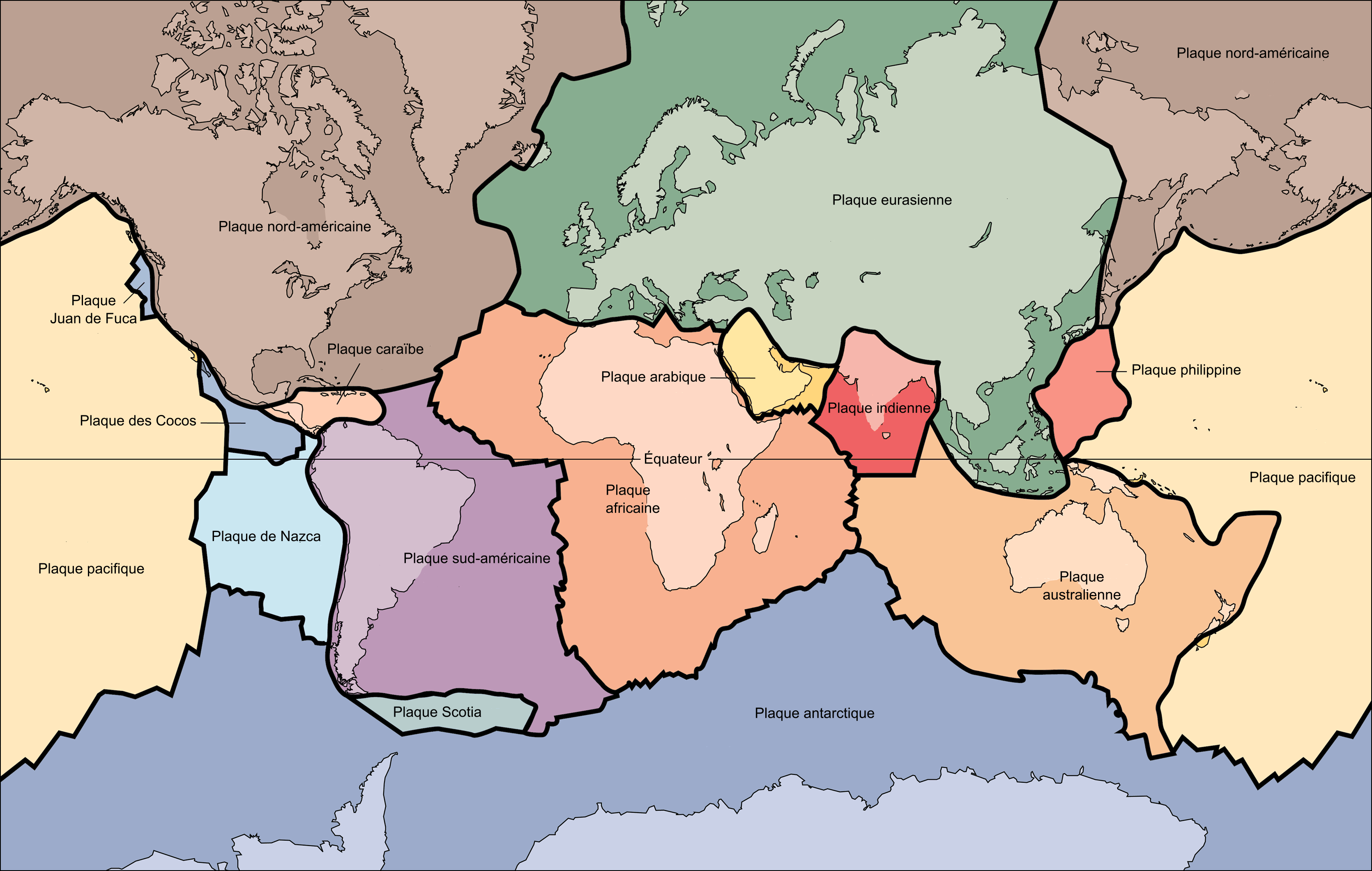
Carte terrestre illustrant les principales plaques tectoniques actuelles.
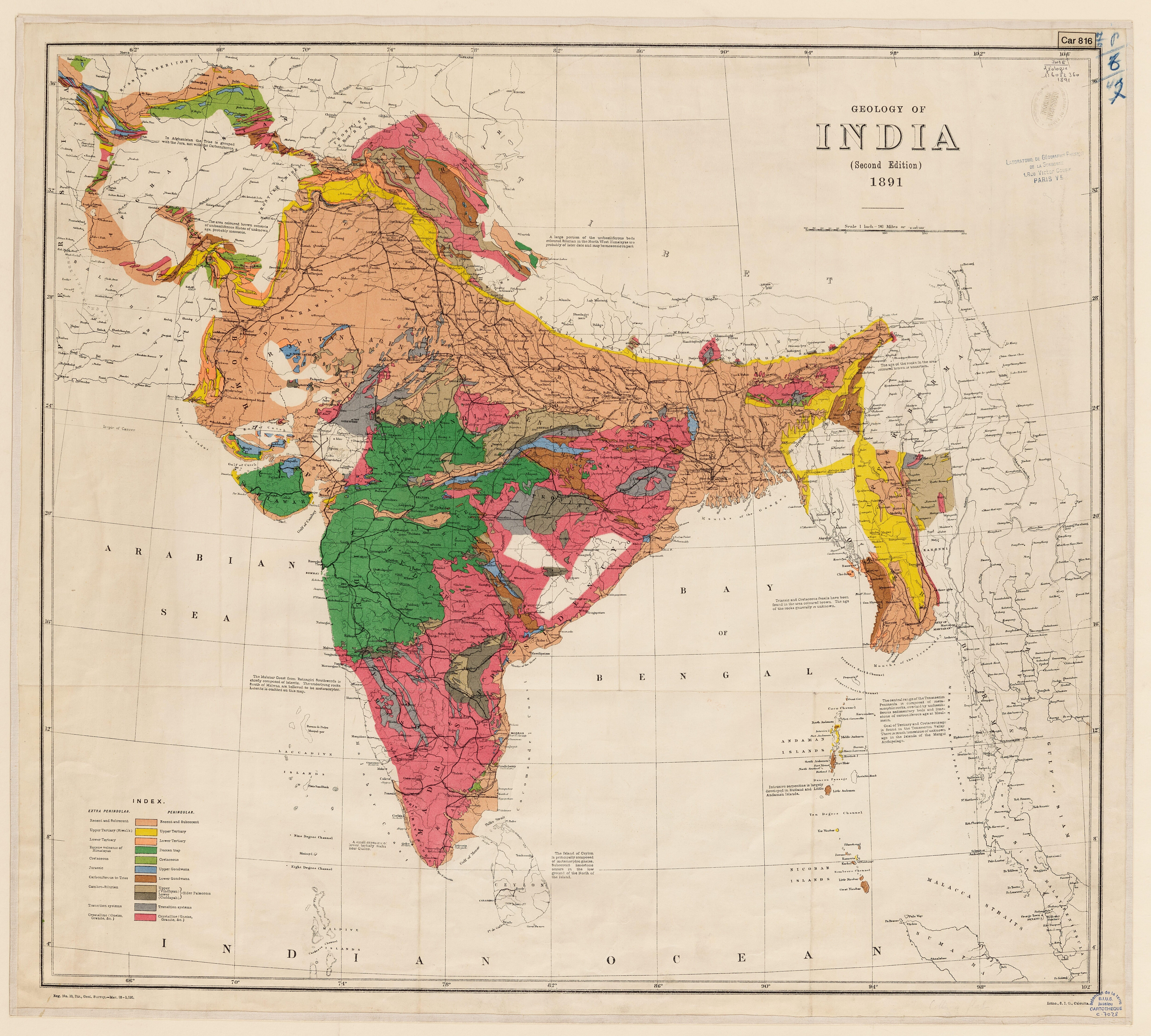
Carte géologique de l'Inde, publiée par le Survey of India, 1891.

## Démographie, langues et religion

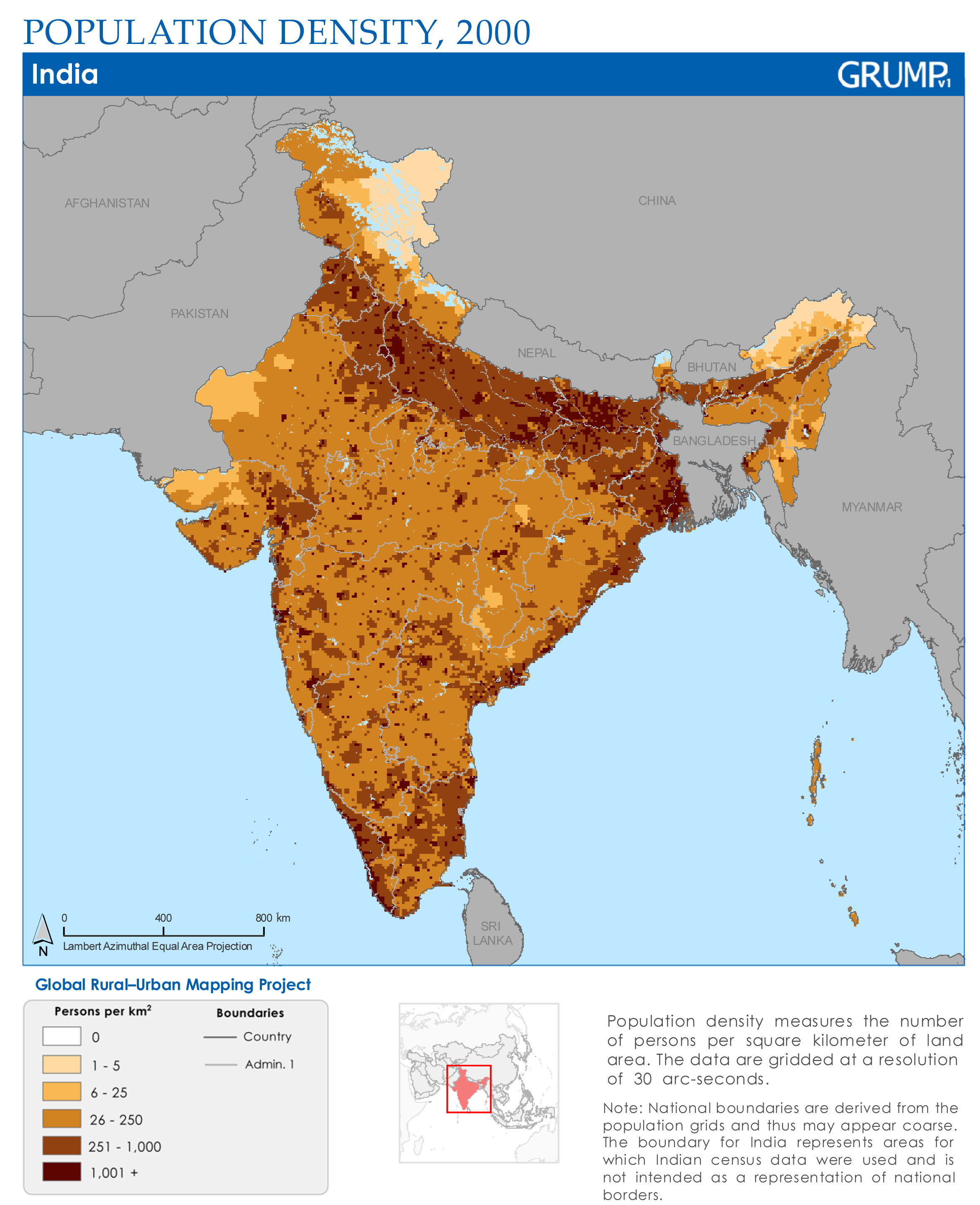
Carte de la densité de population de l'Inde (2000)

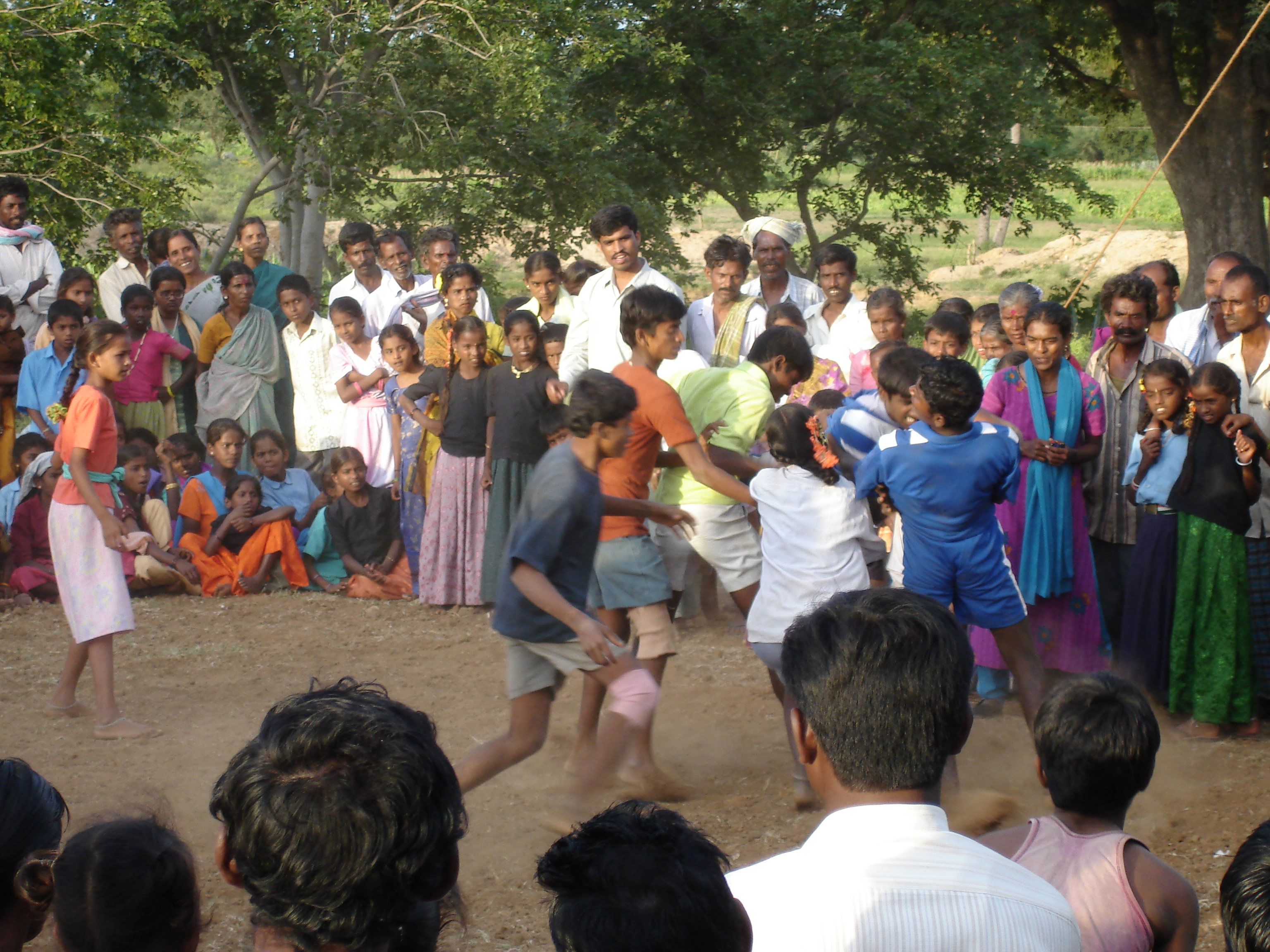
Une partie de kabaddi dans le Karnataka.

Selon les projections de l'ONU pour 2021, l'Inde est le deuxième pays le plus peuplé du monde et compte près de 1 393 409 000 habitants, dont 215 millions dans l'Uttar Pradesh (Kanpur, Agra) et 120 millions dans le Maharashtra (Bombay, Pune).
C'est un pays jeune avec 790 millions de personnes de moins de 25 ans. En 2004, un Indien sur deux avait moins de 25 ans et 70 % de la population habitait à la campagne.
Selon les dernières prévisions, le 26 avril 2023, l'Inde aurait dépassé la Chine pour devenir le pays le plus peuplé du monde avec 1,428 6 milliard d'habitants,.
| Année | Population    | %±     |
| ----- | ------------- | ------ |
| 1951  | 361 088 000   | —      |
| 1961  | 439 235 000   | + 21,6 |
| 1971  | 548 160 000   | + 24,8 |
| 1981  | 683 329 000   | + 24,7 |
| 1991  | 846 421 000   | + 23,9 |
| 2001  | 1 028 737 000 | + 21,5 |
| 2011  | 1 210 193 000 | + 17,6 |

Cinq ans à peine après l'Indépendance, en 1947, l'Inde fut le premier pays à mettre en place une politique de contrôle de la population. Depuis, le gouvernement s'est fixé des objectifs ambitieux aussi régulièrement qu'il les a manqués. L'Inde, du fait de la nature démocratique de son régime politique, axe sa politique sur la responsabilisation individuelle, avec par exemple des centres d'information sur la contraception. Cette politique non contraignante diffère de celle de l'enfant unique de la Chine. Adoptée en 2000, une politique nationale appelait le pays à atteindre avant 2010 le seuil de renouvellement de 2,1. Il n'y parviendra sans doute pas avant une décennie au moins. Les facteurs qui semblent avoir eu le plus d'impact sur la natalité semblent être l'amélioration générale du niveau de vie ainsi que l'alphabétisation des femmes dans certains États (par exemple, au Kérala).
Ainsi, l'Inde connaît une augmentation rapide de sa population. La population indienne augmente d'environ dix-neuf millions d'individus par an (conséquence d'une fécondité de 2,4 enfants par femme en moyenne, contre 1,5 pour la Chine). L'espérance de vie est passée de 38 ans en 1952 à 64 ans en 2011.

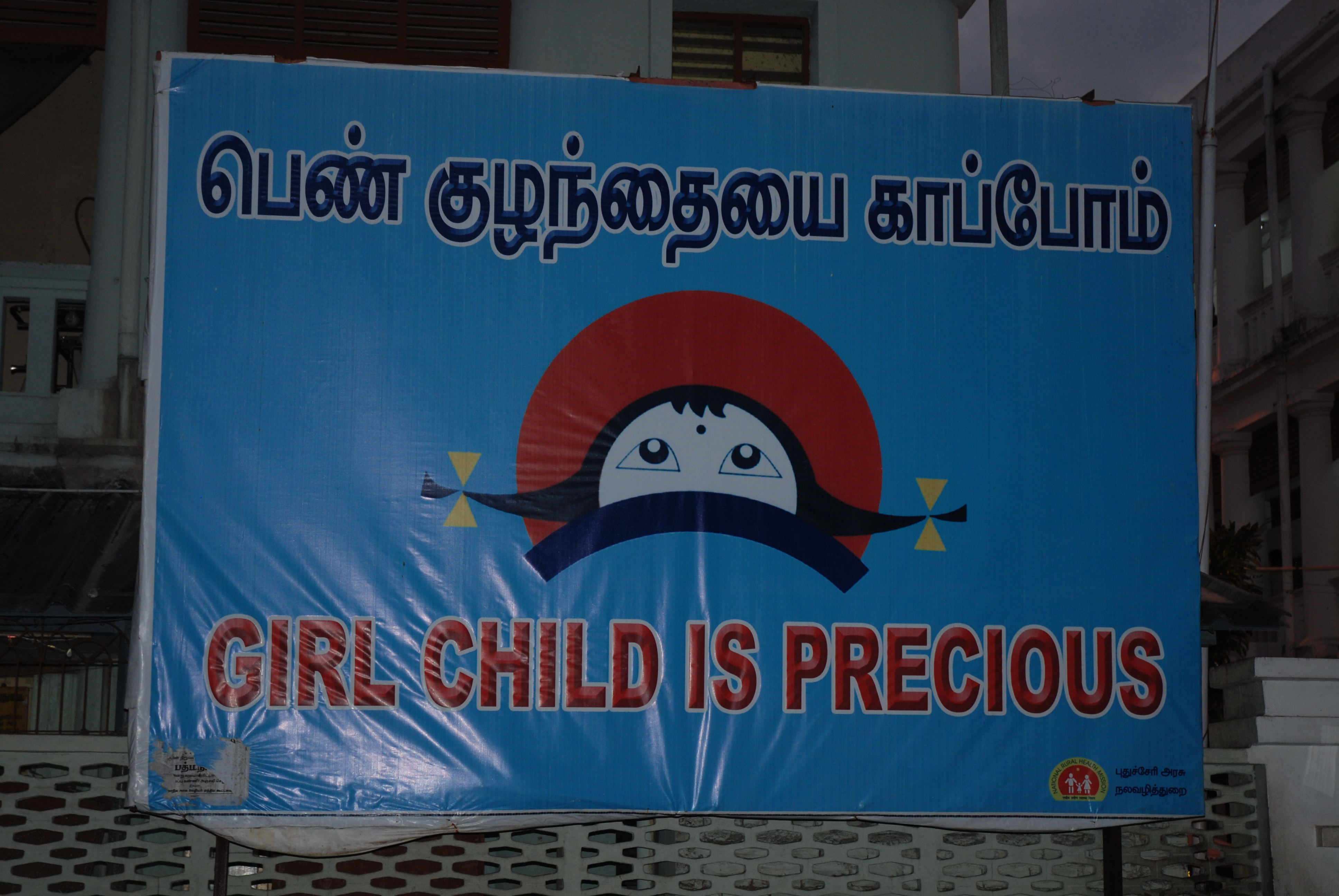
Campagne pour les filles à Pondichéry.

Néanmoins, l'Inde est aujourd'hui confrontée à un phénomène problématique : la baisse du nombre de femmes par rapport au nombre d'hommes, en raison de l'élimination prénatale des fœtus féminins. Le ratio dans la population est de l'ordre de neuf femmes pour dix hommes. Dans certaines parties de l'Inde, il n'y a plus que huit femmes pour dix hommes.
En conséquence, de nombreux hommes vivent aujourd'hui un célibat forcé, en même temps que se développent de vastes trafics de filles à marier étrangères, que l'on fait venir des Philippines, de Birmanie ou d'Indonésie.
La cause souvent avancée pour expliquer l'élimination des fœtus féminins est d'ordre socioculturel : le destin d'une fille en Inde est de quitter sa famille à son mariage pour vivre dans celle de son époux et contribuer ainsi à enrichir le foyer de ses beaux-parents.
En outre, la famille de la fiancée doit s'acquitter d'une dot envers la belle-famille, pratique autrefois circonscrite aux familles de caste brahmane[réf. nécessaire] mais qui tend à s'étendre à l'ensemble de la population malgré une loi l'interdisant, et qui donne parfois lieu à des abus. Son versement peut ainsi entraîner de graves difficultés financières, voire la ruine, pour la famille de la mariée. Les cas de meurtres de jeunes mariées perpétrés par leur belle-famille sont souvent dénoncés dans la presse indienne et sont présentés comme la conséquence d'un défaut de paiement de la dot par leur famille d'origine.
En 2006, on estimait ainsi officiellement qu'un cas de meurtre lié à la dot était rapporté à la police toutes les 77 minutes, soit près de 6 800 jeunes mariées, insuffisamment dotées, assassinées par an.

### L'Inde par langue

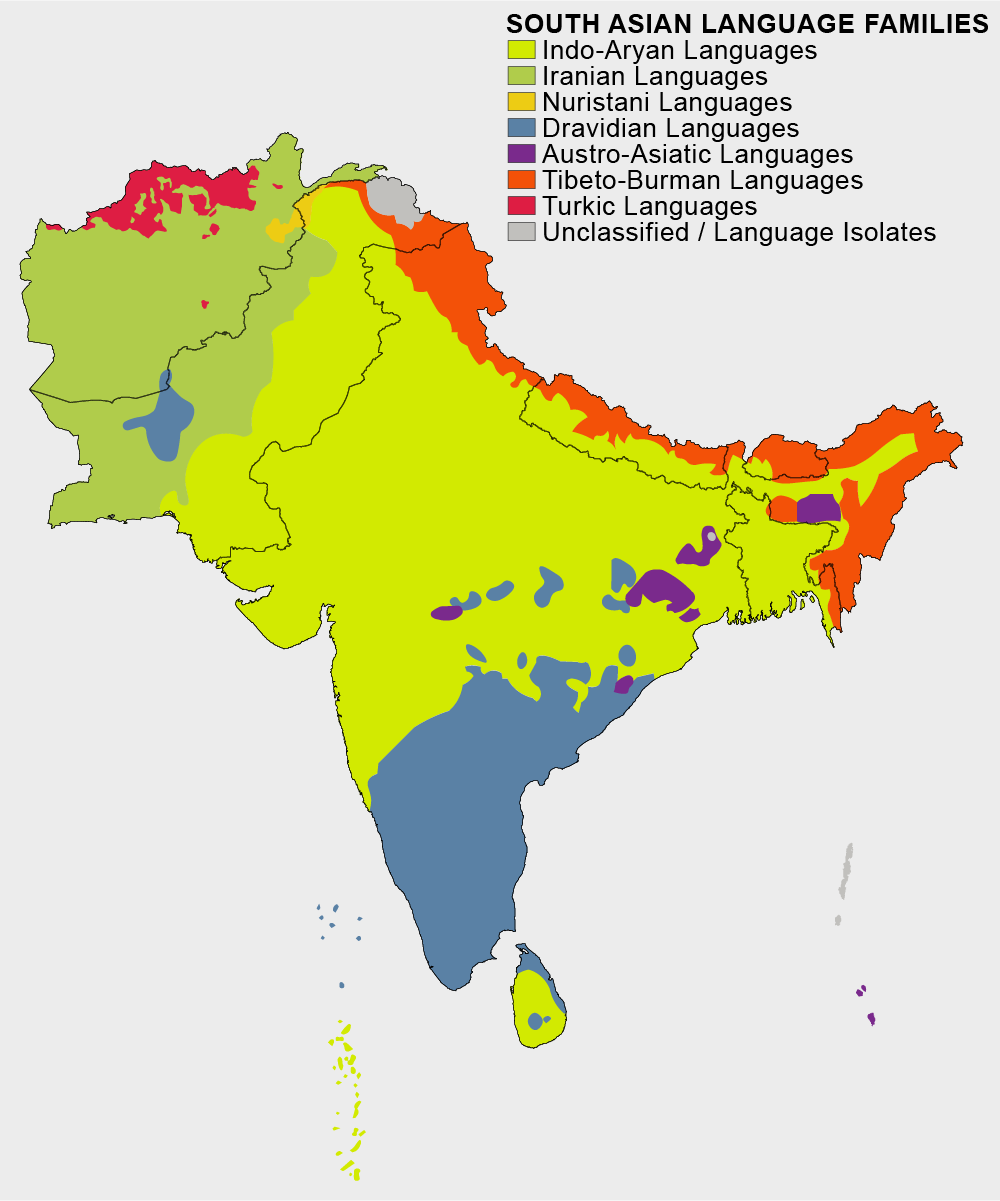
Les familles linguistiques d'Asie du Sud

Avec 1 210 193 422 habitants déclarés dans le rapport de recensement provisoire de 2011, l'Inde était le deuxième pays le plus peuplé du monde. Sa population a augmenté de 17,64 % entre 2001 et 2011, contre une croissance de 21,54 % au cours de la décennie précédente (1991-2001). Le sex-ratio humain, selon le recensement de 2011, est de 940 femmes pour 1 000 hommes. L'âge médian était de 28,7 2020[Depuis quand ?]. Le premier recensement postcolonial, réalisé en 1951, dénombrait 361 millions de personnes. Les progrès médicaux réalisés au cours des 50 dernières années ainsi que l'augmentation de la productivité agricole provoquée par la « Révolution verte » ont entraîné une croissance rapide de la population indienne.

L'espérance de vie en Inde est de 70 ans : 71,5 ans pour les femmes et 68,7 ans pour les hommes. Il y a environ 93 médecins pour 100 000 habitants. La migration des zones rurales vers les zones urbaines a constitué une dynamique importante dans l'histoire récente de l'Inde. Le nombre de personnes vivant dans les zones urbaines a augmenté de 31,2 % entre 1991 et 2001. Pourtant, en 2001, plus de 70 % vivaient encore dans les zones rurales,. Le niveau d'urbanisation a encore augmenté, passant de 27,81 % lors du recensement de 2001 à 31,16 % lors du recensement de 2011. Le ralentissement du taux de croissance démographique global est dû à la forte baisse du taux de croissance dans les zones rurales depuis 1991. Selon le recensement de 2011, il existe plus de 53 millions d'agglomérations urbaines en Inde ; parmi eux Mumbai, Delhi, Calcutta, Chennai, Bangalore, Hyderabad et Ahmedabad, par ordre décroissant de population. Le taux d'alphabétisation en 2011 était de 74,04 % : 65,46 % chez les femmes et 82,14 % chez les hommes. L'écart d'alphabétisation entre zones rurales et urbaines, qui était de 21,2 points de pourcentage en 2001, est tombé à 16,1 points de pourcentage en 2011. L’amélioration du taux d’alphabétisation en milieu rural est deux fois supérieure à celle des zones urbaines. Le Kerala est l'État le plus alphabétisé avec un taux d'alphabétisation de 93,91 % ; tandis que le Bihar est le moins avec 63,82 %.
Parmi les locuteurs des langues indiennes, 74 % parlent des langues indo-aryennes, la branche la plus orientale des langues indo-européennes ; 24 % parlent des langues dravidiennes, indigènes d'Asie du Sud et largement parlées avant la diffusion des langues indo-aryennes ; et 2 % parlent des langues austroasiatiques ou des langues sino-tibétaines. L'Inde n'a pas de langue nationale. L'hindi, avec le plus grand nombre de locuteurs, est la langue officielle du gouvernement. L'anglais est largement utilisé dans les affaires et l'administration et a le statut de « langue officielle subsidiaire » ; il est important dans l'éducation, notamment en tant que moyen d'enseignement supérieur. Chaque État et territoire de l'Union possède une ou plusieurs langues officielles, et la constitution reconnaît notamment 22 « langues programmées ».
Le recensement de 2011 a révélé que la religion en Inde comptant le plus grand nombre d'adeptes était l'hindouisme (79,80 % de la population), suivi de l'islam (14,23 %) ; les autres étaient le christianisme (2,30 %), le sikhisme (1,72 %), le bouddhisme (0,70 %), le jaïnisme (0,36 %) et d'autres (0,9 %). L’Inde possède la troisième plus grande population musulmane, la plus importante pour un pays à majorité non musulmane,.

### Cultures

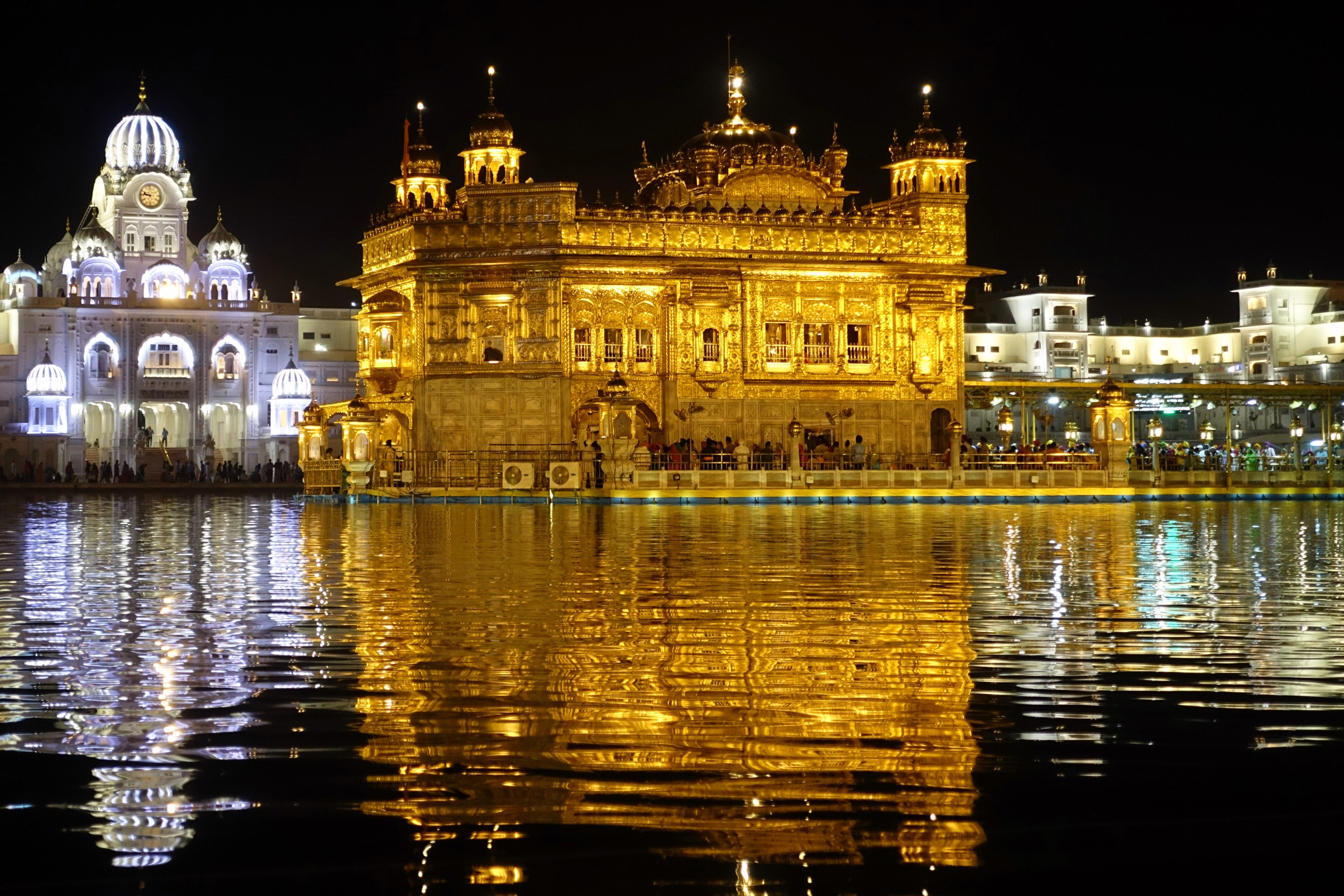
Vue du Temple d'Or (Harmandir Sahib) la nuit.

L'histoire culturelle indienne s'étend sur plus de 4 500 ans. Durant la période védique (1700 av. J.-C.-500 av. J.-C.), les fondements de la philosophie, de la mythologie, de la théologie de la littérature et de la philosophie hindoues ont été posés, et de nombreuses croyances et pratiques qui existent encore aujourd'hui, telles que le dhárma, le kárma, le yóga et le mokṣa, ont été établies.

#### Religion
L'Inde se distingue par sa diversité religieuse, avec l'hindouisme, le bouddhisme, le sikhisme, l'islam, le christianisme et jaïnisme parmi les principales religions du pays. La religion prédominante, l'hindouisme, a été façonnée par diverses écoles de pensée historiques, dont celles des Upanishads, les Yoga Sutras, le mouvement Bhakti et la philosophie bouddhiste.

### L'art pictural
L'Inde a une tradition artistique très ancienne, qui a échangé de nombreuses influences avec le reste de l'Eurasie, en particulier au cours du premier millénaire, lorsque l'art bouddhiste s'est répandu avec les religions indiennes en Asie centrale, de l'Est et du Sud-Est, cette dernière étant également fortement influencée par l'hindouisme. Des milliers de sceaux de la civilisation de la vallée de l'Indus du troisième millénaire avant notre ère ont été découverts, généralement sculptés d'animaux, mais quelques-uns de figures humaines. Le sceau « Pashupati » (en), découvert à Mohenjo-daro, au Pakistan, en 1928-1929, est le plus connu . Après cela, il y a une longue période sans que pratiquement rien ne survive . Presque tout l'art indien ancien survivant par la suite se présente sous diverses formes de sculpture (en) religieuse en matériaux durables ou en pièces de monnaie. Il y avait probablement à l'origine beaucoup plus de bois, qui est perdu. Dans le nord de l'Inde, l'art Mauryan est le premier mouvement impérial  . Au premier millénaire de notre ère, l'art bouddhiste s'est répandu avec les religions indiennes en Asie centrale, de l'Est et du Sud-Est, cette dernière étant également fortement influencée par l'art hindou (en). Au cours des siècles suivants, un style distinctement indien de sculpture de la figure humaine s'est développé, avec moins d'intérêt pour l'articulation d'une anatomie précise que la sculpture grecque antique mais montrant des formes fluides exprimant le prana (« souffle » ou force vitale) . Ceci est souvent compliqué par la nécessité de donner aux personnages plusieurs bras ou têtes, ou de représenter des sexes différents à gauche et à droite des personnages, comme avec la forme Ardhanarishvara de Shiva et Parvati .
La plupart des premières grandes sculptures sont bouddhistes, soit provenant de stupas bouddhistes tels que Sanchi, Sarnath et Amaravati,  soit constituées de reliefs taillés dans la roche sur des sites tels qu'Ajanta, Karla et Ellora. Les sites hindous et jaïns apparaissent un peu plus tard . Malgré ce mélange complexe de traditions religieuses, en général, le style artistique dominant à tout moment et en tout lieu a été partagé par les principaux groupes religieux, et les sculpteurs étaient probablement généralement au service de toutes les communautés. L'art Gupta, à son apogée c. 300-500, est souvent considérée comme une période classique dont l'influence a persisté pendant plusieurs siècles ; on y vit une nouvelle domination de la sculpture hindoue, comme dans les grottes d'Elephanta . Dans tout le nord, cela est devenu plutôt rigide et formel après c. 800, bien que riche en détails finement sculptés autour des statues. Mais dans le Sud, sous les dynasties Pallava et Chola, la sculpture en pierre et en bronze connut une période soutenue de grands succès ; les grands bronzes avec Shiva en Nataraja sont devenus un symbole emblématique de l'Inde .
La peinture ancienne n'a survécu que sur quelques sites, parmi lesquels les scènes bondées de la vie de cour dans les grottes d'Ajanta sont de loin les plus importantes, mais elle était très développée et est mentionnée comme une réalisation courtoise à l'époque Gupta . Des manuscrits peints de textes religieux survivent de l'Inde orientale vers le Xe siècle, la plupart des premiers étant bouddhistes et plus tard jaïns. Il ne fait aucun doute que leur style a été utilisé dans des peintures plus grandes. La peinture du Deccan (en) d'origine persane, commençant juste avant la miniature moghole, constitue à elle seule le premier grand corpus de peinture profane, avec un accent sur les portraits et l'enregistrement des plaisirs et des guerres princiers . Le style s'est répandu dans les cours hindoues, en particulier parmi les Rajputs, et a développé des styles variés, les cours plus petites étant souvent les plus innovantes, avec des figures telles que Nihâl Chand (en) et Nainsukh (en) . À mesure que le marché se développait parmi les résidents européens, il était approvisionné par la peinture de la Compagnie par des artistes indiens ayant une influence occidentale considérable . Au XIXe siècle, les peintures Kalighat bon marché représentant les dieux et la vie quotidienne, réalisées sur papier, étaient de l'art populaire urbain de Calcutta, qui a ensuite vu naître l'École d'art du Bengale, reflétant les écoles d'art fondées par les Britanniques, le premier mouvement de la peinture indienne moderne (en)  .

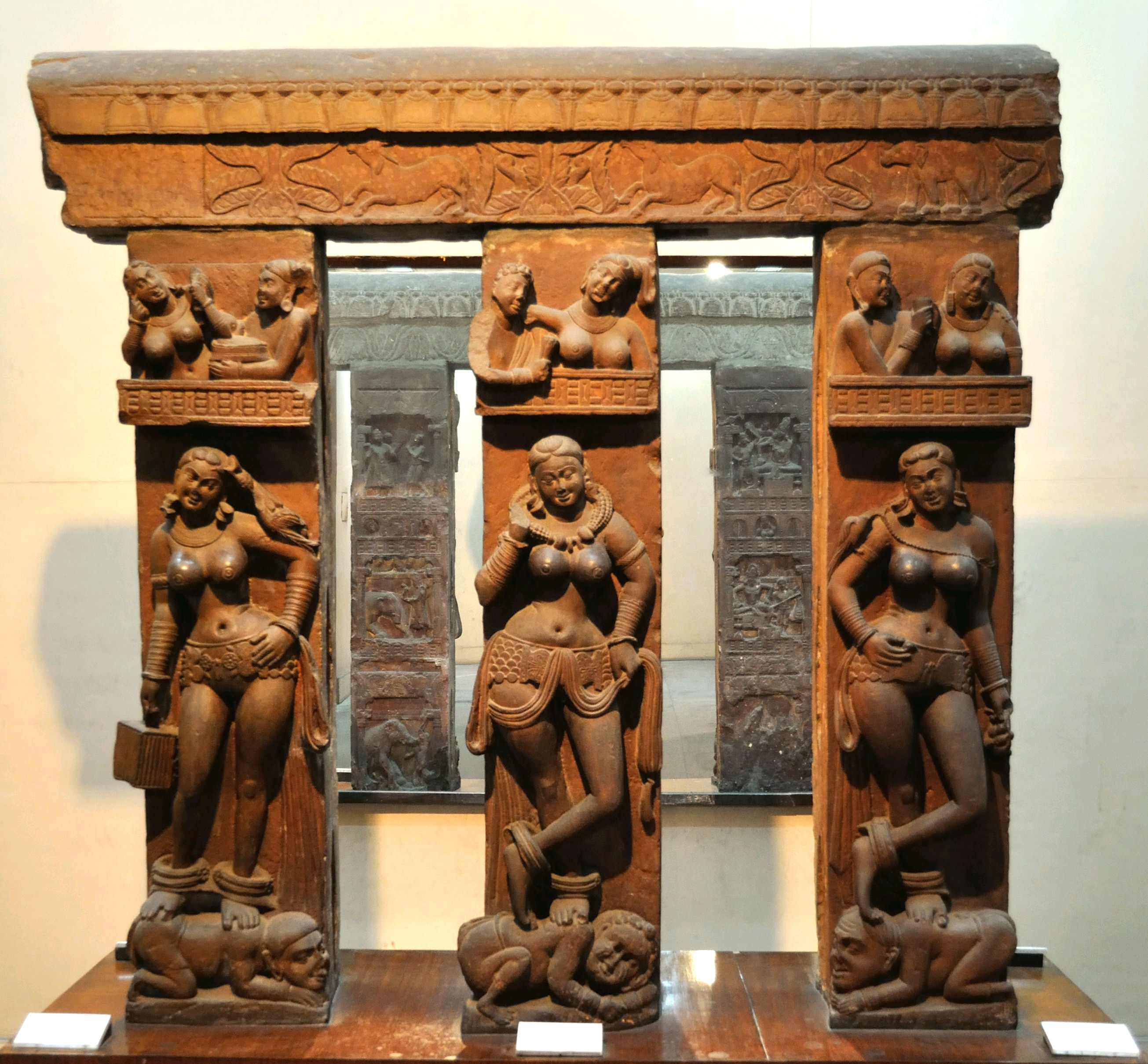
Yakshi de Bhutesvara, reliefs bouddhistes de Mathura
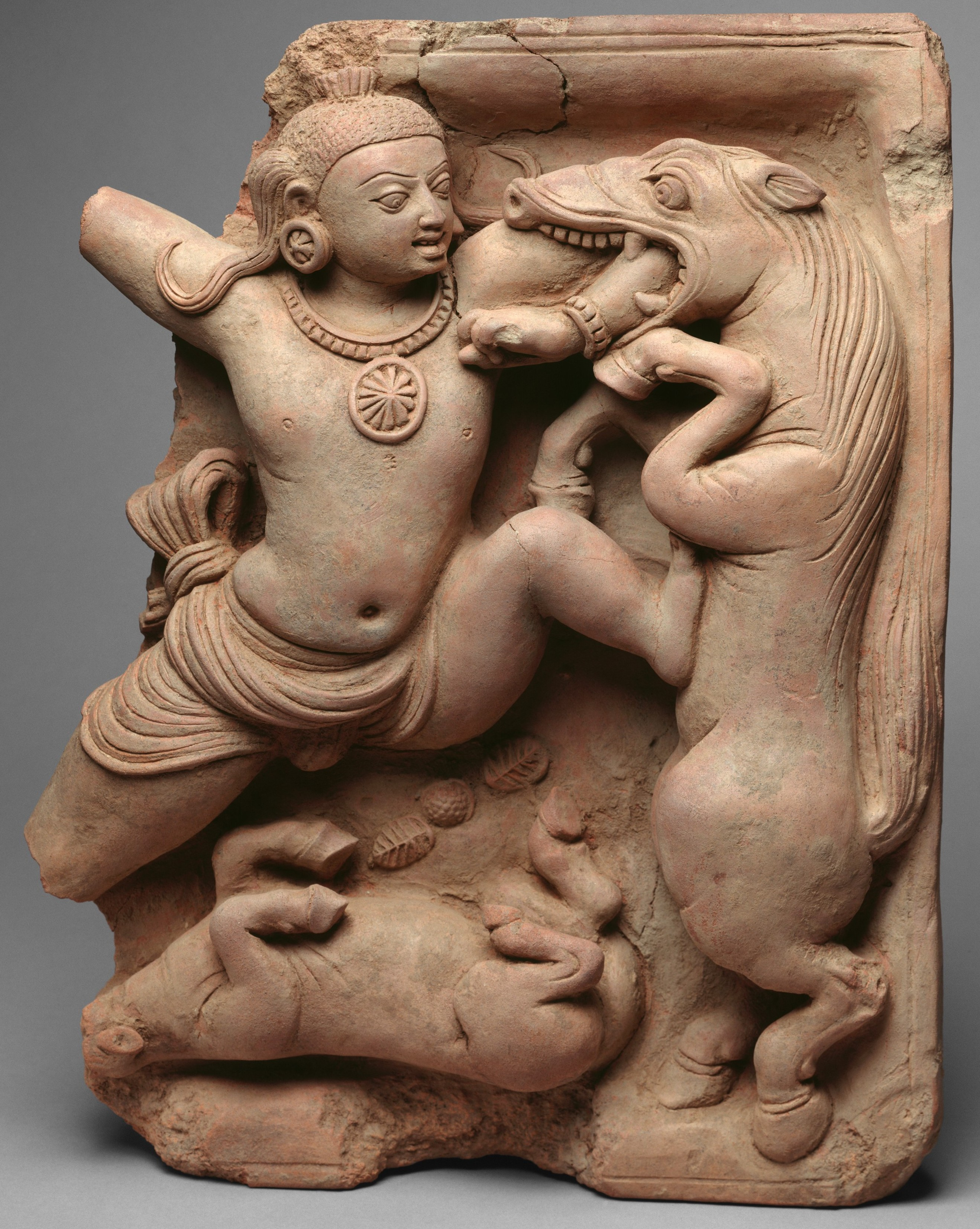
Relief en terre cuite Gupta, Krishna tuant le démon cheval Keshi, Ve siècle
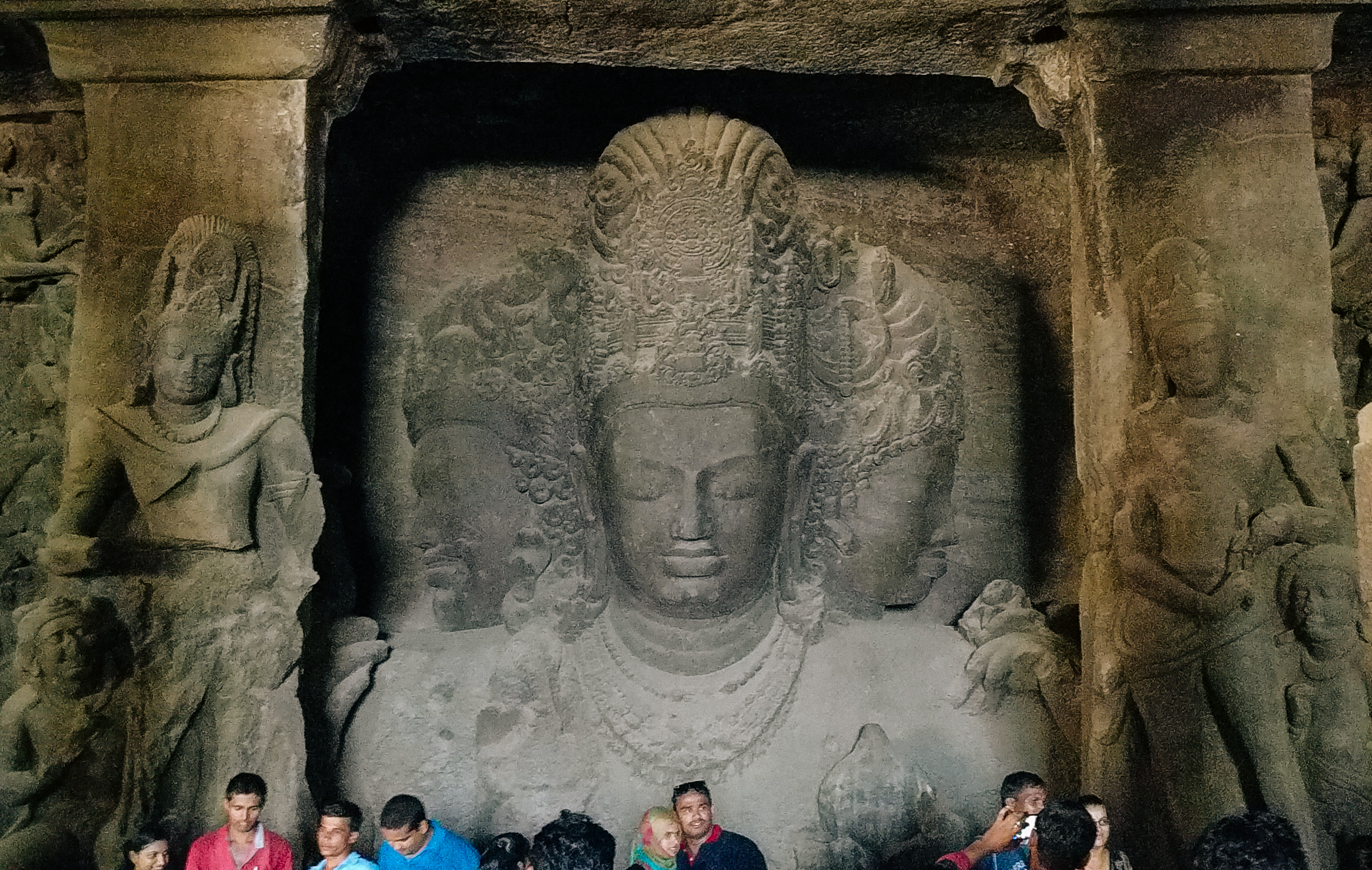
Grottes d'Elephanta, triple buste (trimurti) de Shiva, 18 pieds (54 864 m) de hauteur, env. 550
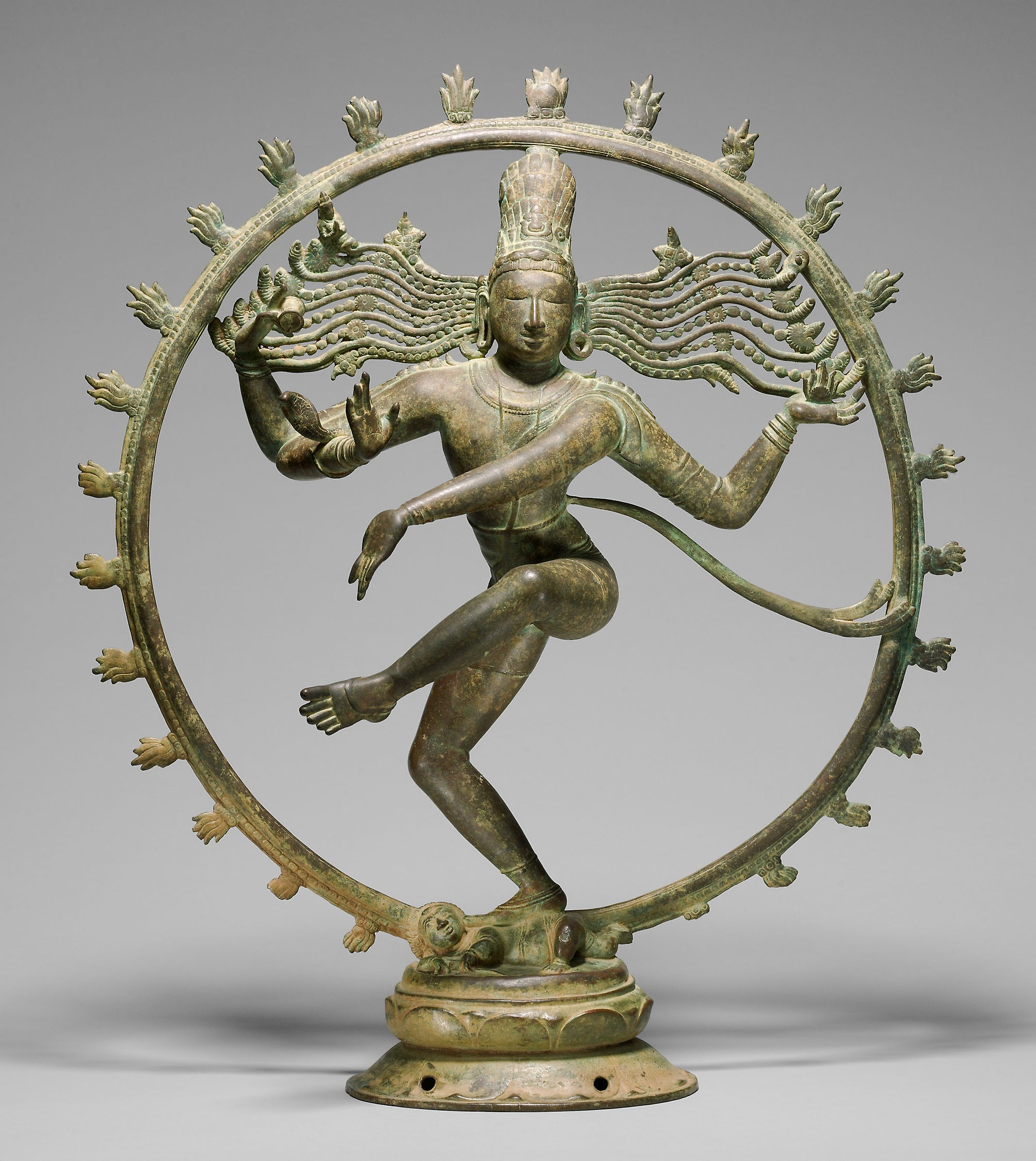
Bronze Chola de Shiva comme Nataraja (« Seigneur de la Danse »), Tamil Nadu, Xe ou XIe siècle
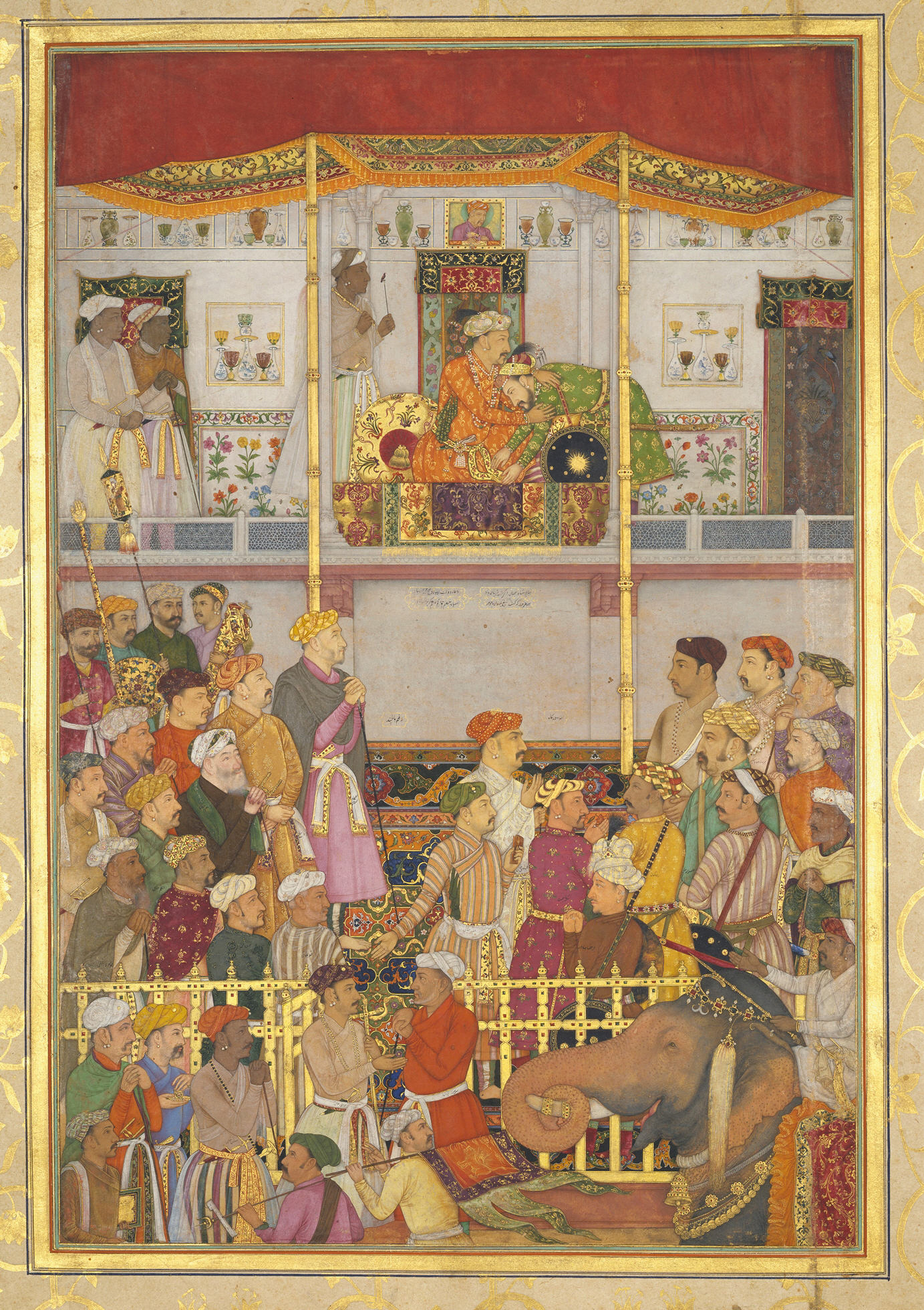
Jahangir reçoit le prince Khurram à Ajmer à son retour de la campagne Mewar, Balchand, v. 1635
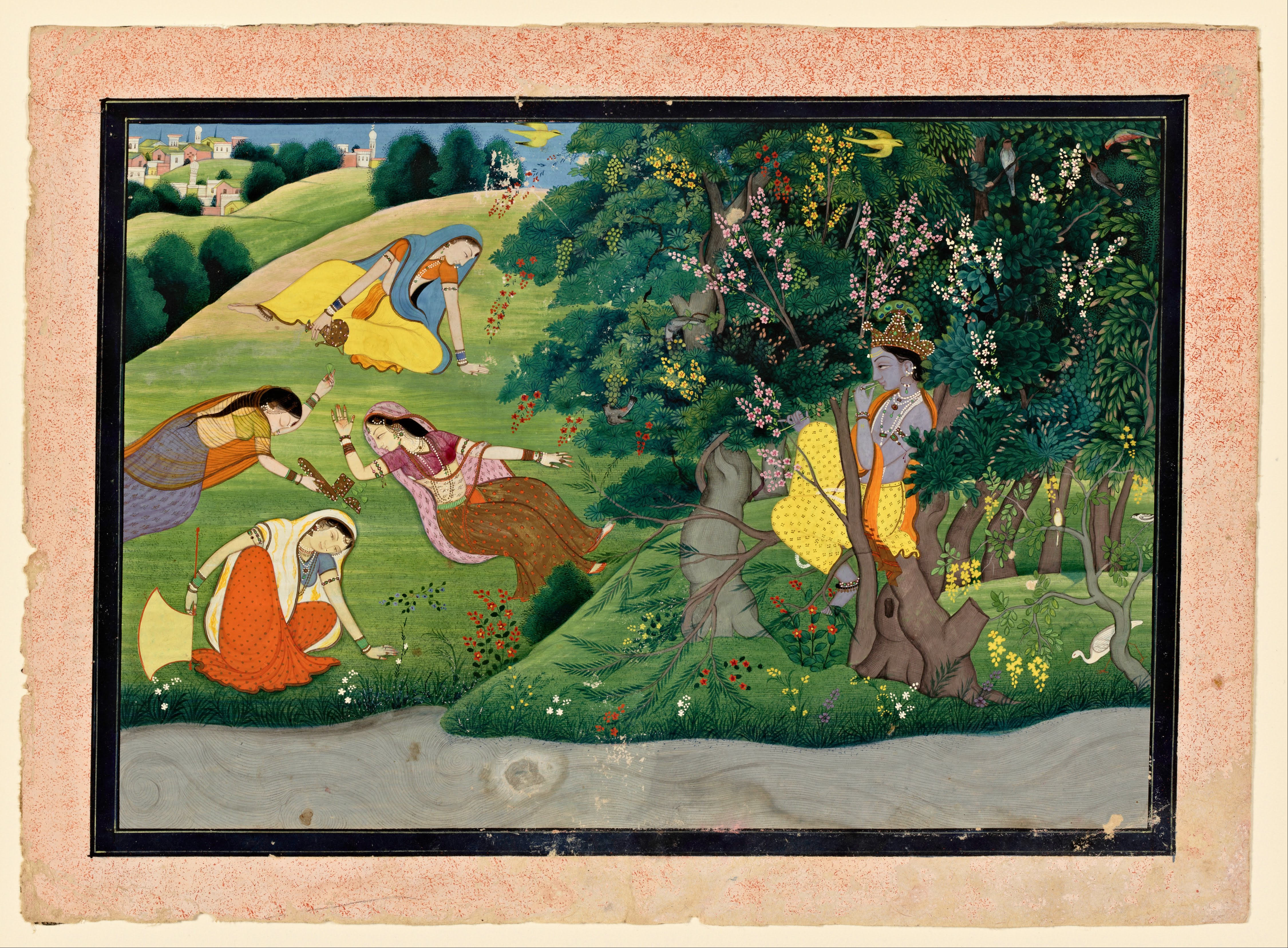
Krishna jouant de la flûte aux laitières, peinture de Kangra, 1775-1785

## Économie

### Caractéristiques générales

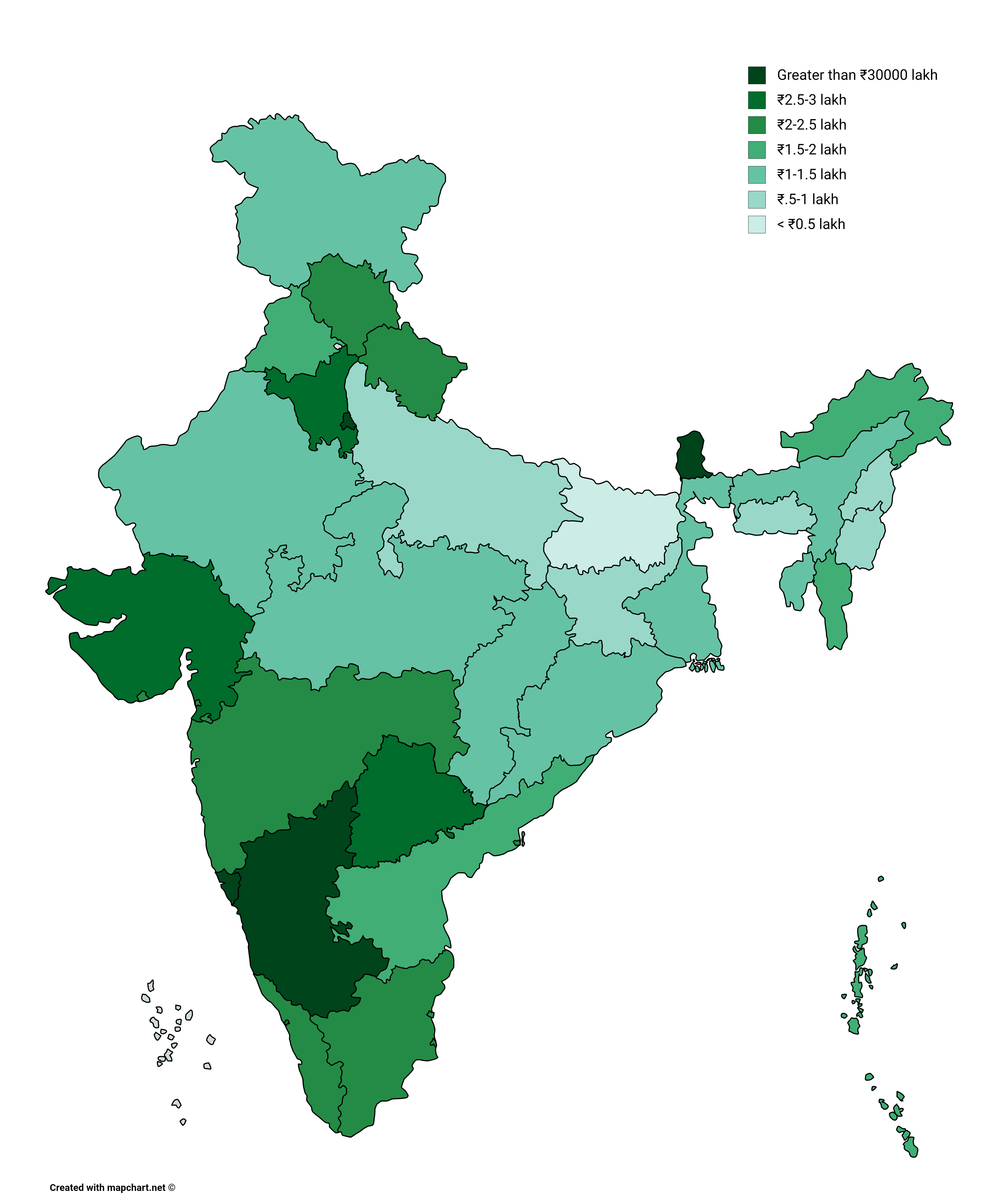
PIB par habitant, par état en roupies (1 lakh = 100000).

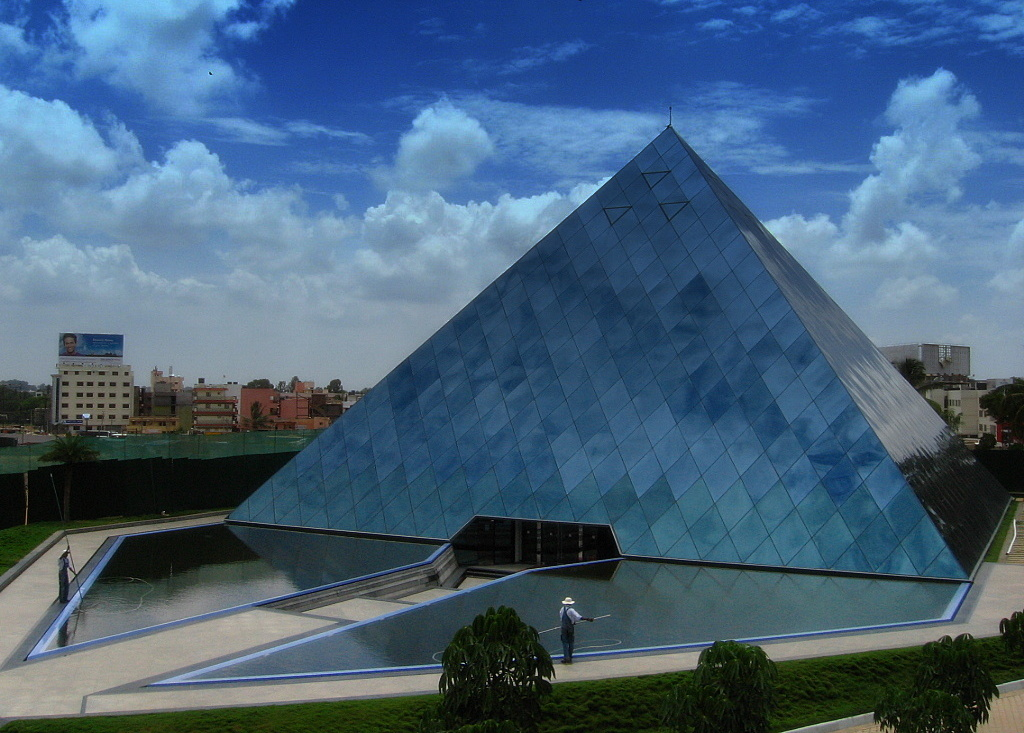
La « pyramide », bureaux de la SSII Infosys à Bangalore.

- Le produit intérieur brut (PIB) de l'Inde était de 1 670 milliards de dollars US en 2013 selon The World Factbook de la CIA[164]. Atteignant 2 597 milliards de dollars US d'après la banque mondiale, il a dépassé pour la première fois celui de la France en 2017[165].
- Le produit intérieur brut par habitant était de 3 700 dollars US en 2011 selon le World Factbook de la CIA[164].
- Le PIB au prix intérieur (en parité de pouvoir d'achat) était par contre de 4 990 milliards de dollars US en 2013[164].

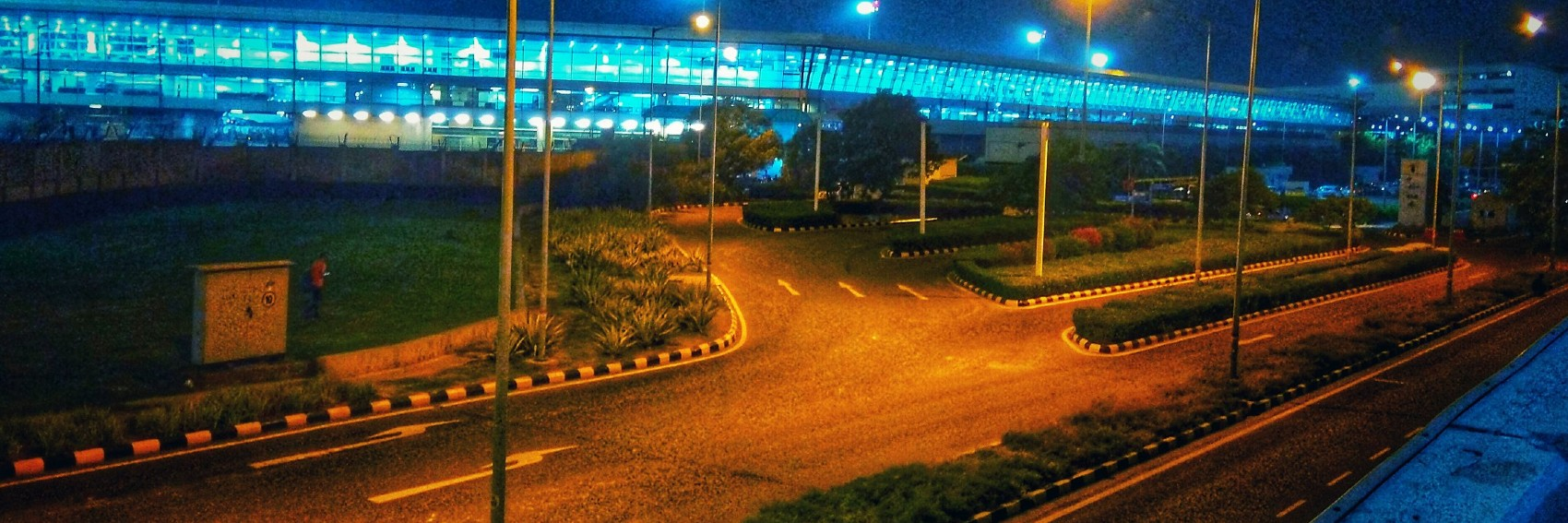
Aéroport international Indira-Gandhi, New Delhi.

- En 2011, l’agriculture représentait 17,4 % du PIB, les industries 25,8 % et les services 56,9 %[164]. Connu pour le thé et les épices, l'Inde était effectivement deuxième au palmarès producteurs mondiaux de thé sur la décennie 2010. Le pays occupe aussi la septième place au palmarès des quinze plus grands producteurs mondiaux de café, même si cette culture ne progresse plus très vite. Sur les six premières années des années 2010, le pays a également confirmé deuxième place au palmarès des grands producteurs mondiaux de sucre[166]. Et c'était le quatrième au palmarès des producteurs mondiaux de céréales au milieu des années 2010, dominé par les États-Unis.
- Le PIB de l'Inde est le 10e du monde calculé au taux de change courant mais le 4e en parité de pouvoir d'achat après les États-Unis, la Chine et le Japon.
- Répartition des emplois (2012) : agriculture 49 %, industrie 20 %, services 31 %[164].
- Taux de pauvreté (2013) : 13,8 %
- Taux de chômage (2013) : 8,8 %[164]
- Exportation (2013) : 313,2 milliards de dollars[164]
- Importations (2013) : 467,5 milliards de dollars
- Dette extérieure (31 décembre 2013) : 412,2 milliards de dollars
- Inflation (2013) : 9,6 %[164]
- En 2024, l'Inde est classée en 39e position pour l'indice mondial de l'innovation[167].

L'Inde a réalisé d'énormes progrès économiques depuis l'indépendance. En 2015, l'Inde était la 9e puissance économique mondiale avec un PIB de 2 074 milliards de dollars.

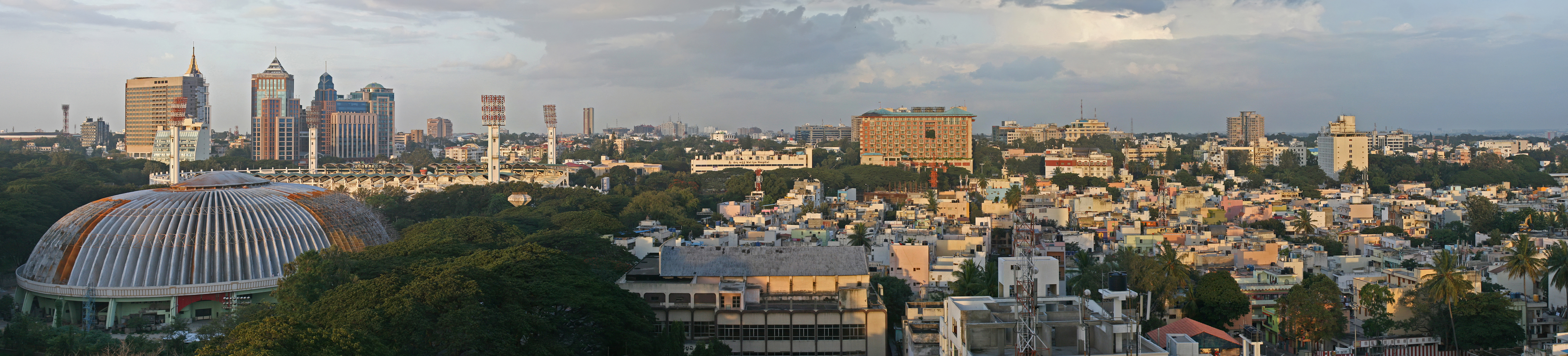
Un panorama de Bangalore, le centre de l'économie du développement logiciel en Inde. Dans les années 1980, lorsque les premières multinationales ont commencé à établir des centres en Inde, elles ont choisi Bangalore en raison du grand bassin de diplômés qualifiés dans la région, lui-même en raison des nombreuses écoles de sciences et d'ingénierie des environs. région.

Néanmoins, le mode de calcul du PIB a été modifié en 2014, permettant de gonfler artificiellement les chiffres de la croissance. Le taux de chômage est si considérable que le ministère du travail ne communique plus de statistiques depuis 2016. Les secteurs bancaire et ferroviaire ont commencé à être privatisés. Ces dernières années les budgets de la santé et de l'éducation, déjà très faibles (respectivement 1,2 % et 0,6 % du PIB), ont été réduits, de même que d'autres dépenses sociales : aides à l'emploi, allocations aux cantines scolaires, plans pour l'accès à l'eau potable. Sur la question du droit du travail, des amendements votés en 2018 restreignent davantage les activités syndicales et tendraient à faciliter les licenciements et à allonger la durée de travail hebdomadaire des salariés,.
L'Inde s'efforce d'approfondir ses relations avec l'Association des nations de l'Asie du Sud-Est, de resserrer ses liens avec la Chine et d’accroître ses interactions avec les pays d’Asie centrale, les États-Unis et l’Europe.

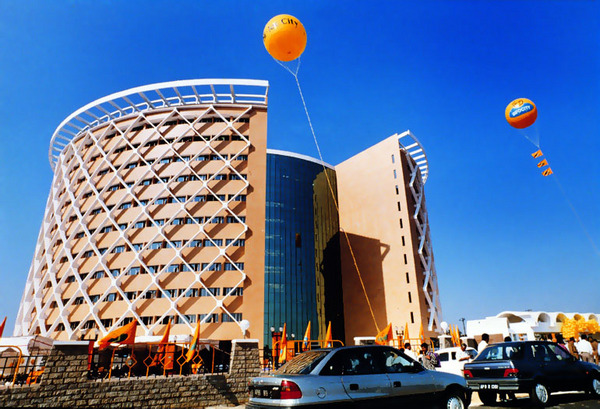
Hyderabad, le nouvel eldorado du secteur quaternaire en Inde.

### Chambre de commerce

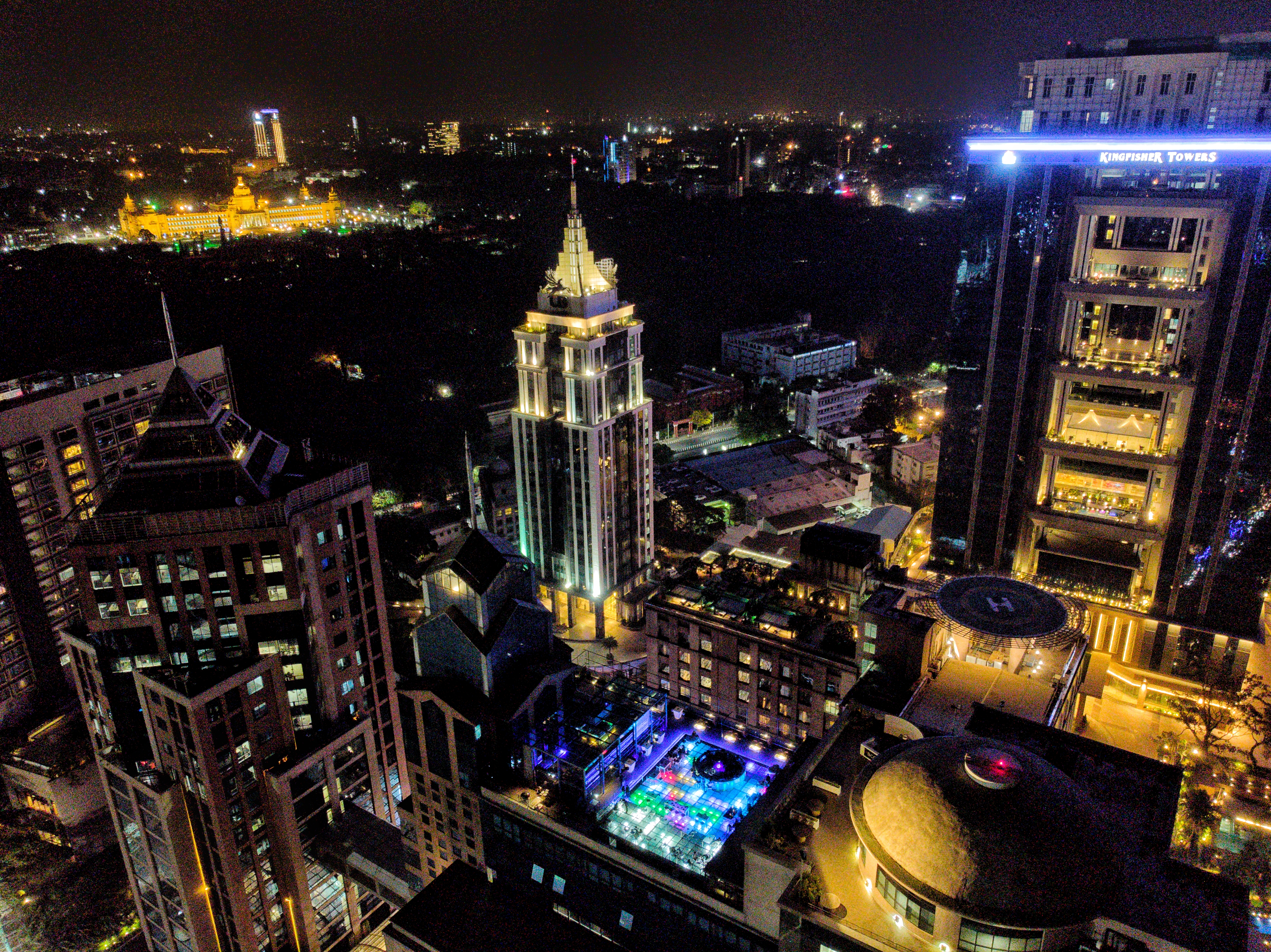
Vue aérienne de la ville d'UB la nuit.

De son côté, la Chambre de commerce indienne est le principal organe de commerce et d'industrie de l'Est et du Nord-Est de l'Inde. Fondé en 1925, la Chambre est composées de plusieurs des plus grands groupes d'entreprises du pays. La Chambre a été créée par un groupe d'industriels pionniers dirigé par G. D. Birla (en). Enfin, historiquement la Chambre indienne était étroitement associée à la liberté indienne,.

### Emploi et chômage
Les travaux publics emploient à eux seuls plus de 30 millions d'Indiens et représentent environ 10 % du PIB avec de gigantesques projets d'élargissement de routes, d'aéroports et de barrages pour les années 2016-2025. Plus des deux tiers de la population (68,8 %) vivent avec moins de 2 dollars (1,70 euro) par jour.
La question de l'accès à l'emploi devient cependant un problème majeur. Le nombre d'emplois dans le pays a diminué de 9 millions entre 2012 et 2019, alors que plusieurs millions de jeunes arrivent chaque année sur le marché du travail. En conséquence, le nombre de chômeurs chez les moins de 29 ans a bondi de 9 millions en 2012 à 25 millions en 2018. D'autre part, 90 % des emplois en Inde relèvent encore du secteur informel, caractérisé par l’absence de contrat de travail, d’assurance et de cotisation retraite. En 2023, le taux de chômage des jeunes est de plus de 23 %, selon la Banque mondiale. Ce nombre est toutefois en deçà de la réalité, puisqu'il ne prend pas en compte le sous-emploi chronique.
Chaque année, des millions d’Indiens, parmi les plus défavorisés, quittent leur village pour travailler dans les mégalopoles. Le nombre de ces « travailleurs migrants » se situerait entre 50 millions et 100 millions. Cette main-d’œuvre non qualifiée et mal payée est essentielle dans l’économie indienne. Elle est le plus souvent utilisée dans des emplois précaires et parfois dangereux, sans contrat de travail ni sécurité sociale, dans le secteur informel, sur les chantiers de construction, dans les usines, dans les hôtels et restaurants. Le reste forme le bataillon des vendeurs de rues ou de conducteurs de rickshaws.

### Agriculture
La situation des paysans est également préoccupante. Chaque jour, des agriculteurs se suicident, criblés de dettes ; d’autres sont obligés de mettre fin à leur activité et de quitter leur lopin de terre pour rejoindre les bidonvilles.

### Modernisation économique
Dans le domaine spatial, le pays a réussi à lancer en janvier 2007, une fusée transportant une capsule qui a ensuite été récupérée sur Terre, dans le cadre de la préparation d’un vol spatial habité. La fusée indienne PSLV (Polar Satellite Launch Vehicle) a placé sur orbite quatre satellites, une première pour l’Inde, dont deux satellites indiens, un indonésien et un argentin. Aujourd'hui, avec neuf satellites géostationnaires opérationnels, le pays a mis à profit son succès technologique spatial pour créer la télé-éducation ainsi que des réseaux de télé-médecine au service de la population. L'Inde compte plus de 3 millions de nouveaux abonnés au téléphone mobile chaque mois et a dépassé début 2016 plus d'un milliard d'abonnements de lignes mobiles.
Des jeunes du monde entier, dont un nombre croissant d'Européens, viennent étudier en Inde et effectuer des stages dans le pays. Un autre indice du développement économique est l’équipement des foyers en téléviseurs. Le nombre de foyers équipés était de 88 millions en 2000 contre 105 millions en 2007 (50 % des foyers).
La classe moyenne indienne compte plus de 120 millions de personnes et est en constante évolution. Les secteurs qui tirent profit de la conjoncture sont, avant tout, l'informatique, le BTP, les services, dont le tourisme et les industries manufacturières.
L'Inde est aussi le premier producteur et exportateur de médicaments génériques du monde. La capitale de l’industrie pharmaceutique est Hyderabad, où se trouve un gigantesque parc industriel pharmaceutique, Hyderabad Pharma City. Plusieurs entreprises occidentales s'y sont implantées, attirées par une main-d'œuvre bon marché, de faibles taxes, et des règlementations environnementales peu exigeantes, au détriment de l'environnement et de la santé de la population locale. La première entreprise du secteur est Ranbaxy, avec plus de 10 000 salariés et 1,5 milliard de dollars de chiffre d’affaires. Les exportations indiennes se chiffrent à plus de 2 milliards de dollars.

### Inégalités sociales
L'Inde se caractérise par des inégalités sociales très élevées. Le 1 % de la population la plus riche gagne en 2021 plus de 20 % du revenu national total, alors que les 50 % les plus pauvres gagnent seulement 13 % du revenu national total. L’Inde fait désormais partie des pays les plus inégalitaires dans le monde selon le Rapport sur les inégalités mondiales 2022, qui qualifie l’Inde « de pays pauvre et très inégalitaire, avec une élite aisée »,.

## Société

### Religions

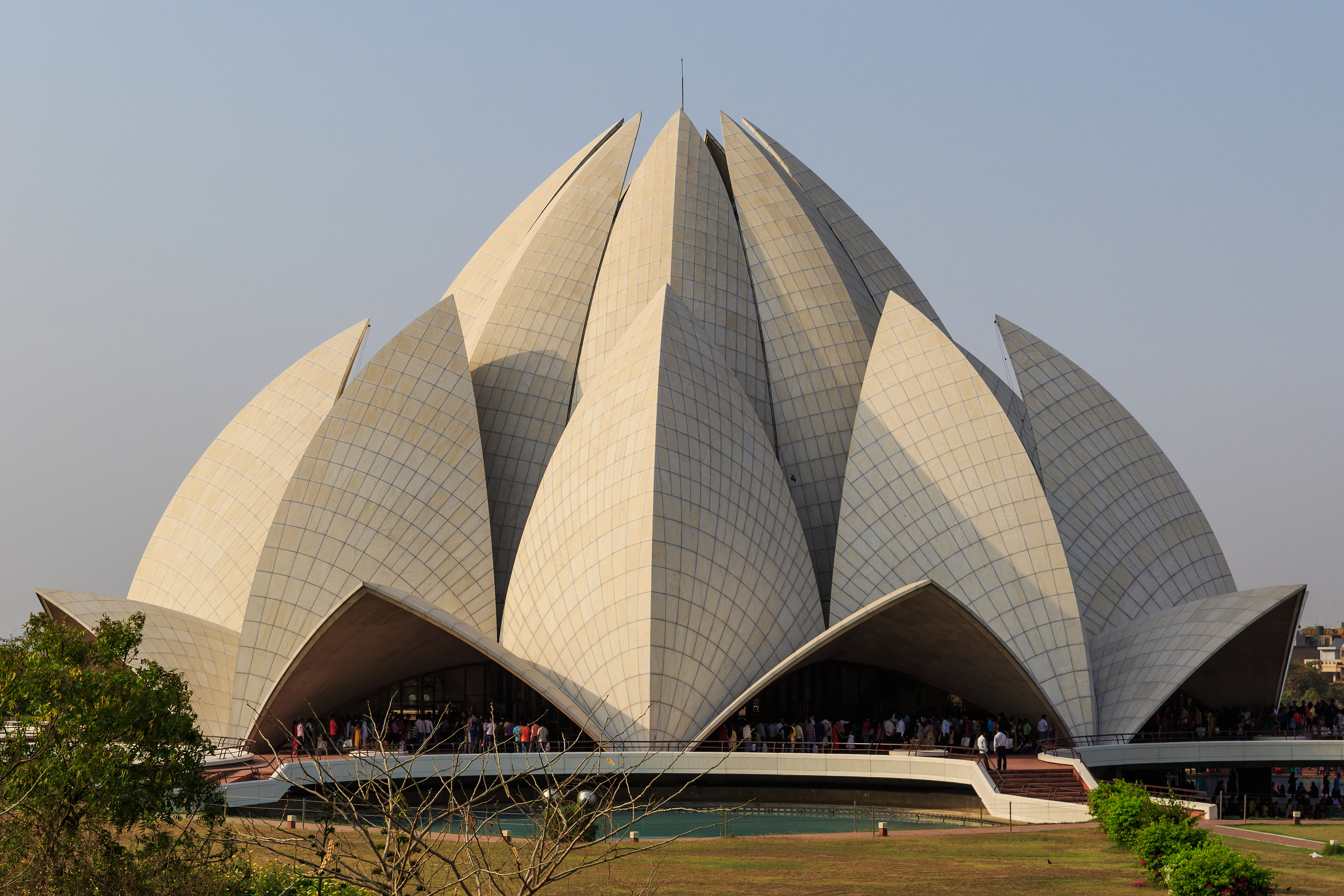
Le temple du Lotus à Delhi est un temple bahai.

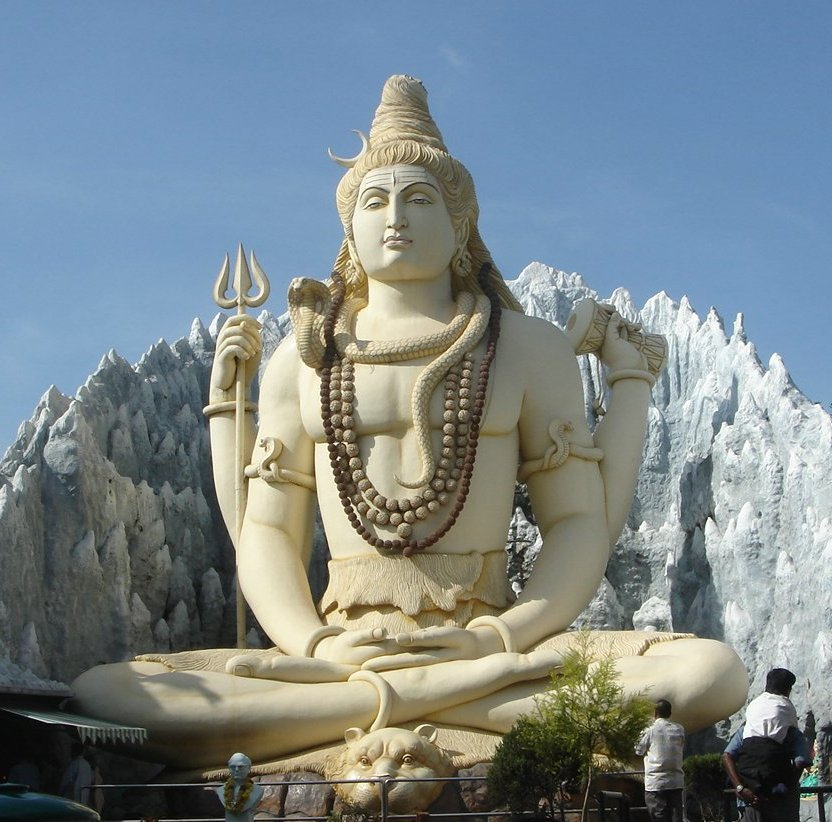
Statue de Shiva. L'hindouisme est la religion dominante de l'Inde.

La religion la plus pratiquée en Inde est l'hindouisme (79,8 %) d'après le recensement de 2011. Viennent ensuite l'islam (14,2 %), le christianisme (2,3 %), le sikhisme (1,7 %), le bouddhisme (0,7 %), le jaïnisme (0,4 %), le judaïsme et le zoroastrisme 0,009 % (parsis). Parmi ces religions, l'hindouisme, le jaïnisme, le bouddhisme et le sikhisme sont nés en Inde. Par ailleurs, des religions classées comme animistes sont encore très vivantes parmi les groupes tribaux du centre et du nord-est du pays.
L’Inde constitue le berceau de religions pratiquées par plus de 2 milliards de personnes sur la planète, il est donc très important d'un point de vue historique et culturel. Les religions indiennes sont présentes en Asie du Sud, Asie du Sud-est, Asie de l’Est.
La communauté chrétienne d'Inde du Sud est issue de deux périodes d'évangélisation, soit très ancienne, dès le Ier siècle (chrétiens de saint Thomas au Kerala et au Tamil Nadu), soit consécutive à l'arrivée des Européens à partir du XVIe siècle : Portugais, Français, Anglais, Danois et Italiens. Les chrétiens de l'Inde du Nord-Est sont quant à eux issus de l'évangélisation de masse effectuée par les missionnaires américains et britanniques durant la colonisation britannique.
Le jaïnisme est une religion de l'Inde qui rassemble à peu près 4,4 millions de fidèles (environ 0,4 %) de la population et dont la majorité des pratiquants habitent au Maharashtra, au Karnataka et au Gujarat. Il existe toutefois actuellement des communautés jaïnes aux États-Unis, au Canada, au Royaume-Uni, en Thaïlande, au Népal, au Japon, en Belgique (Anvers), en Malaisie, au Kenya, etc. Le jaïnisme se caractérise par un respect absolu de toute forme de vie.
Alors que le bouddhisme est originaire d'Inde, il est pratiqué à l'heure actuelle par une minorité de la population, notamment par les habitants du Ladakh, du Lahaul-et-Spiti, de l'Arunachal Pradesh et du Sikkim. Il y a également les Tibétains réfugiés depuis l'intervention au Tibet par la Chine, et les communautés d'ex-intouchables du Maharashtra (5 % de la population) qui se sont convertis en suivant l'exemple de Bhimrao Ramji Ambedkar, un grand leader intouchable de l'indépendance. Mais depuis quelques années, l'élite urbaine et la classe moyenne indiennes commencent doucement à s'intéresser de plus en plus au bouddhisme avec l'arrivée des écoles bouddhistes du Japon.
La population zoroastrienne, qui forme la deuxième population de cette religion derrière l'Iran décroît rapidement à cause du taux de fécondité extrêmement bas (environ 116 569 individus). Les zoroastriens indiens se divisent en deux communautés issues de deux périodes d'arrivées différentes : les Parsis (établis en Inde vers l'an 717 à la suite des invasions musulmanes en Perse) et les Iranis (venus d'Iran durant le règne de la dynastie Kadjar au XIXe siècle). Le gouvernement indien organise des campagnes de sensibilisation auprès de ces groupes au sujet de la contraception et du planning familial, incitant les couples à avoir de nombreux enfants afin de sauver leurs ethnies de la disparition.

#### Tensions communautaires
Les tensions interreligieuses peuvent être vives en Inde. Après l'indépendance en 1947, les déplacements forcés de populations entre l'Inde et le Pakistan avaient provoqué des émeutes extrêmement violentes entre les communautés hindoues et musulmanes, qui firent, selon certaines estimations, un million de morts. En 1984, après l'assassinat d'Indira Gandhi, les pogroms touchent la communauté sikh (5 000 à 50 000 morts dont beaucoup de brûlés vivants[réf. nécessaire]). En 1992, la destruction de la mosquée historique d'Ayodhya par des hindous avait entraîné des violences entre musulmans et hindouistes, notamment à Mumbai, faisant plus de 2 000 morts dans le pays.
En octobre 2001, un attentat suicide frappe le Parlement du Jammu-et-Cachemire à Srinagar (38 morts). Le 13 décembre 2001, le Parlement fédéral subit une attaque suicide qui provoque la mort de 14 personnes.
Des violences au Gujarat en 2002 entre hindous et musulmans font plus de 250 morts en trois jours à Ahmedabad, et plus de 2 000 au Gujarat. Les émeutes font suite à l’incendie, le 27 février, d’un train ramenant des pèlerins hindous, dans un climat de tensions liées à la destruction de la mosquée d'Ayodhya en 1992.
En octobre 2005, trois explosions attribuées aux islamistes provoquent la mort de 66 personnes à Delhi.
Le 7 mars 2006, la ville de Varanasi connaît un triple attentat, revendiqué par le Lashkar-e-Qadar. Le 8 septembre 2006, l’explosion de trois bombes près de la mosquée de Malegaon, dans le Maharashtra, fait 37 morts.
Le 25 août 2007, deux attentats à la bombe frappent la ville d'Hyderabad, tuant au moins 43 personnes. Le 23 novembre 2007, les villes de Bénarès, Lucknow et Faizabad, sont touchées par des attentats contre des tribunaux, faisant au moins treize morts et une cinquantaine de blessés. Ces attentats arrivent au moment où les avocats de l'Uttar Pradesh annoncent ne pas assurer la défense des militants islamistes dans leur région. Le 13 mai 2008, plusieurs attentats dans la ville de Jaipur font au moins 80 morts et 200 blessés. Une bombe a explosé dans un temple hindou. Les 25 et 26 juillet 2008, les attentats revendiqués par des islamistes à Bangalore et Ahmedabad provoquent la mort de 51 personnes.
À la fin du mois d'août 2008, des hindous s'en prennent aux chrétiens dans l'état d'Odisha, à l'est du pays : les violences font au moins une dizaine de morts et 25 églises ont été incendiées. Le 13 septembre 2008, plusieurs explosions touchent Delhi. Ces derniers attentats sont revendiqués par les Moudjahidines indiens, un groupe islamiste. Le 26 novembre 2008, c'est Mumbai (Bombay) qui est touchée par une série d'attaques faisant au moins 100 morts, et environ 300 blessés. Ces attentats sont revendiqués par l'organisation islamiste des Moudjahidines du Deccan.
Plus récent encore, les tensions inter-communautaires de l'ouest de l'Assam durant l'été 2012, a opposé les populations indigènes hindous bodos et les bengalis musulmans. Ces tensions ont provoqué un regain de violence dans l'ensemble du pays. Les grandes villes, dont Bangalore, étaient très exposées aux risques d'attentats terroristes de la part des extrémistes hindous et musulmans.
Le gouvernement nationaliste de Narendra Modi entreprend à partir de 2018 de déchoir de la nationalité indienne les personnes qui ne peuvent prouver que leurs ancêtres étaient présents en Inde avant le 24 mars 1971. Dans l’État de l'Assam, quatre millions de personnes sont subitement devenues apatrides en 2018, et deux millions d'autres en 2019. La forte proportion d'hindous (environ les deux tiers) parmi les personnes déchues de leur nationalité a été une surprise pour le gouvernement indien. Ce dernier, qui conduit une politique antimusulmane, antichrétienne et nationaliste hindou, a réagi en adoptant la loi sur la nationalité visant à permettre aux hindous de retrouver leur nationalité indienne. La construction de plus d'une dizaine de camps de détentions est en projet pour rassembler les personnes devenues apatrides. Le Bangladesh voisin, d'où les personnes ayant perdu leur nationalité sont censées être originaires, a indiqué qu'il n'accepterait de recevoir ces « migrants » que si la preuve de leur nationalité bangladaise était apportée. En attendant, les exclus — hommes, femmes et enfants — seront placés en détention provisoire. Pourtant, cette preuve semble dans la plupart des cas impossible à fournir, et les détentions pourraient donc être définitives,.

### Santé
L’Inde ne compte que 0,5 lit d’hôpitaux pour 1 000 habitants (contre 4,3 lits pour 1 000 habitants en Chine).

### Médias
L'Inde compte, en 2018, 17 000 titres de presse, 550 stations de radio et 880 chaînes de télévision par satellite. Au niveau national, quatre quotidiens représentent les trois quarts du lectorat en hindi, et il en est de même pour les quatre principaux quotidiens nationaux anglophones. La propriété des médias est essentiellement concentrée entre les mains de quelques de grands groupes. Il n’existe dans le pays « aucune limite fixée à la concentration de l’actionnariat dans les domaines de la presse écrite, de l’audiovisuel ou du numérique », ni d’organisme de régulation du secteur des médias.
Les propriétaires des médias sont fréquemment engagés en politique, à l'image des milliardaires Subhash Chandra et Shobhana Bhartia, respectivement propriétaire du groupe Zee News et de HT Media, et tous deux élus au Parlement. Au niveau local, comme le relève l'ONG Reporters sans frontières (RSF) : « La principale chaîne de télévision de l’État de l’Odisha est détenue par la famille Panda, dont l’un des membres éminents, Baijayant Jay Panda, n’est nul autre que le vice-président national et porte-parole officiel du BJP, le parti du Premier ministre Modi. De même, dans l’État de l'Assam, la propriétaire de la principale chaîne, NewsLive, est l’épouse d’un des principaux ministres de l’exécutif régional, lui aussi dominé par le BJP. » Ainsi les partis politiques et les milieux d'affaires possèdent des leviers d’influence considérable sur l’information en Inde.
Ces dernières années, les violences contre les journalistes ont augmenté dans le pays. Sur les réseaux sociaux, des groupes nationalistes mènent, selon RSF, « d’effrayantes campagnes coordonnées de haine et d’appels au meurtre contre les journalistes qui oseraient parler ou écrire sur les sujets qui dérangent ». L’Inde, classé 159 sur 180 au classement mondial de la liberté de la presse en 2024, est un des pays les plus dangereux du monde pour les journalistes, en particulier pour ceux enquêtant sur la corruption.

## Génétique
Depuis les années 2010 et l'étude de l'ADN ancien, les études génétiques ont permis de mieux connaître le peuplement du sous-continent sud-asiatique qui se caractérise par une histoire complexe de migrations et d’interactions humaines, ainsi que par des pratiques traditionnelles variées, qui ont toutes contribué à une vaste diversité culturelle et génétique.
La diversité génétique de l’Inde peut être ainsi décrite par un modèle de mélange entre deux populations ancestrales statistiquement reconstruites : les « Indiens du Nord ancestraux (ANI) », qui sont génétiquement apparentés aux Eurasiens de l’Ouest, y compris les Moyen-Orientaux, les Asiatiques centraux et les Européens, et les « Indiens du Sud ancestraux (ASI) », qui sont lointainement apparentés aux insulaires autochtones d’Andaman. L’ascendance ANI est proportionnellement plus élevée chez les locuteurs indo-européens et est également plus répandue dans les castes supérieures que dans les castes inférieures ou moyennes. En outre, la composante ANI présente une structure géographique discernable en Asie du Sud, qui diminue par rapport au nord-ouest. Ce gradient reliant l’ANI à l’ASI est connu sous le nom de « gradient Indien (Indian Cline) ».
Les dernières études intégrant des données génomiques provenant à la fois de l’ADN ancien (ADNa) et des Asiatiques du Sud actuels ont permis d'affiner la modélisation de la formation de ce « gradient indien » comme une combinaison de trois populations sources : (1) les « Anciens Indiens du Sud ancestraux (AASI) », qui représentent une lignée de chasseurs-cueilleurs sud-asiatiques hypothétique découlant d’une division de population qui s'est produite en même temps que la séparation des populations de l’Asie de l’Est, des ancêtres des Onge et des aborigènes australiens; (2) les Iraniens anciens et (3) les populations de steppes de l’âge du bronze moyen et tardif (Steppe-MLBA). Ces études suggèrent qu’un mélange génétique distinctif d’anciens Iraniens et d’AASI aurait pu former la base génétique de la civilisation de la vallée de l’Indus (IVC), ainsi ce mélange a été désigné par les auteurs, la « périphérie de l’Indus ». On a émis l’hypothèse que la « périphérie de l’Indus » a joué un rôle central dans la transformation des trois populations sources en deux populations ancestrales, l’ANI et l’ASI, qui façonnent l’actuel « gradient indien ». Pendant le déclin de l’IVC, une partie de la population de la « périphérie de l’Indus » s’est mélangée à l’AASI pour former l’ASI dans les régions du sud de l’Inde, tandis que l’interaction ultérieure entre la « périphérie de l’Indus » et les populations entrantes steppiques-MLBA dans les régions du nord a entraîné la formation de l’ANI. Notamment, après cette période de mélange (il y a 4200-1 900 ans), les populations indiennes semblent avoir montré un changement vers l’endogamie, réduisant par la suite le flux génétique. Dans ce contexte, une série de migrations historiques et de divisions socioculturelles de longue date ont structuré la variation génétique de l’Inde en un modèle unique de différents groupes endogames.

## Culture

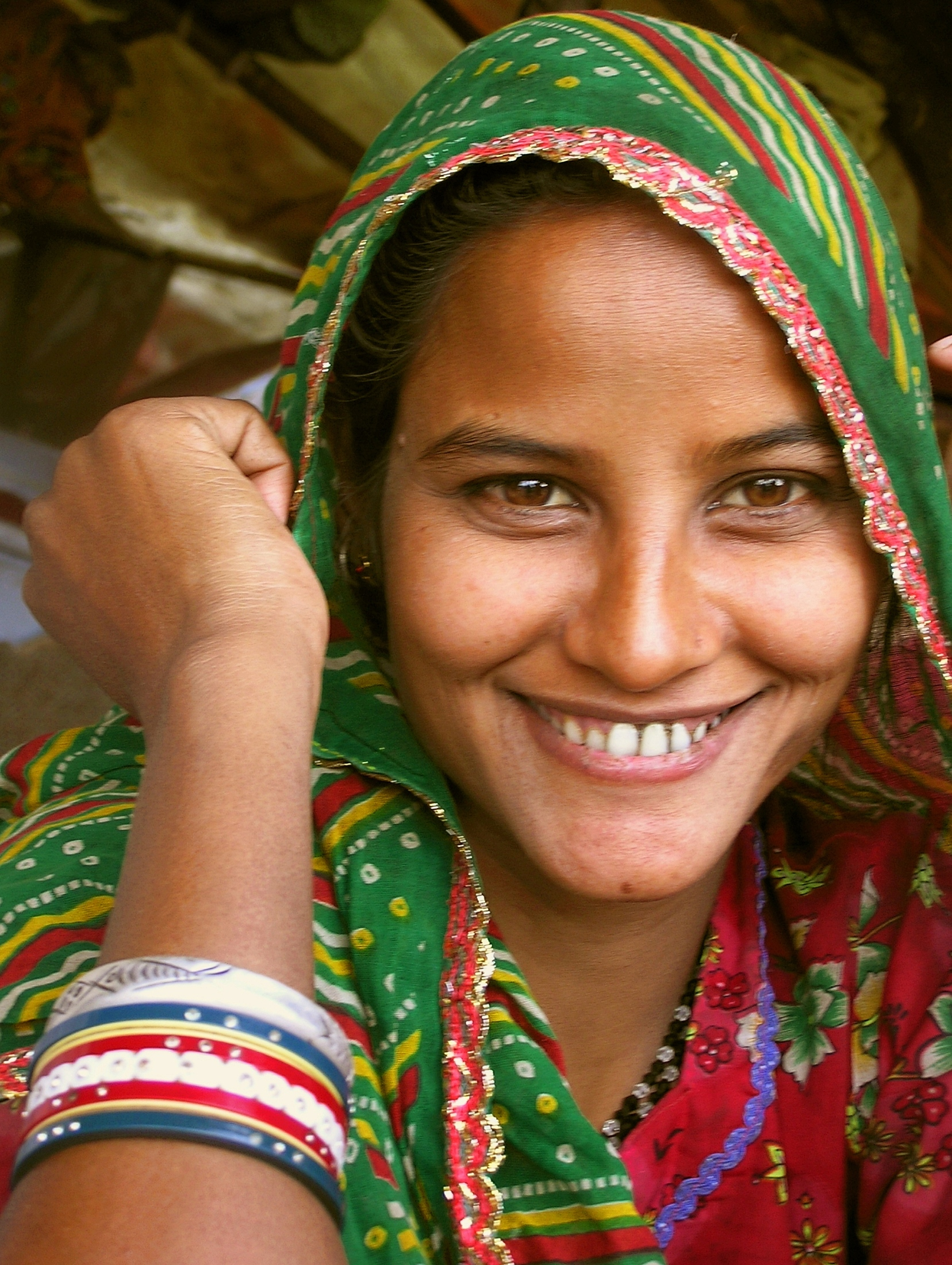
Beaucoup de groupes culturels composent la société indienne.

La culture indienne est le résultat de traditions qui ont combiné des éléments hétérogènes de civilisations présentes sur le territoire à la suite d'invasions, de mouvements migratoires et de colonisation qui ont marqué le pays à un moment ou à un autre de son histoire.

### Langues
L'Inde est un des pays au monde où la diversité linguistique est la plus importante : le recensement de 2001 a comptabilisé 234 langues maternelles, dont 122 langues importantes ainsi que plusieurs milliers de dialectes. 77 % des Indiens parlent une langue indo-aryenne (dont la plus parlée du pays, l'hindi, est la langue maternelle de 422 millions d'Indiens, soit 41 % de la population), 20 % une langue dravidienne. Les autres familles représentées sont les langues austroasiatiques, sino-tibétaines et tai-kadai ainsi que quelques isolats.
La langue officielle du gouvernement central est l'hindi. Depuis plusieurs années, le gouvernement central tente de renforcer l'usage d'un hindi standardisé à travers tout le pays. Cependant, une certaine partie de la population juge cet hindi comme trop complexe, perçu même comme « nouveau symbole de l’oppression et du pouvoir d’État » envers les intérêts locaux.
L'anglais, langue de l'ancien colonisateur britannique, a le statut de seconde langue officielle. L'anglais n'est cependant utilisé que par une faible partie de la population, notamment par l'élite indienne dans les affaires, le tourisme, l'administration, le milieu universitaire ou encore diplomatique. Si de nombreux intellectuels depuis Gandhi voient dans l’anglais une langue de l'aliénation, créant de surcroît un schisme entre l'élite indienne et le peuple, l'anglais a néanmoins le mérite de transcender en certaines occasions les particularismes linguistiques régionaux, très présents et parfois opposés, comme le prouve notamment le conflit en Inde entre États dravidophones et États hindiphones.
En outre, une vingtaine de langues sont officielles dans les différents États et territoires, dont le français (bien que peu parlé) dans le territoire de Pondichéry, en raison de l'histoire coloniale de ce territoire.

### Musique et danse

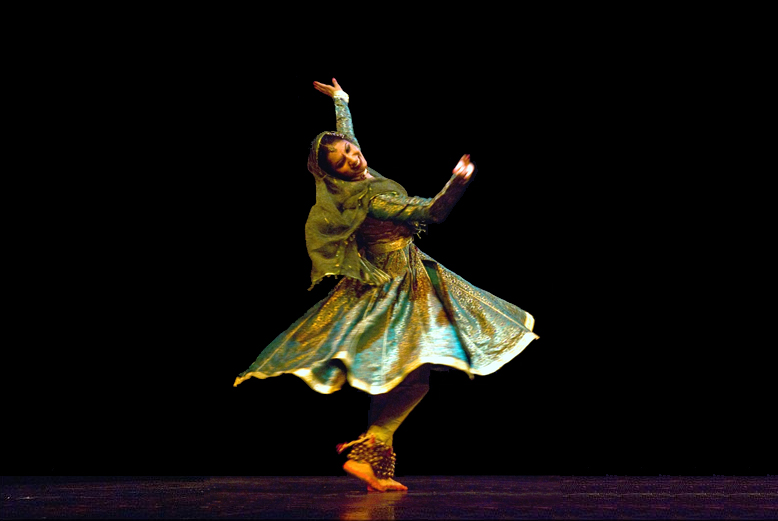
Danseuse de Kathak, une danse classique native des états de l'Uttar Pradesh et du Rajasthan.

La musique indienne est très diversifiée,. La musique classique compte principalement les traditions hindoustanies du Nord et carnatiques du Sud.
La musique populaire est généralement régionale. Elle inclut de très nombreuses musiques de film (dont A. R. Rahman auteur et compositeur) et de la musique folklorique comme le Bhangra.
Les danses sont également variées, selon les régions et les communautés. Parmi les danses classiques les plus connues : le bharata natyam, le kathakali, le kathak (qui partage ses racines avec le flamenco d'Espagne), le kuchipudi, le manipuri, l'odissi et le yakshagana. Ces danses sont habituellement imprégnées par des éléments religieux et de dévotion.

### Littérature

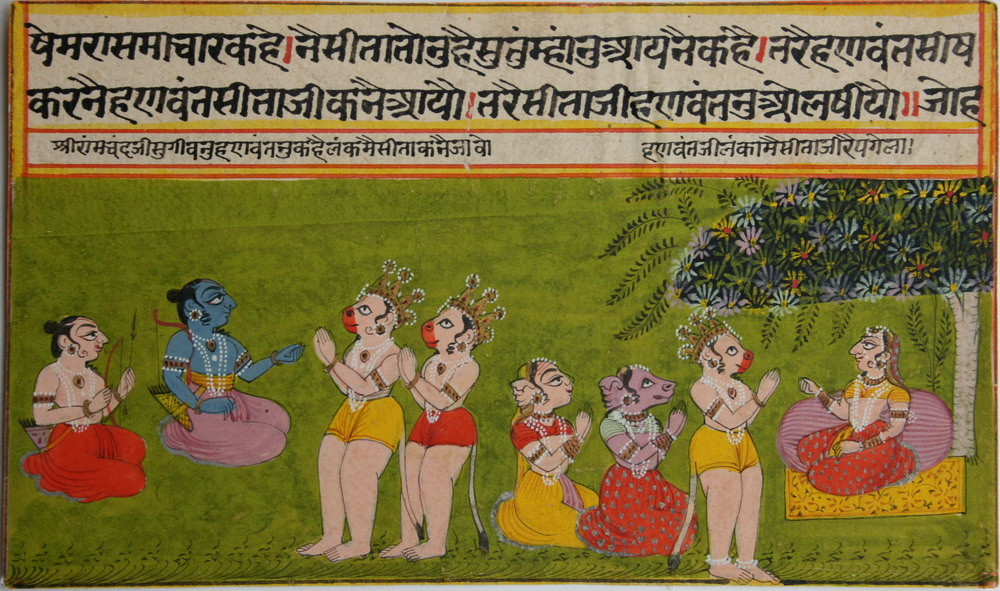
Manuscrit de la célèbre épopée indienne du Ramayana.

La tradition littéraire la plus ancienne, le Veda, fut composée et transmise oralement. La littérature religieuse hindoue écrite en sanskrit, tels que le Ramayana, le Mahabharata ou les Purana, tient une grande place dans la culture indienne, et donne lieu à des réminiscences et des adaptations jusque dans les œuvres contemporaines de fiction, de théâtre ou de cinéma. Une autre littérature importante de la période est la « Littérature du Sangam » de langue tamoule produite dans le Tamil Nadu, également très ancienne. Le sanskrit comme le tamoul classique sont des langues savantes qui ne sont accessibles qu'à un groupe très restreint d'individus cultivés. Les littératures en langue vernaculaire (telle que l'hindi, bengali ou ourdou par exemple) se développent quant à elles à partir du Xe siècle. Les textes sont en vers ou en prose, d'essence religieuse et bien souvent inspirés de légendes anciennes ou d'épopées.
Sous l'influence de la colonisation britannique, les auteurs indiens de l'ère moderne, dont le bengali Rabindranath Tagore, écrivent en anglais comme dans leur langue maternelle.

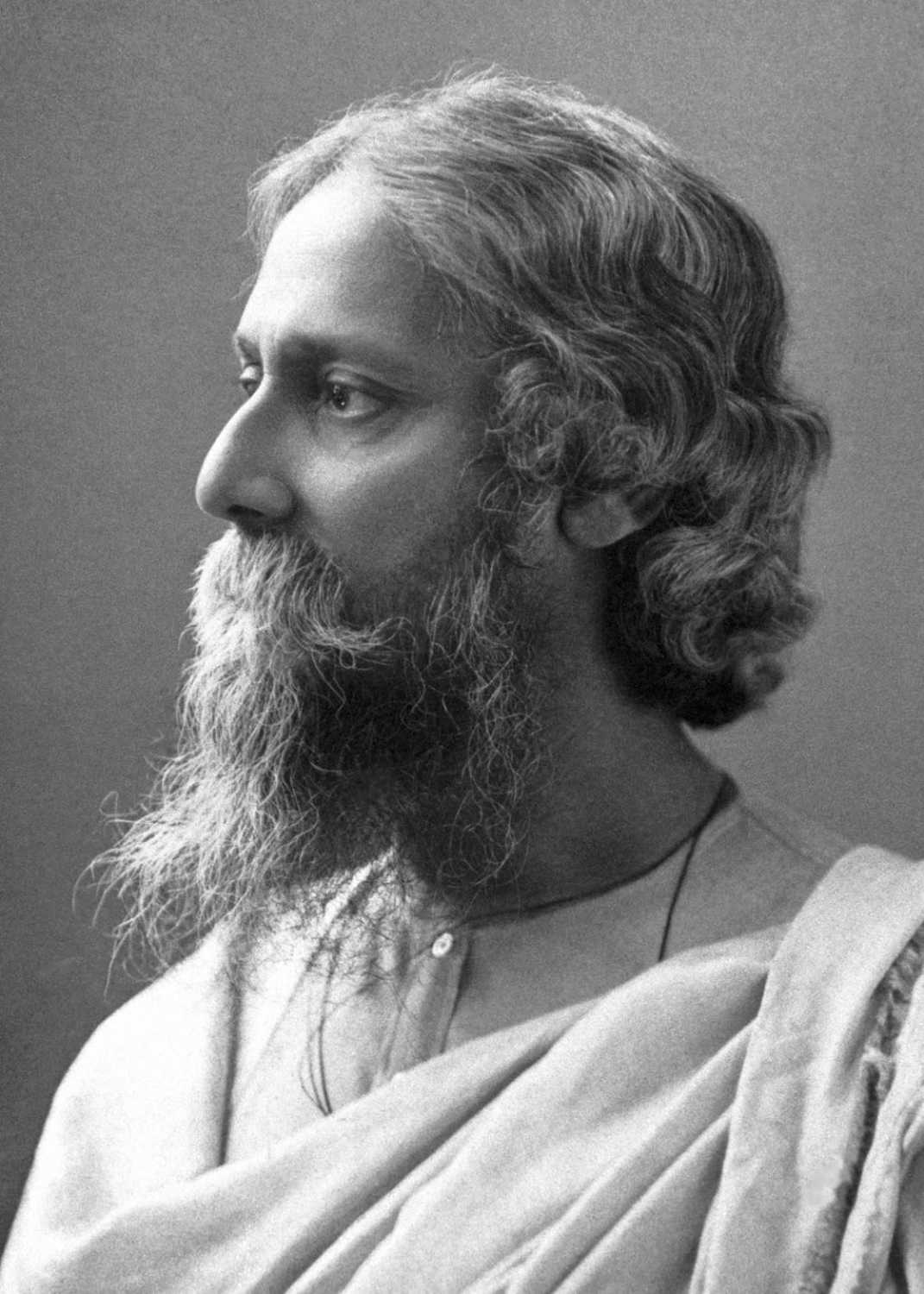
Rabindranath Tagore fut l'un des plus grands écrivains de l'Inde moderne, récompensé par le Prix Nobel de littérature en 1913.

À partir du XXe siècle et à l'époque contemporaine, beaucoup d'écrivains, dont certains jouissent d'une audience internationale (Salman Rushdie, Anita Desai, Amitav Ghosh, Vikram Seth, Arundhati Roy, Vijay Singh, Tarun Tejpal, Rohinton Mistry, etc.) ont contribué au développement d'une fiction indienne de langue anglaise en rupture avec la narration classique caractérisant leurs prédécesseurs (et notamment R. K. Narayan, considéré comme l'un des pères du roman indien écrit en anglais). Leurs œuvres portent l'empreinte du courant postcolonialiste, où les thèmes de l'identité nationale, de l'histoire, de la réflexion sur l'oppression coloniale s'allient à une interrogation sur ce qui fonde l'identité de l'individu, sur la difficulté à vivre la rupture entre la tradition et la modernité, sur le conflit des cultures et des influences qui se joue dans la conscience de l'homme de l'Inde indépendante. Cette recherche d'identité passe par le recours à la langue anglaise, langue du colonisateur réinventée et réappropriée, qui témoigne par ailleurs de la volonté de créer un langage et une esthétique propre, et par là même de s'exprimer en dépassant la difficulté de se dire avec des mots « venus d'ailleurs », suivant l'expression de R. K. Narayan. Auteur de fiction, de poèmes et d'essais littéraires, dont plusieurs ont obtenu des prix internationaux, Amit Chaudhuri occupe également un rang notable dans la toute jeune génération de la littérature anglo-indienne. Dans un registre intimiste, il s'attache à la description des mutations de la famille et à une réflexion sur la conjugalité dans les foyers de la classe moyenne émergente. De même, Hari Kunzru a récemment publié une épopée comique sur le thème de la recherche de l'identité, illustrant le surgissement de tendances individualistes qui semble à l'œuvre dans cette même classe moyenne résidant dans les métropoles indiennes. On peut enfin citer Kiran Desai qui a remporté le Man Booker Price en 2006 avec un récit illustrant la tension vécue par la génération actuelle, entre héritage familial et aspirations individuelles.
Le postcolonialisme, mouvement littéraire de grande ampleur qui a touché à la fois les pays du sud et l'Occident, en amorçant un détachement des formes élitistes, a également favorisé en Inde l'expression littéraire de groupes minoritaires qui traditionnellement se voyaient dénier la capacité de produire des œuvres culturelles. Ainsi des écrivains, dramaturges et poètes dalits (ou « hommes brisés » en marathi, nom que se sont donné les individus originaires des castes intouchables pour contester leur statut social issu de leur position hiérarchique dans la société hindoue) ont également ébranlé les formes littéraires classiques, par l'usage d'un langage inhabituellement concret, voire cru, pour décrire leur condition d'opprimés, contribuant ainsi au renouvellement des thèmes et des formes de la littérature nationale.

### Cinéma

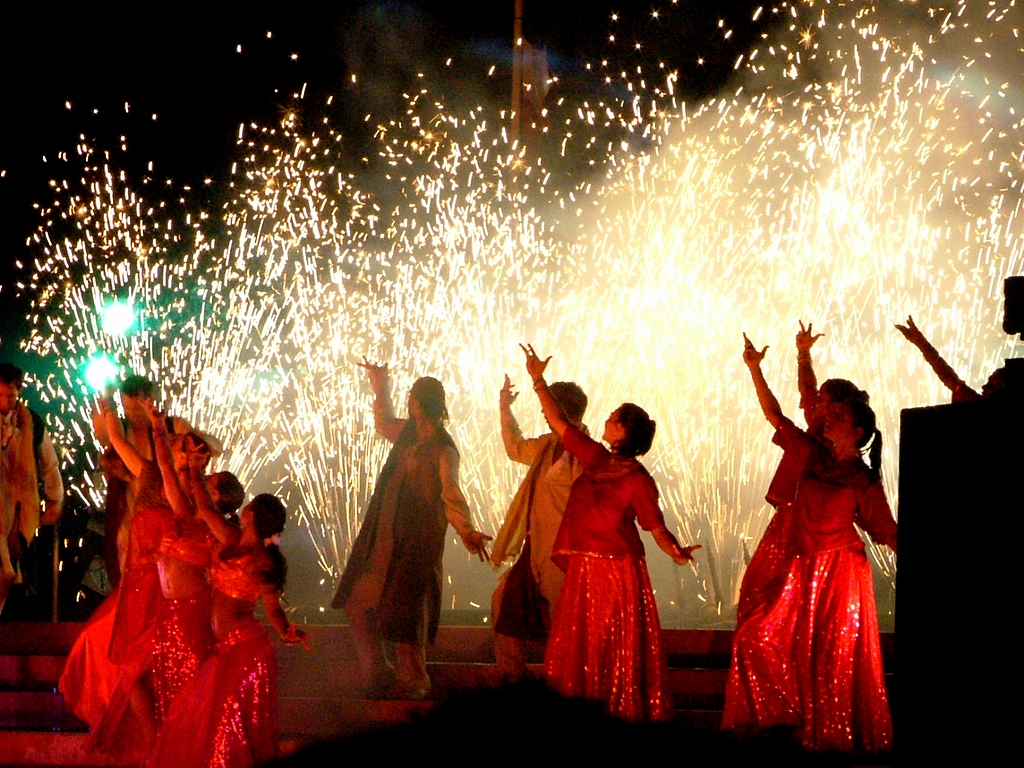
Bollywood est la plus grande industrie cinématographique du monde.

L'industrie cinématographique indienne est la plus prolifique du monde. Son fleuron est constitué par la production de Bollywood (mot valise dérivée de Bombay, l'ancien nom de Mumbai, et Hollywood), dont les studios sont situés dans la capitale du Maharashtra, et qui réalisent principalement des films commerciaux en hindi. L'industrie est également importante dans la région de Calcutta, de Madras, et au Kerala. Il existe ainsi une production non négligeable de films en telugu (Tollywood), kannada, malayalam (Mollywood), tamoul (Kollywood), penjabi, bengali ou marathi. Le cinéma est un art et une distraction particulièrement populaire en Inde. Les acteurs les plus connus jouissent ainsi d'un grand prestige et les liens entre l'industrie du film et la politique sont parfois très étroits. Ainsi, certains acteurs ont occupé des postes gouvernementaux importants, comme M. G. Ramachandran et Amma, acteurs tamouls populaires devenus ministre en chef du Tamil Nadu.
En marge de cette production de masse, il existe également un cinéma d'auteur, dont le représentant le plus connu hors des frontières de l'Inde est le bengali Satyajit Ray. On peut également citer parmi les réalisateurs classiques Guru Dutt, Raj Kapoor (également acteur), Adoor Gopalakrishnan et Yash Chopra pour ses grands succès.
Parmi les réalisateurs indiens contemporains ayant connu le succès, Mira Nair, figure de proue du cinéma indien indépendant, a récemment obtenu plusieurs récompenses internationales, dont un Lion d'or à Venise en 2001 ; ses films sont travaillés par les thèmes de l'exil et de la fracture entre les générations, ou aussi par ceux de la sexualité féminine et de sa censure. Citons également Shyam Benegal, Deepa Mehta, Sudhir Mishra (en) ou encore Vijay Singh, cinéaste indien vivant à Paris, dont les films touchent à la fois à l'Inde et à la France. Sur un mode plus léger, Karan Johar, issu d'une famille de réalisateurs de Bollywood, possède sa propre société de production et tente de renouveler les codes du genre en introduisant des thèmes de réflexion sur les mœurs familiales en mutation dans ses intrigues par ailleurs très représentatives du cinéma commercial produit à Mumbai.

### Alimentation

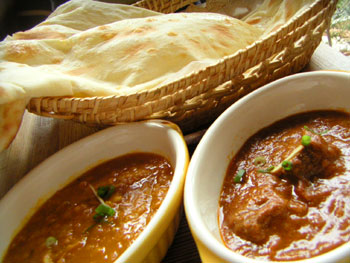
La cuisine indienne : le curry (« sauce »).

La cuisine indienne est extrêmement diversifiée selon les régions, les communautés, les religions ou les familles, et inclut de nombreuses épices souvent moulues et mélangées dans des assortiments appelés masalas (ou curry en anglais ou en français, curry à l'origine signifiant « sauce » en hindi) : tandoori masala de la cuisine islamique moghole, rasam masala de la cuisine du sud de l'Inde, garam masala de la cuisine du nord de l'Inde, etc. Les épices et les méthodes changent de région en région. Le riz, les lentilles et le blé sont la base alimentaire de la nation indienne. On consomme en Inde également 2,6 millions de tonnes par an de bœuf, 1,4 million de tonnes de porc et 600 000 tonnes de mouton. Le pays est connu pour sa grande variété de cuisines végétariennes et non-végétariennes. La nourriture et les bonbons épicés sont populaires. Il existe également une grande variété de plats sucrés et de boissons qui varient de région en région.

### Sport
Si le sport national est le hockey sur gazon, c'est le cricket qui, en Inde, est élevé au rang de véritable passion nationale. L'équipe indienne joue au plus haut niveau international, et certains joueurs, tel Sachin Tendulkar et Virat Kohli, sont extrêmement populaires dans tout le pays et au-delà. Certains matches sont suivis avec ferveur par tout le pays, notamment les rencontres entre l'Inde et son voisin le Pakistan, ou les confrontations de la sélection nationale avec l'Angleterre.

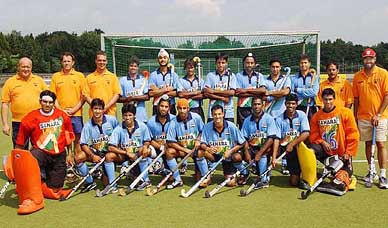
Une équipe indienne de hockey sur gazon.

Dans quelques États, en particulier dans le nord-est et les États côtiers du Bengale-Occidental, de Goa et du Kérala, le football — dont le berceau en Inde est la ville de Calcutta — est largement répandu. Le Championnat d'Inde de football existe depuis 1996. Récemment, le tennis a gagné en popularité, en particulier grâce à la joueuse professionnelle Sania Mirza. L'Inde est par ailleurs présente dans le monde de la course automobile avec les pilotes de F1 comme Karun Chandhok ou Narain Karthikeyan au volant de l'ancienne écurie « Force India », constructeur qui était détenu par le milliardaire indien Vijay Mallya, racheté en 2018 par Lawrence Stroll, pour nommer l'équipe Racing Point et y apporter l'expertise d'Aston Martin en 2021 après son rachat l'année précédente. On peut enfin citer le catcheur The Great Khali.
Le jeu d'échecs, réputé originaire de l'Inde, progresse également du fait de l'augmentation du nombre de grands maîtres indiens, à commencer par Viswanathan Anand, régulièrement classé numéro un mondial et sacré champion du monde le 29 septembre 2007 à Mexico, qui conservera son titre en 2008, 2010 et 2012, avant de s'incliner devant Magnus Carlsen en 2013. Les autres sports traditionnels comprennent le Kabaddi, le Kho-Kho, et le Gilli-Danda, qui sont joués dans tout le pays. L'Inde est la source de la discipline historique et religieuse du yoga, et également de l'art martial antique, le Kalarippayatt.

### Fêtes

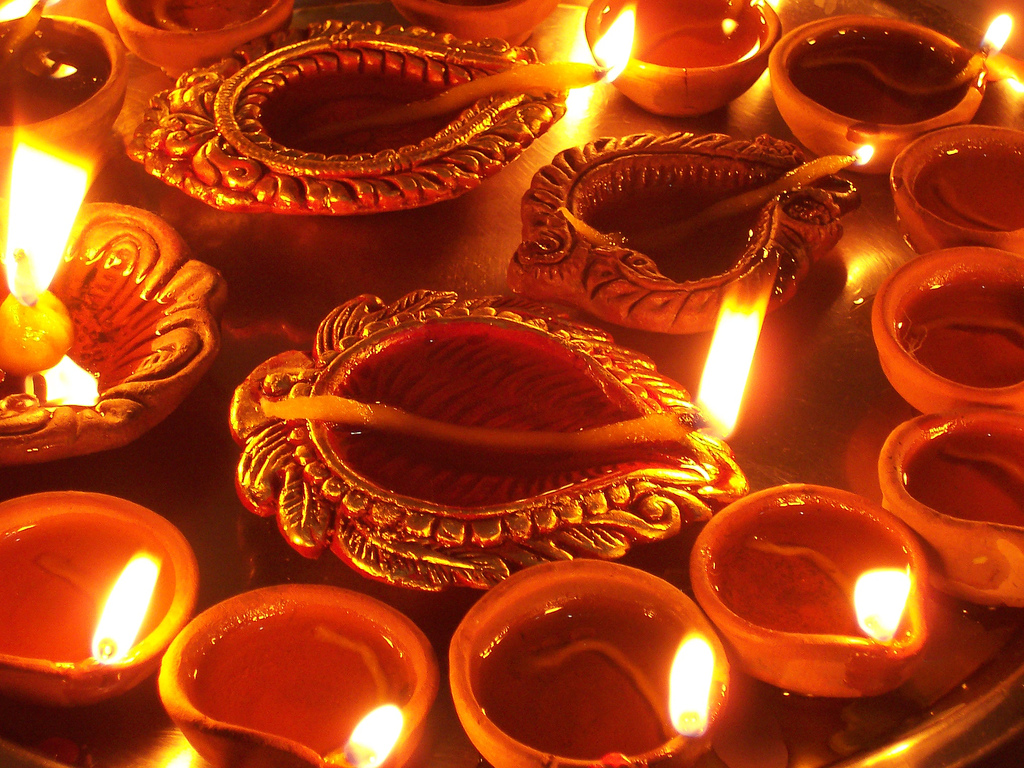
Les diyas sont les lampes à huile traditionnelles allumées pour la fête de Divali.

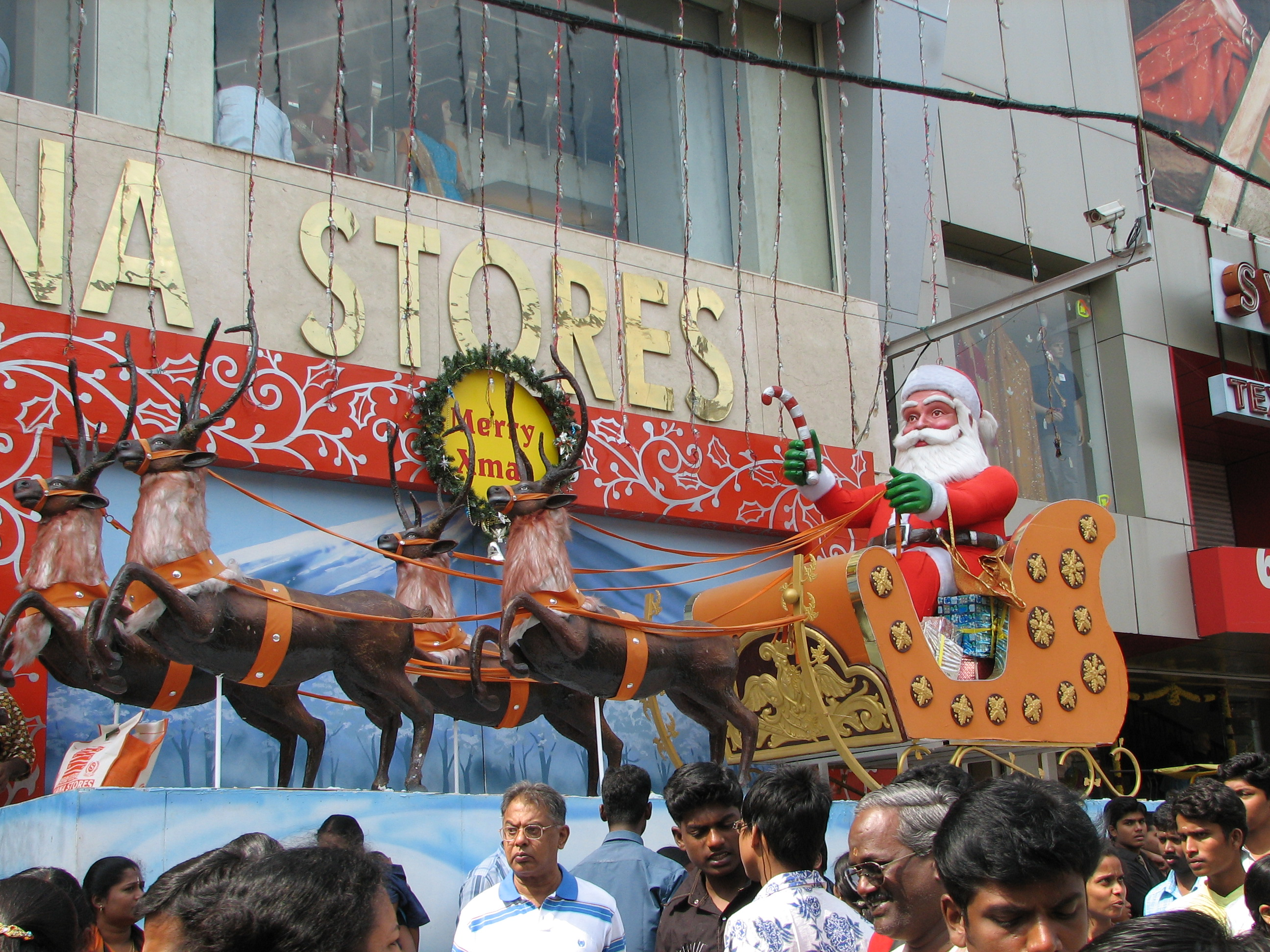
Noël à Madras, au Tamil Nadu.

Les fêtes indiennes sont nombreuses et variées. En plus des trois jours fériés nationaux, la plupart des fêtes sont d'origine religieuse. Certaines sont fêtées partout dans le pays, comme Divali à l'automne ou Holi au printemps, d'autres sont plus régionales, comme l'Ugadi/Gudi Padwa au Deccan, Pongal au Tamil Nadu ou Onam au Kerala,.
| Date                                                   | Nom français            | Nom local                                 | Remarques |
| ------------------------------------------------------ | ----------------------- | ----------------------------------------- | --- |
| 14 janvier                                             | Solstice du Capricorne  | Makar Sankranti au Nord, Pongal au Sud    | Inaugure la moitié lumineuse de l'année |
| 5 jours après la nouvelle lune (lune noire) de janvier | Cinquième du printemps  | Basant Panchami                           | Les écoliers vénèrent Sarasvati, déesse de la connaissance. Cette fête est principalement dédiée à l'arrivée imminente du printemps.                      |
| 26 janvier                                             | Jour de la République   | Republic Day                              | Adoption de la constitution indienne |
| 23 février                                             | La Grande Nuit de Shiva | Mahashivaratri                            | Mahashivaratri est une grande fête consacrée à Shiva, l'un des trois grands dieux du panthéon hindou.                                                     |
| Pleine lune de mars                                    | Fête des couleurs       | Holi                                      | Victoire du bien sur le mal |
| 3 avril                                                | Ram Navami              |                                           | Cette fête célèbre la naissance de Rama. |
| 7 avril                                                | Mahavir Jayanti         |                                           | Cette fête célèbre l'anniversaire de la naissance de Vardhamana Mahavira qui est le fondateur du Jaïnisme.                                                |
| 1er jour du mois de Chawwal                            | Aïd el Fitr             |                                           | Fête qui célèbre la rupture du jeûne du mois de Ramadan.                                                                                                  |
| 10e jour du mois de Dhou al-Hijja                      | Aïd el Kebir            |                                           | Fête qui célèbre d'après l'Islam, le sacrifice d'Ismail par son père Abraham.                                                                             |
| 10e jour du mois de Mouharram                          | Achoura                 | Moharum                                   | Fête qui commémore le martyr Imam Hussein ibn Ali. Observée principalement par les Chiites.                                                               |
| Pleine lune d'août                                     | Fête des frères         | Raksh Bandan                              | Actualisation de l'attachement sœurs-frères |
| 15 août                                                | Jour de l'indépendance  | Independence Day                          | Proclamation de l'indépendance |
| 12e jour du mois de Rabia al awal                      | Moulid                  | Milad un Nabi                             | Fête qui célèbre la naissance de Mahomet, fondateur de l'Islam.                                                                                           |
| 28 septembre                                           | Dasara                  |                                           | Fête religieuse hindoue (victoire du bien sur le mal, et aussi prière pour les moissons) célébrée pendant dix jours principalement dans le sud de l'Inde. |
| 2 octobre                                              | Gandhi Jayanti          |                                           | Célèbre l'anniversaire de Mohandas Karamchand Gandhi. Les fidèles se réunissent pour prier Au Raj Ghat à Delhi, là où le Mahatma fut incinéré.            |
| Nouvelle lune de novembre                              | Fête des lumières       | Divali (Deepavali)                        | Cinq jours de fêtes et commémoration, observés principalement par les hindous, les jaïns et les sikhs.                                                    |
| Pleine lune du mois de Kartik                          |                         | Guru Nanak Gurupurab (Guru Nanak Jayanti) | Fête qui célèbre la naissance du Guru Nanak, fondateur du Sikhisme.                                                                                       |
| 25 décembre                                            | Noël                    |                                           | Célèbre la naissance du Christ. |

## Galerie

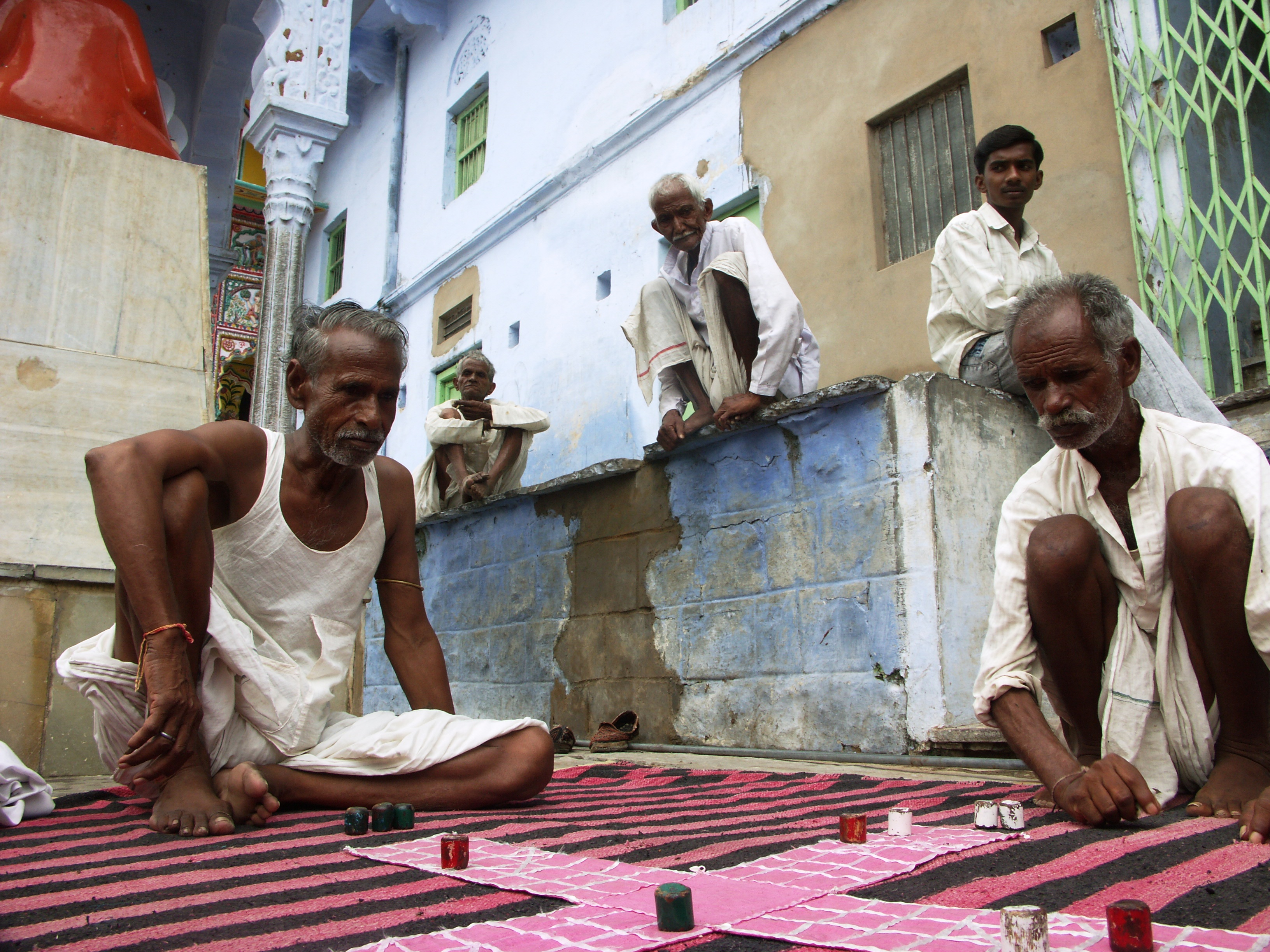
Joueurs et public d'un jeu de rue à Pushkar (Rajasthan).
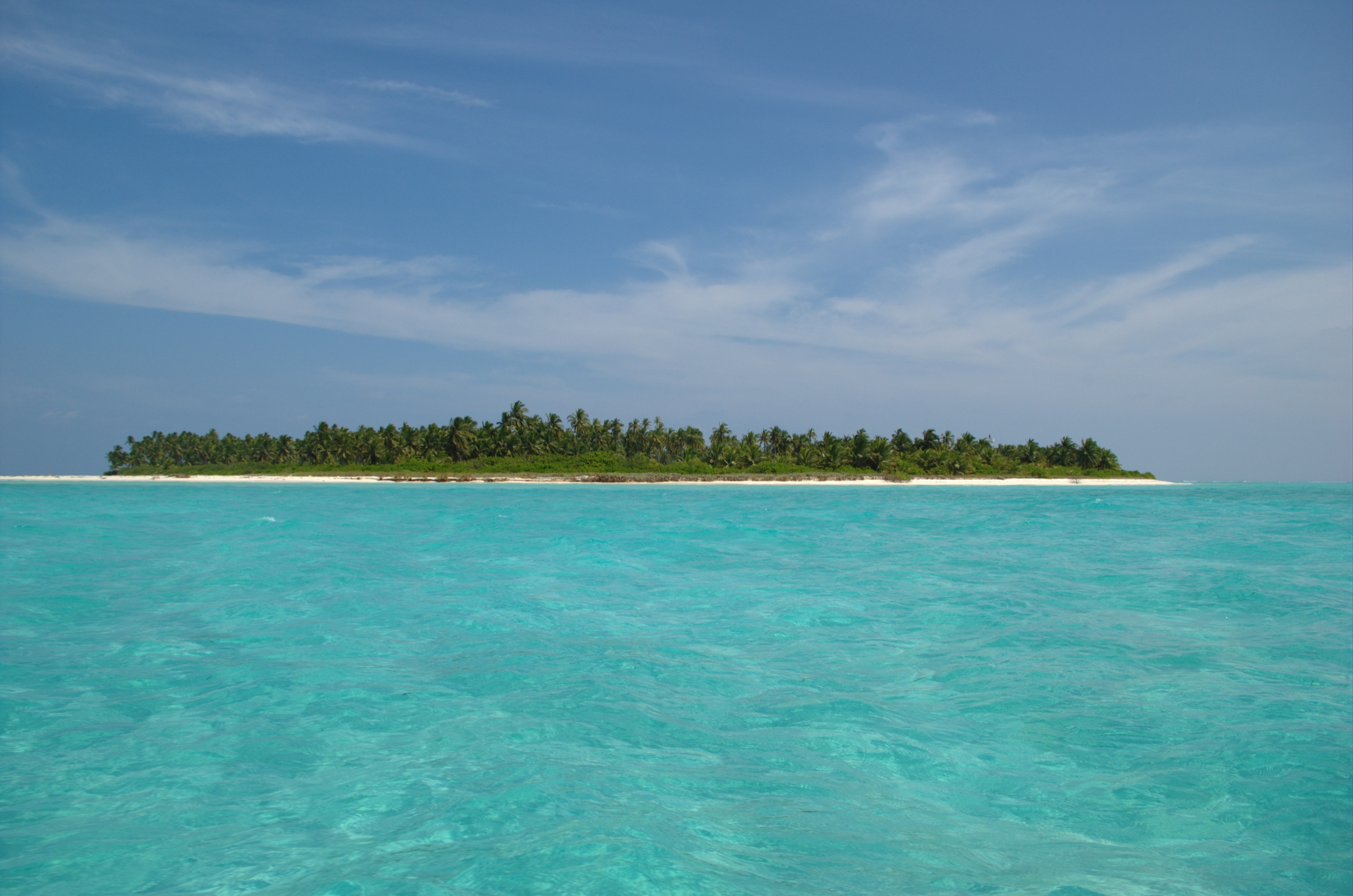
Atoll de l'archipel des Laquedives.
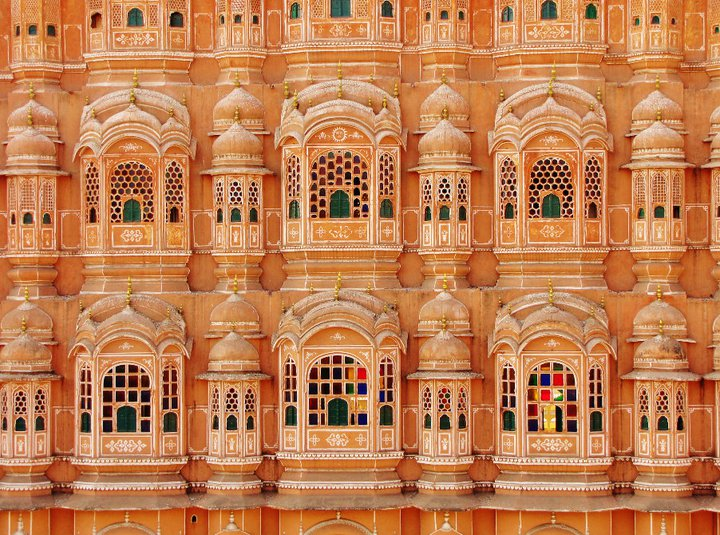
Façade est du Palais des vents à Jaipur.
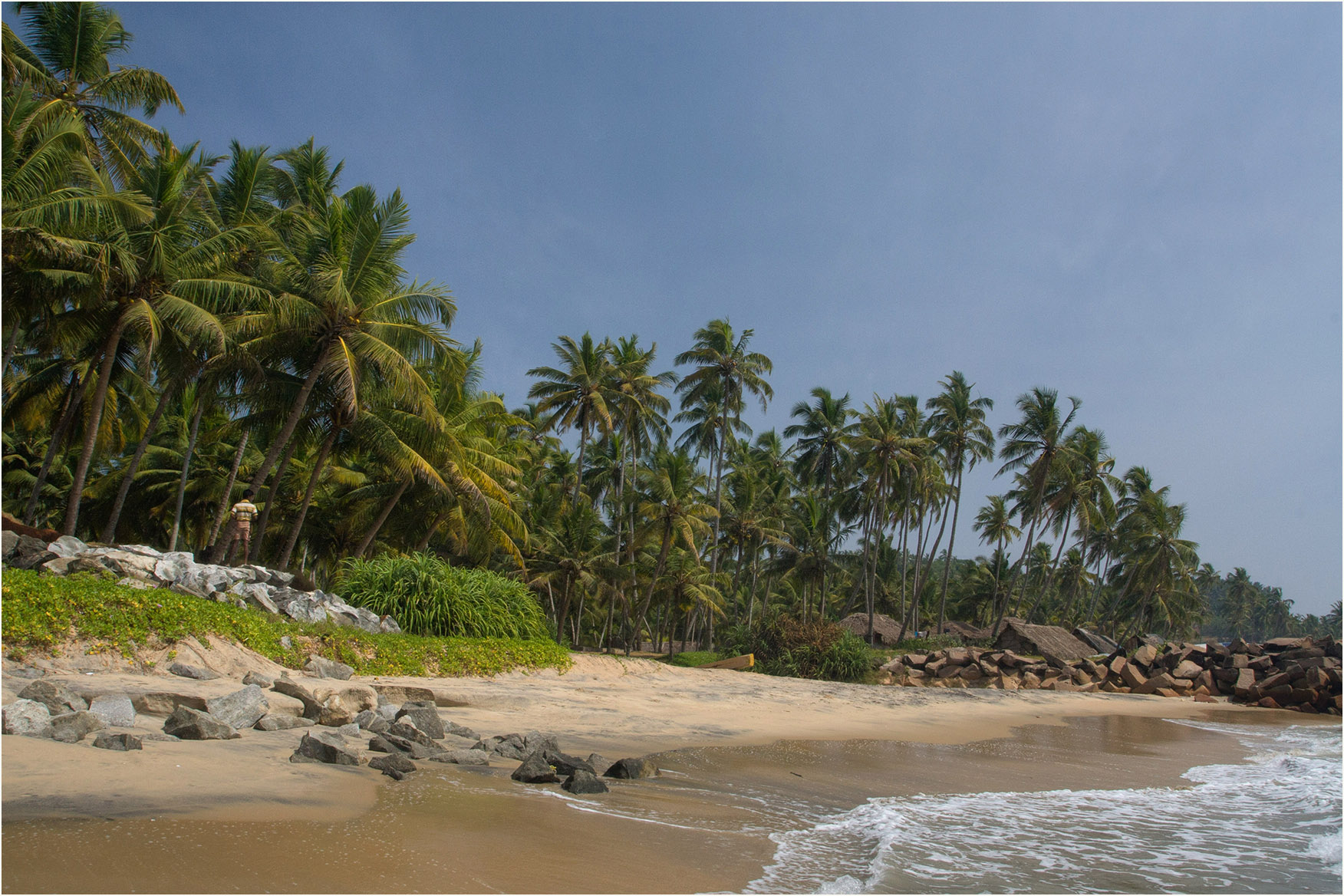
Plage sur la côte de Malabar au Kerala.
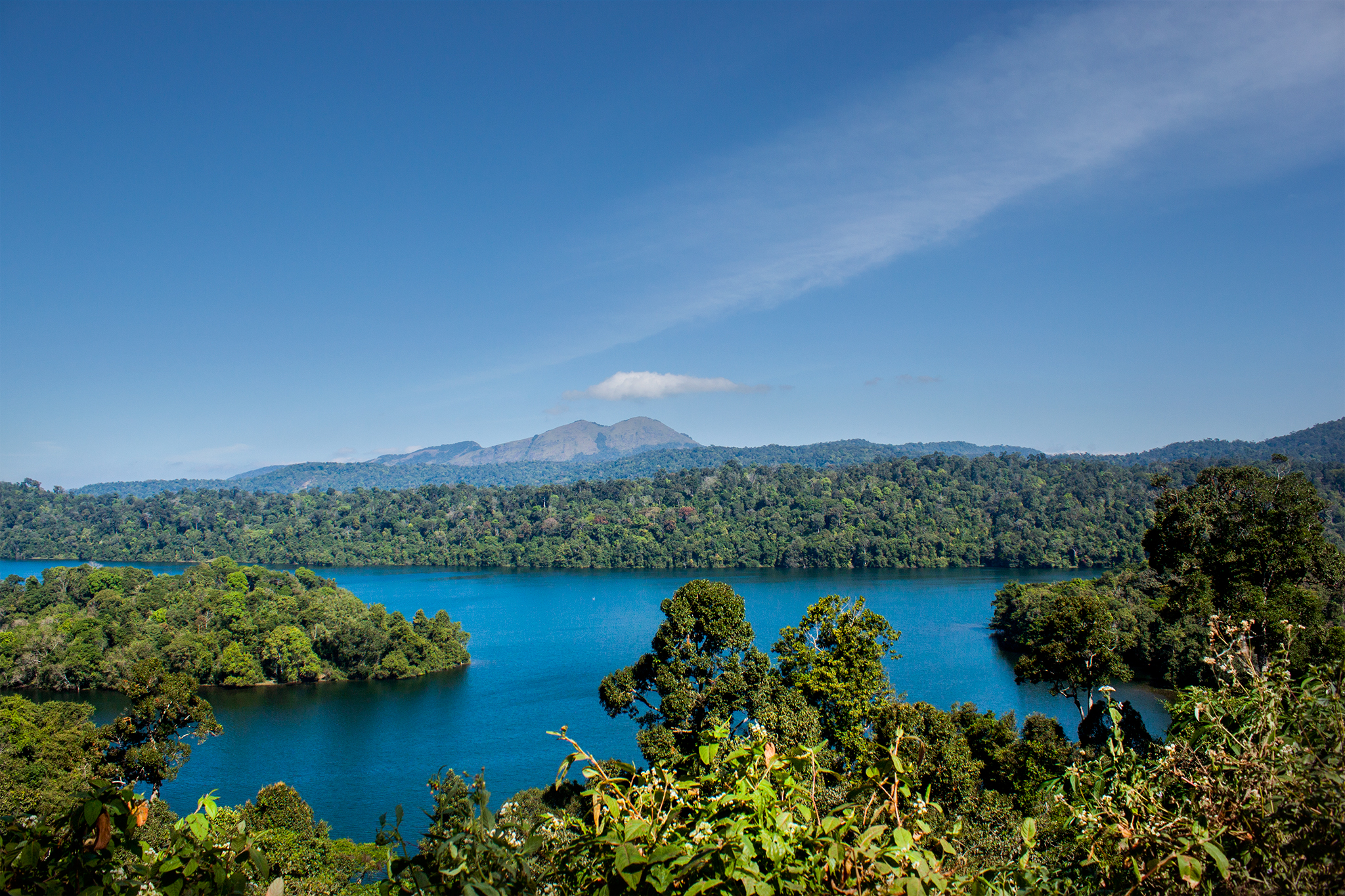
Forêt tropicale de la chaîne montagneuse des Ghats occidentaux.
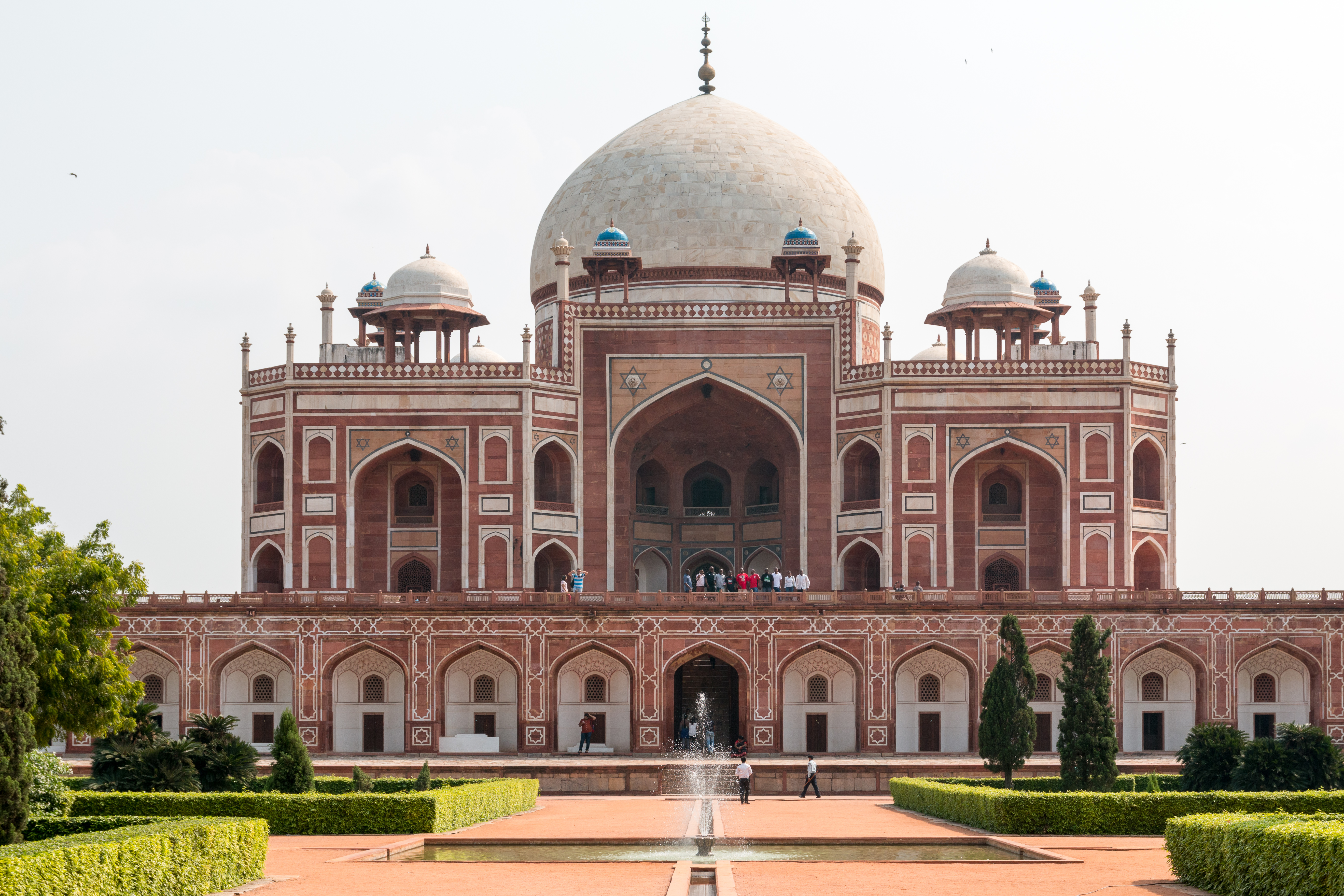
Mausolée du Tombeau d'Humâyûn, New Delhi.
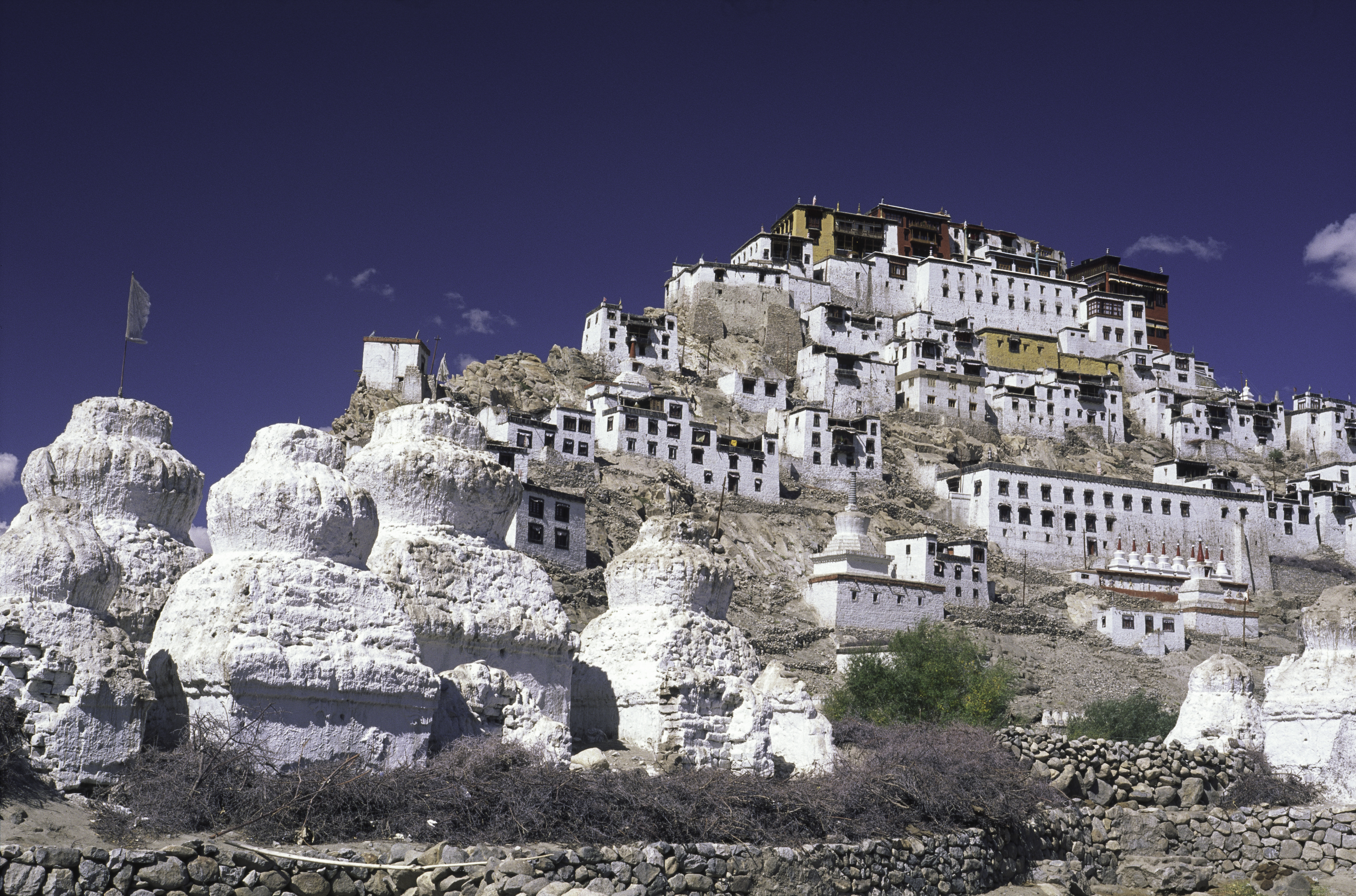
Monastère de Thiksey, Ladakh.
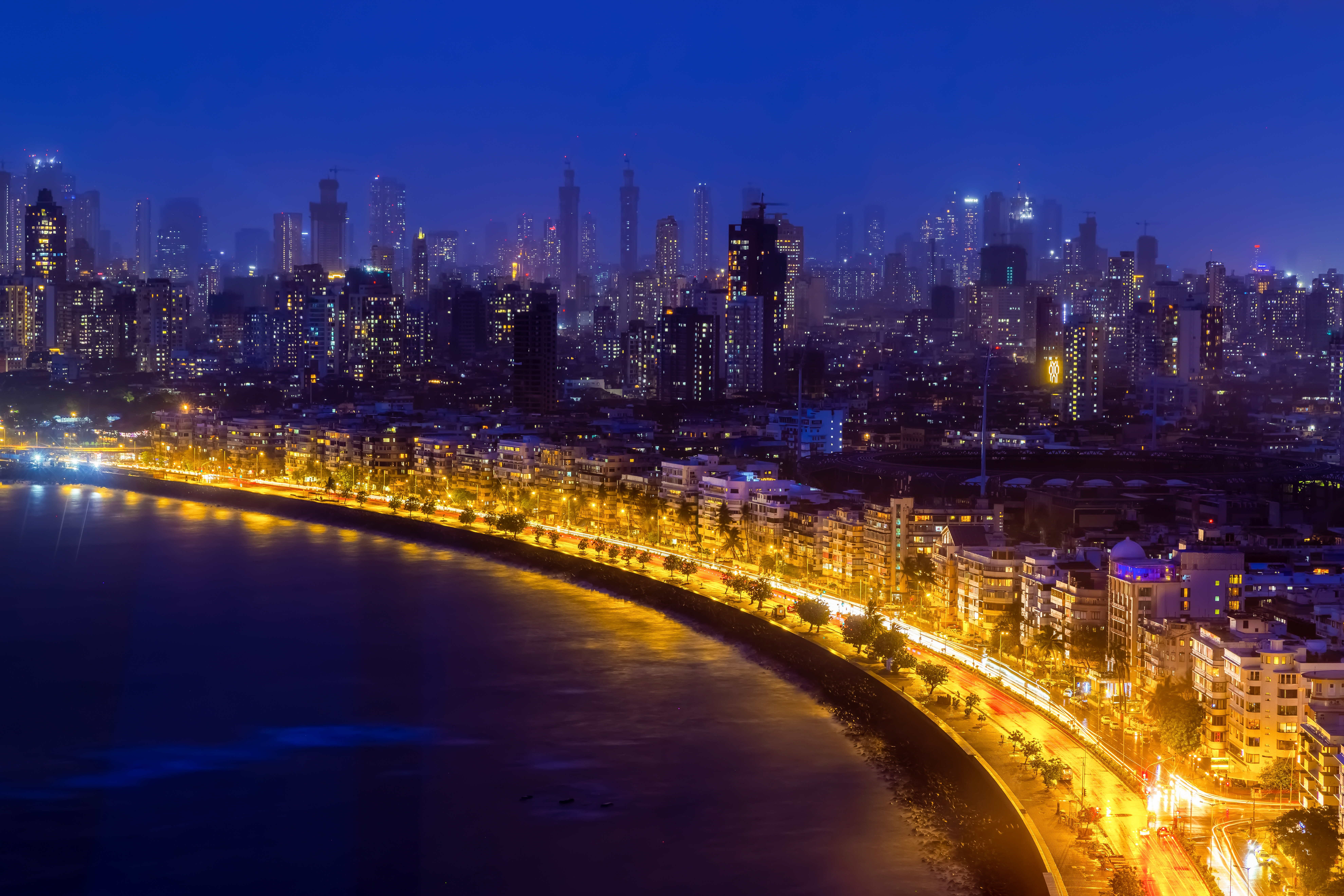
Mumbai (Bombay), la capitale économique.
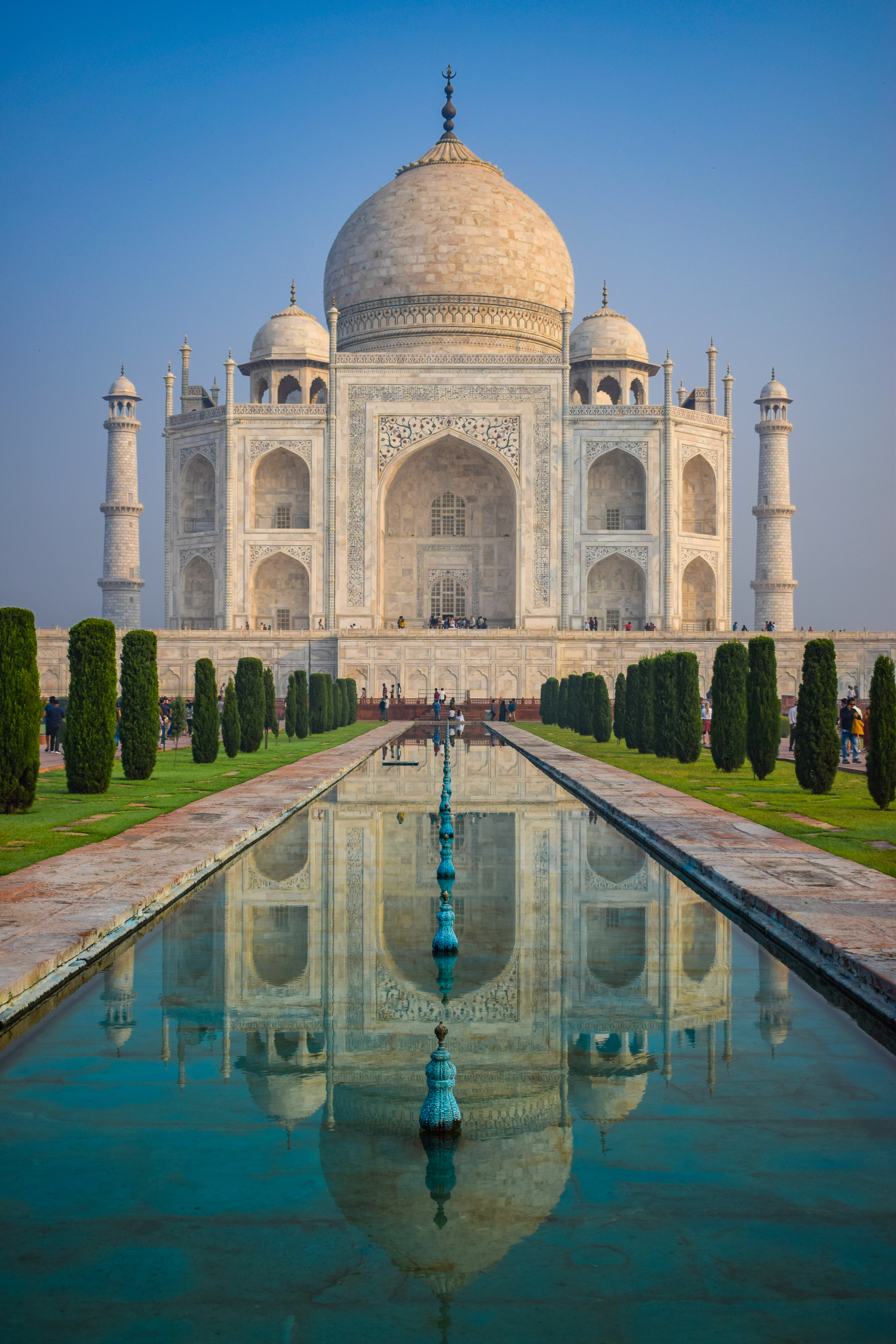
Le Taj Mahal à Agra.
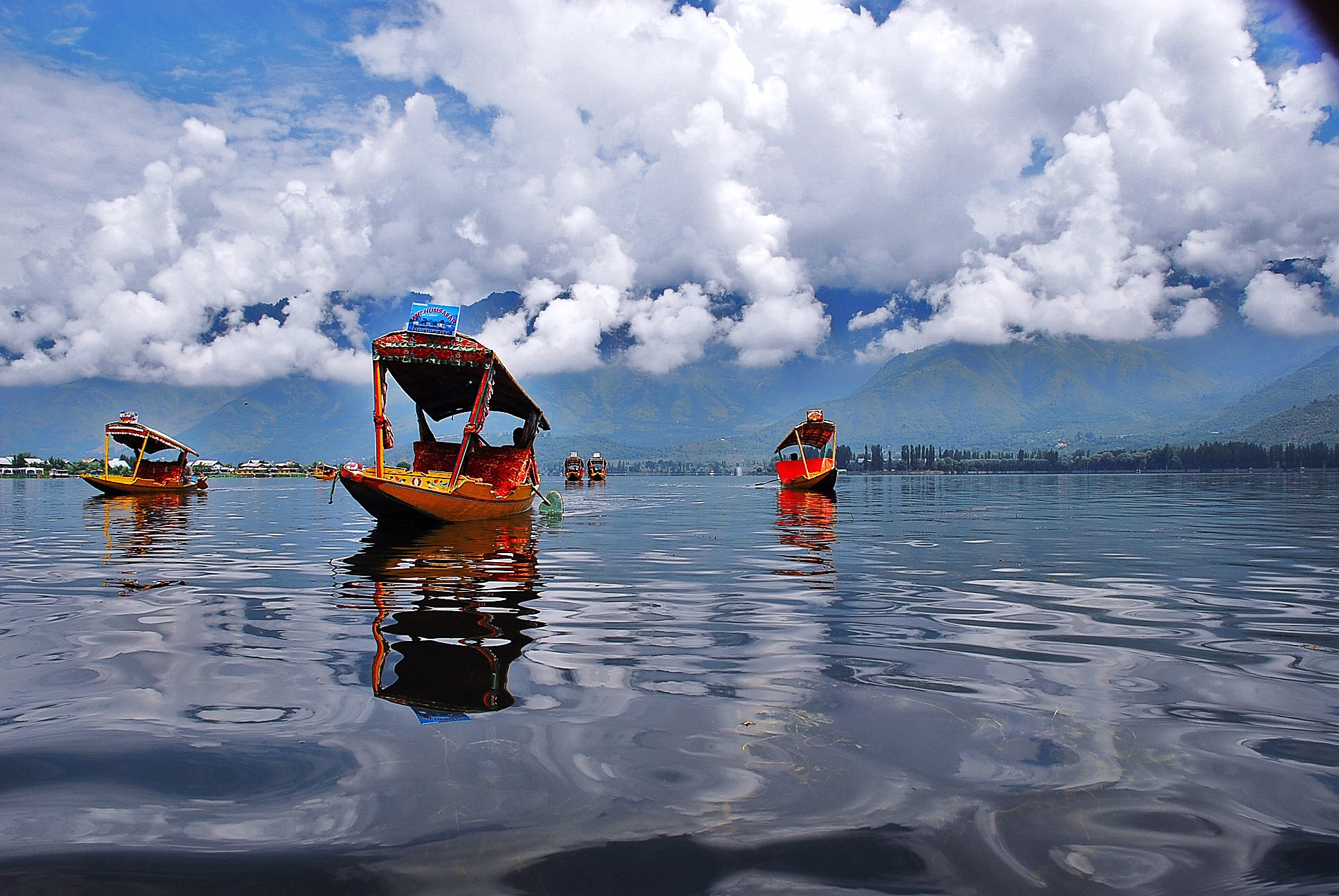
Shikara (gondoles cachemiri) sur le lac Dal à Srinagar, Cachemire.
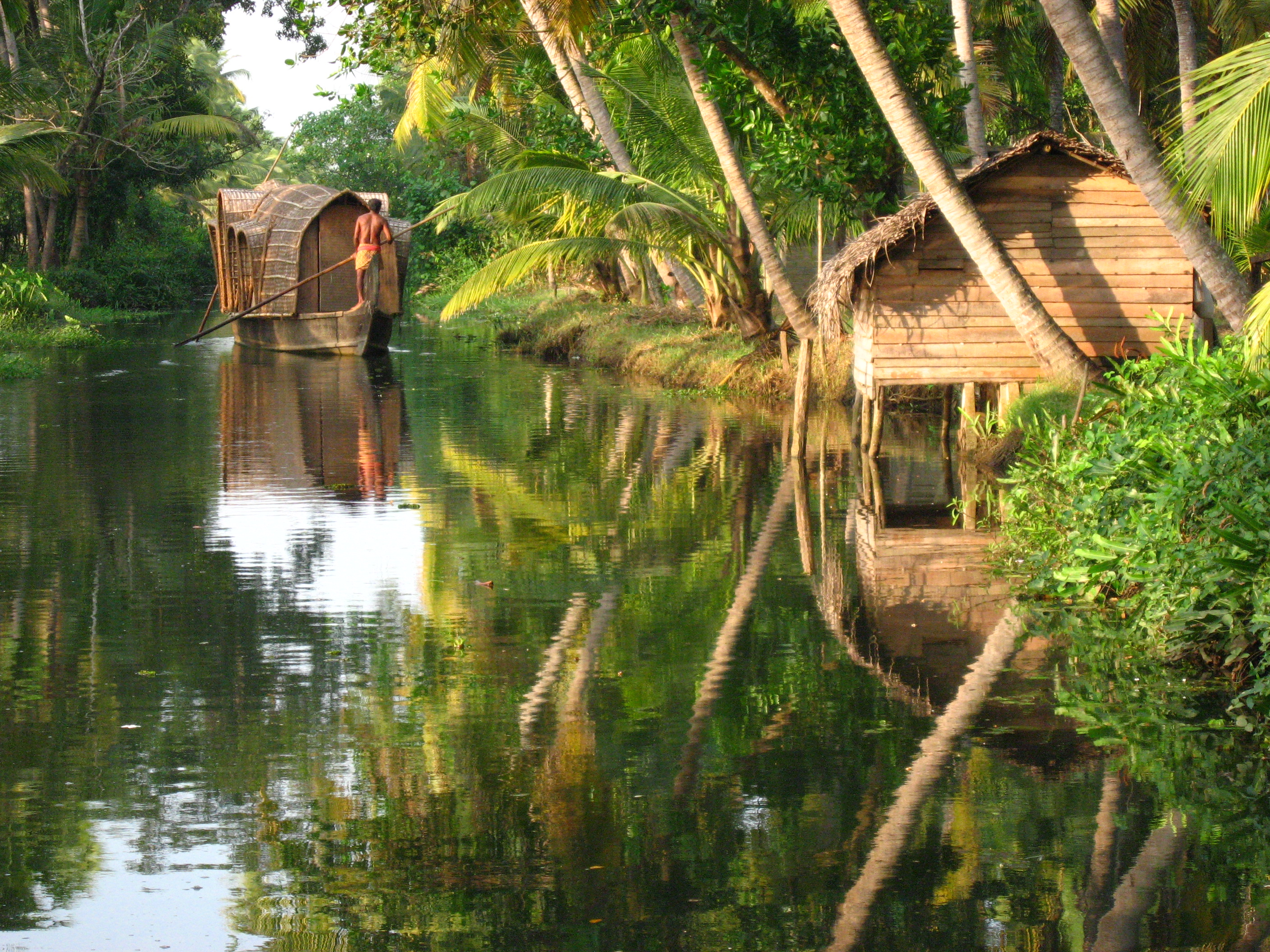
Backwaters du Kerala.
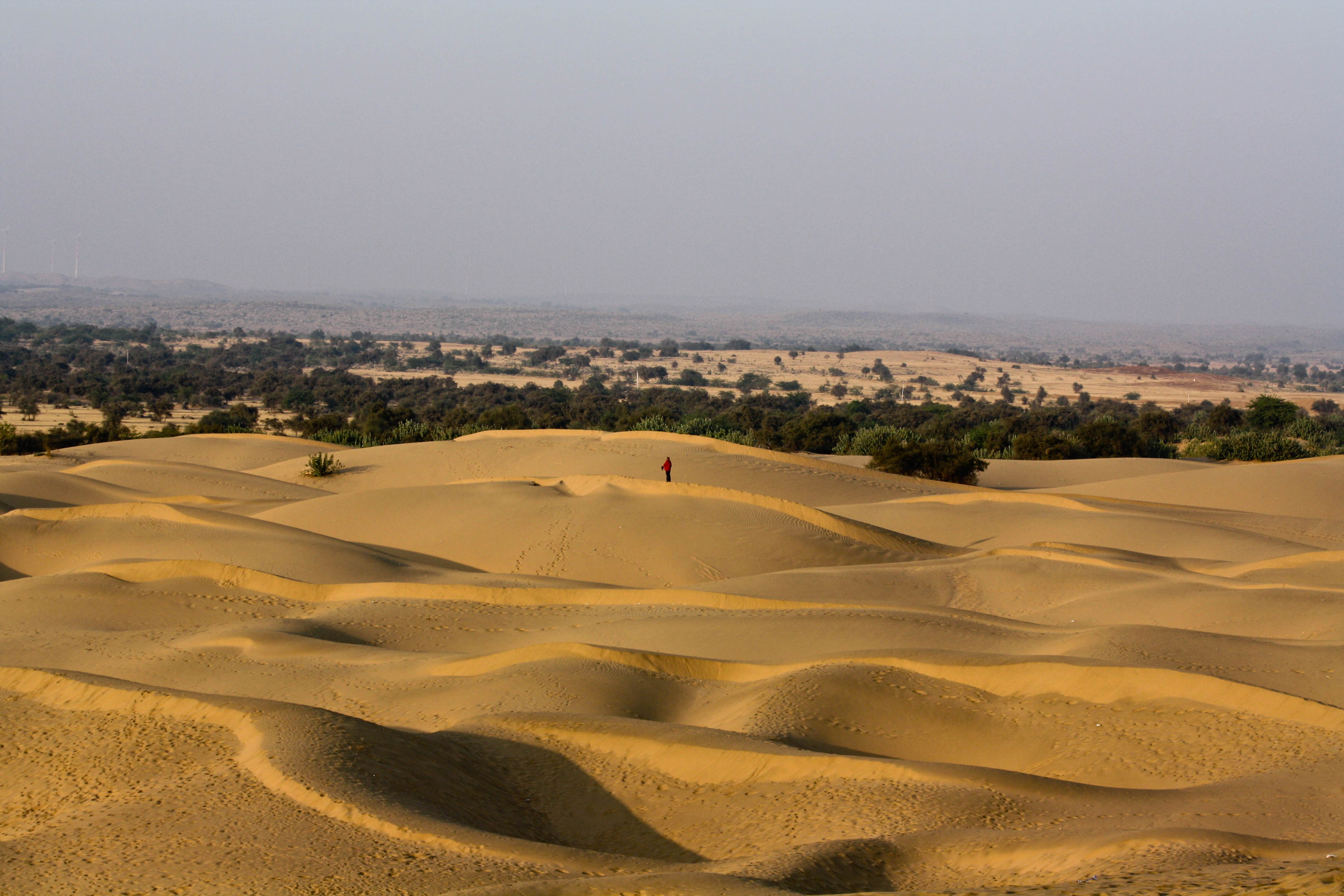
Désert du Thar, Rajasthan.
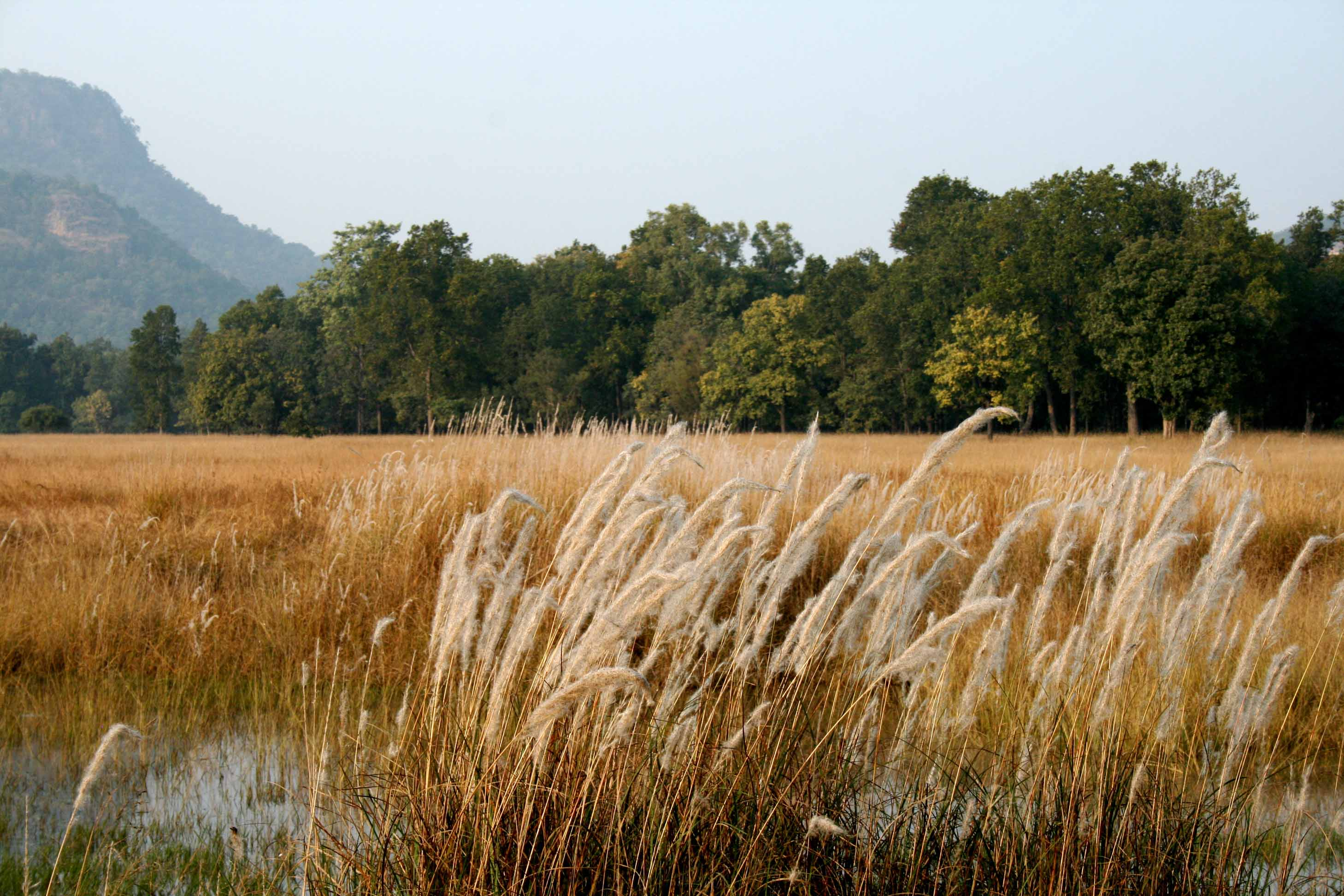
Parc national de Bandhavgarh, Madhya Pradesh.
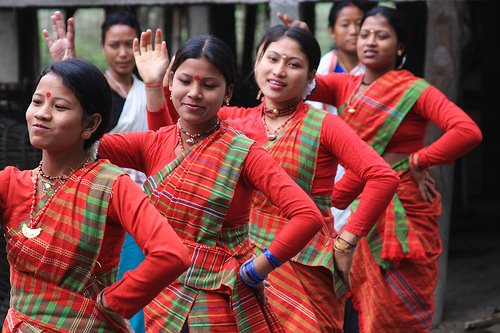
Célébration de Bihu par des femmes Mishing dans la Vallée de l'Assam.
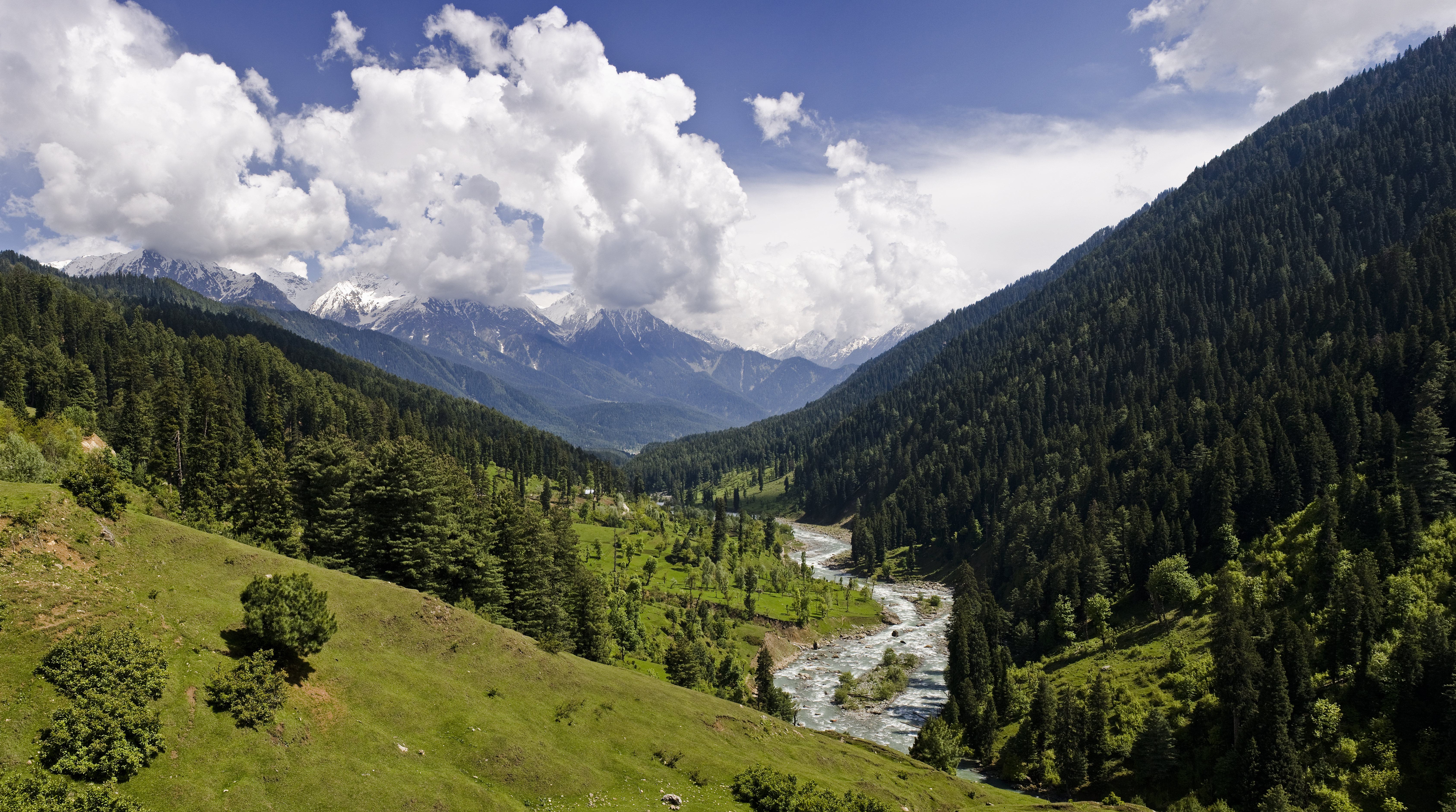
Vallée de Pahalgam, Cachemire.
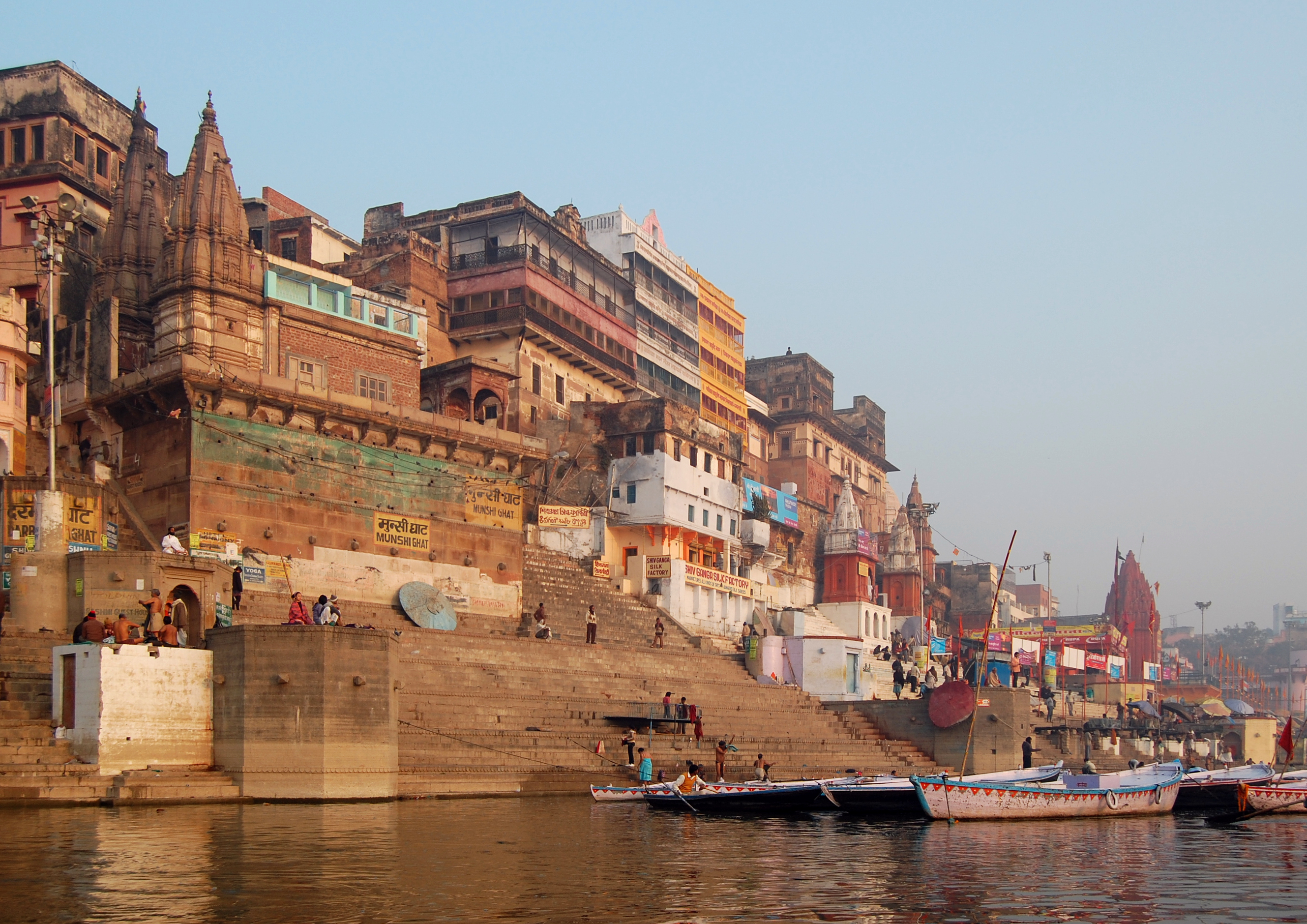
Ghats à Varanasi (Bénarès).
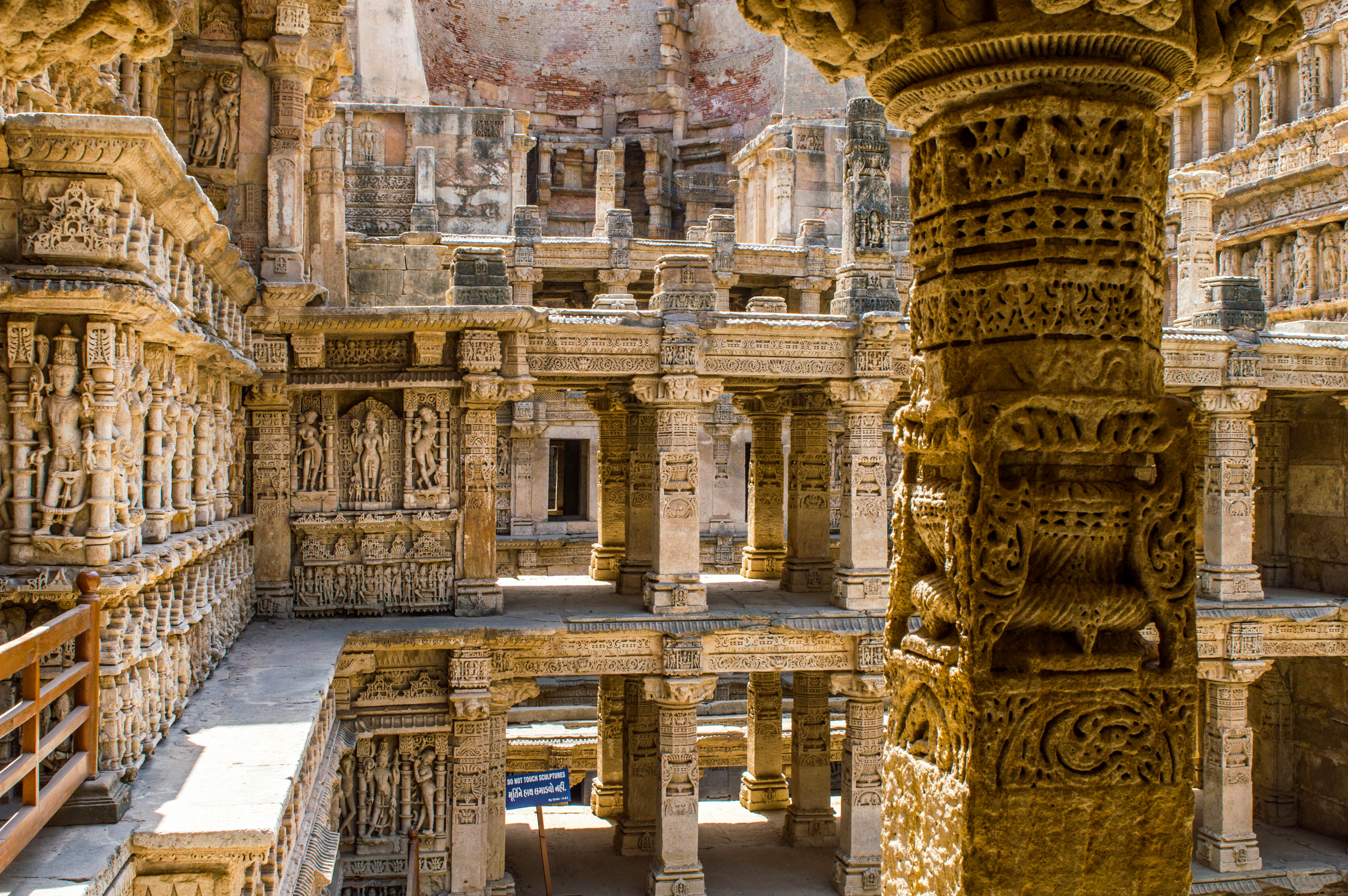
Puits à degrés du Rani-ki-Vav à Patan (Gujarat).
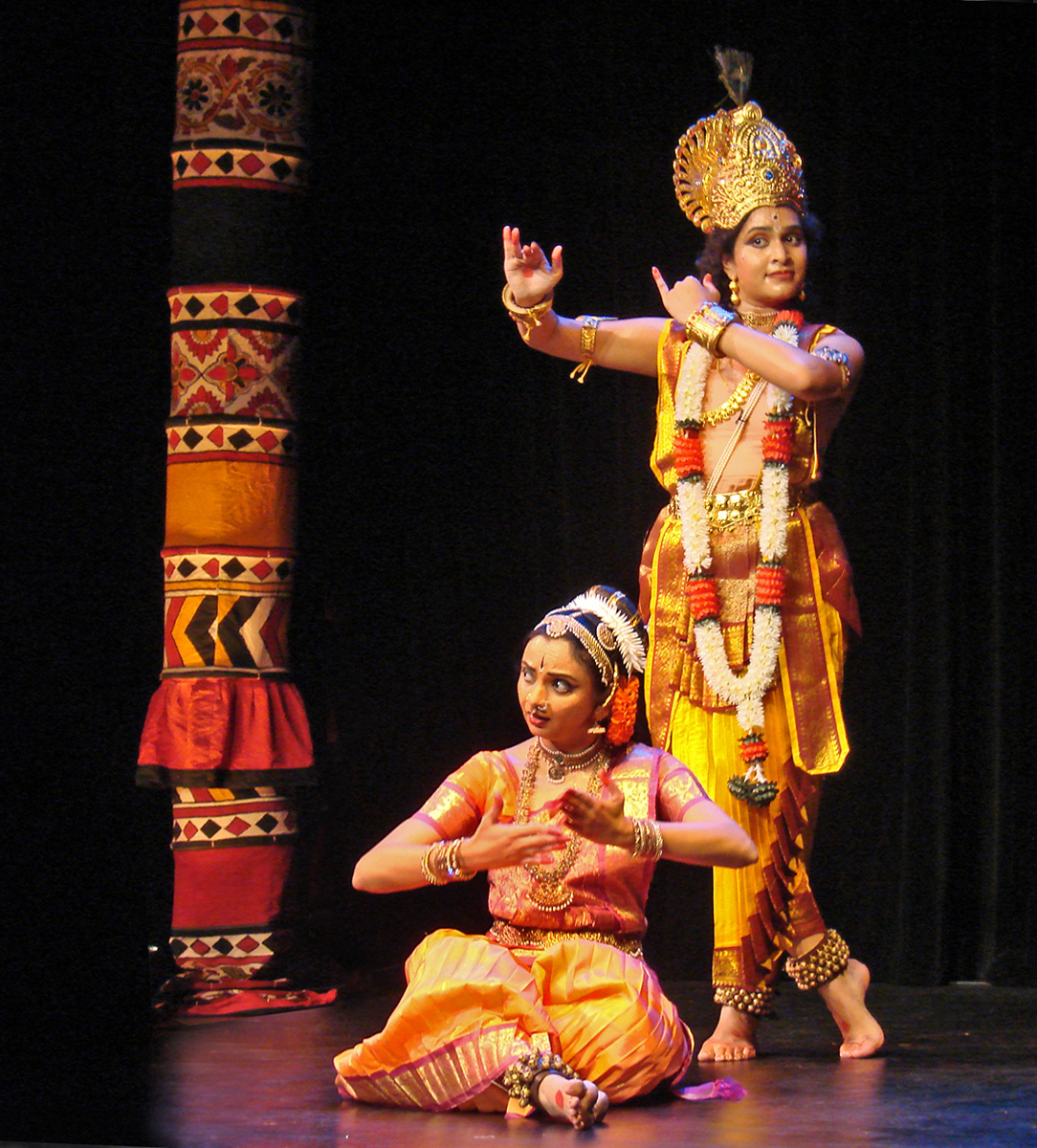
Le Kuchipudi d'Andhra Pradesh.
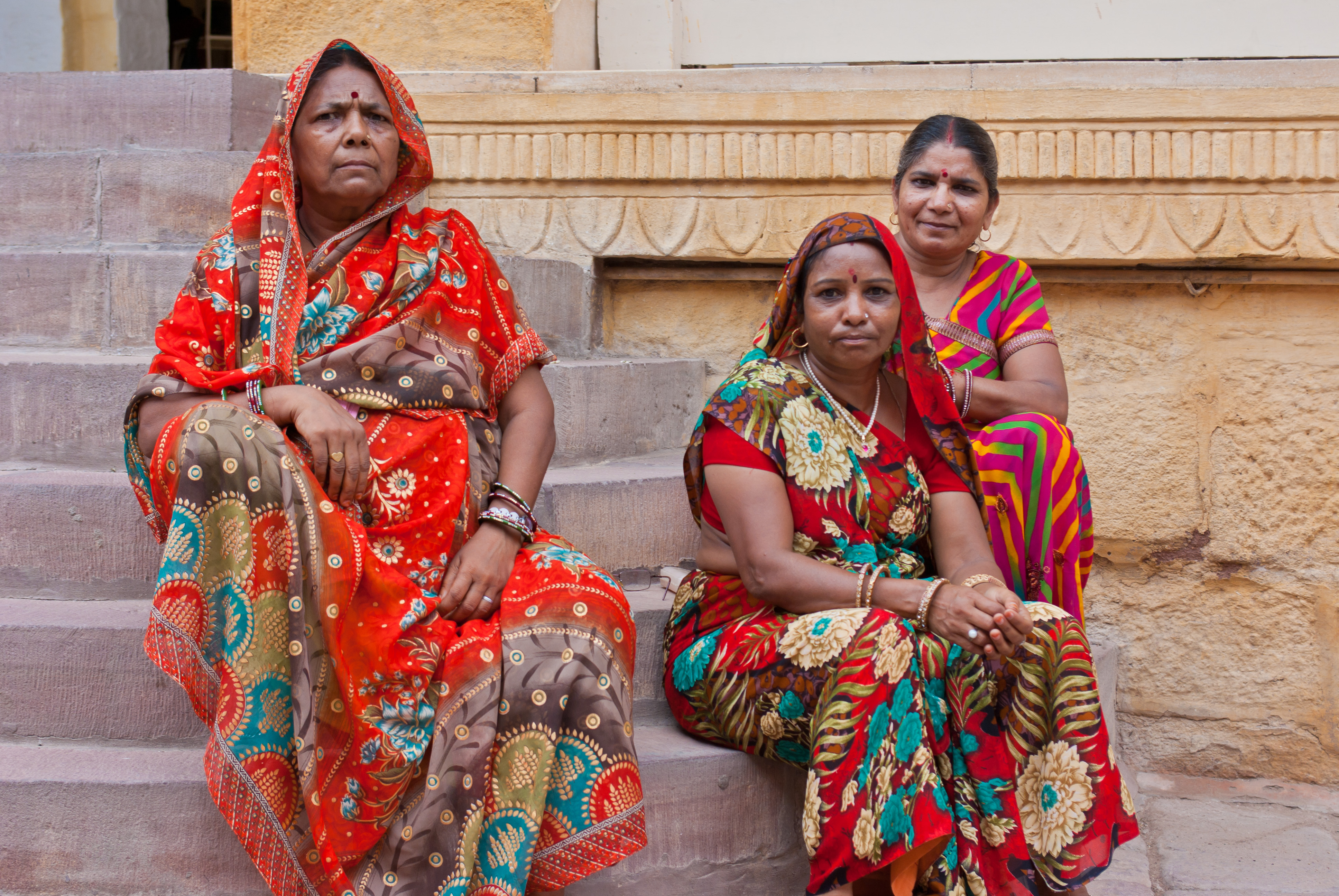
Femmes de Jodhpur.
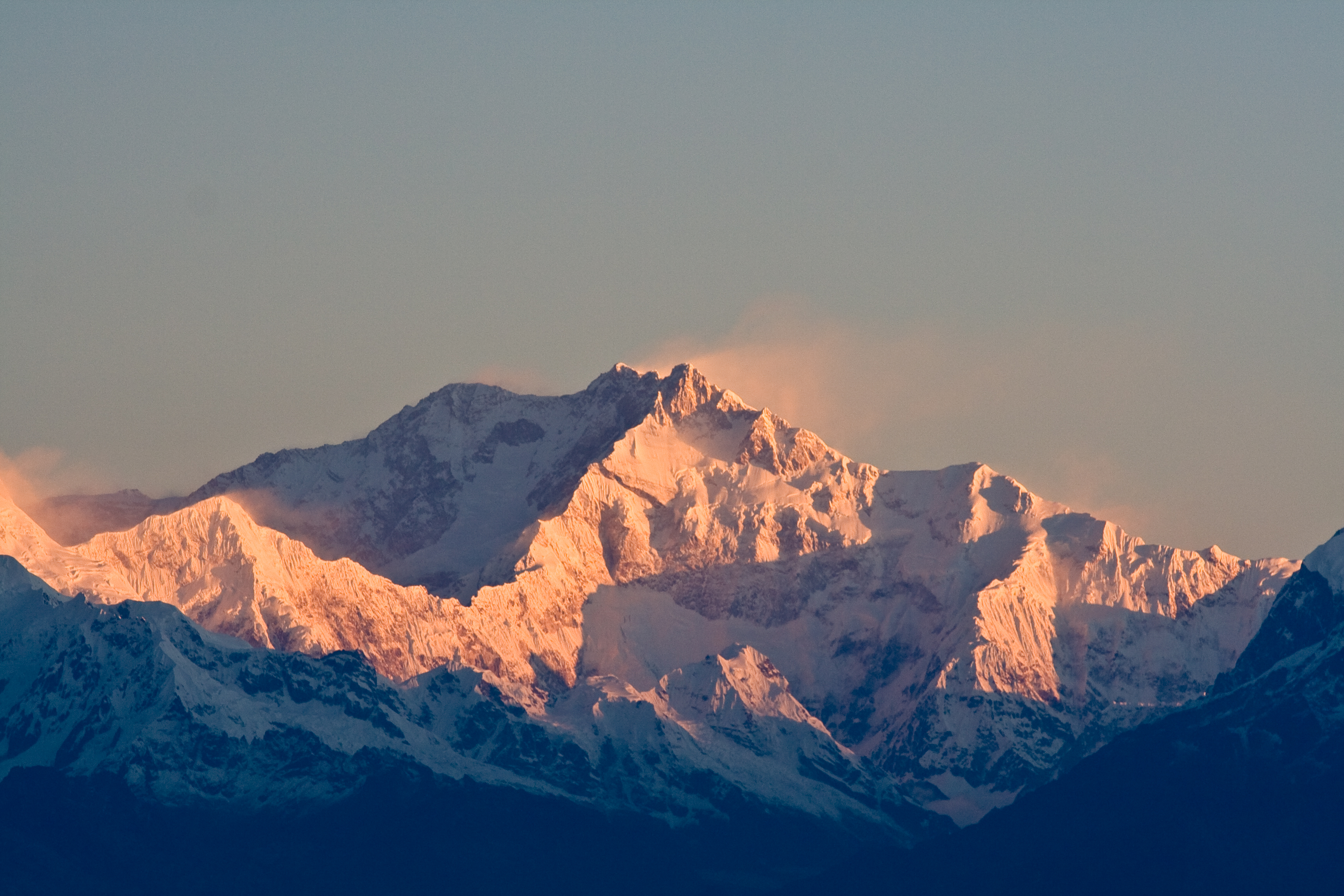
Le Kangchenjunga (Himalaya), est le plus haut sommet d'Inde culminant à 8 586 m.
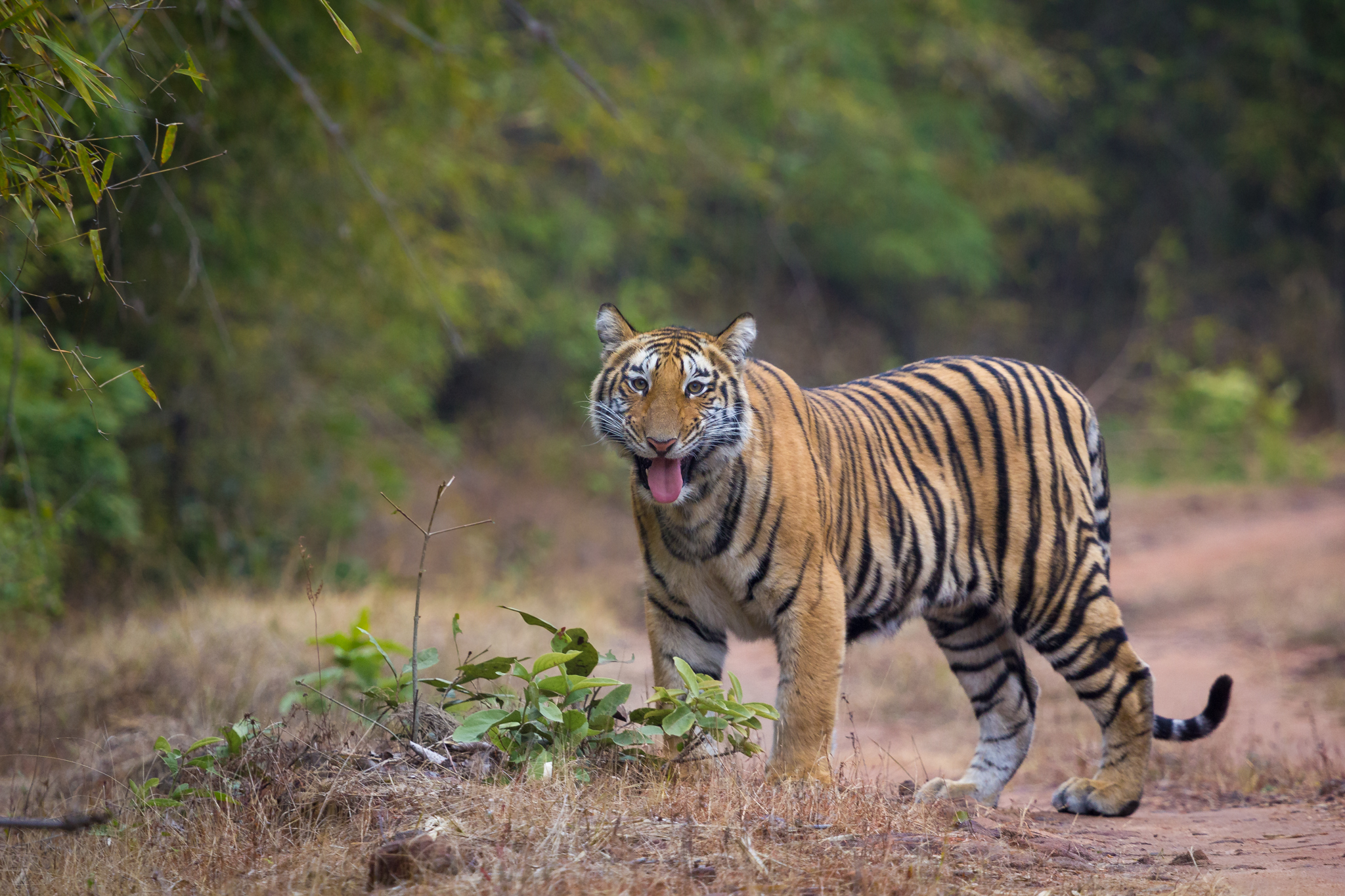
Tigre du Bengale.
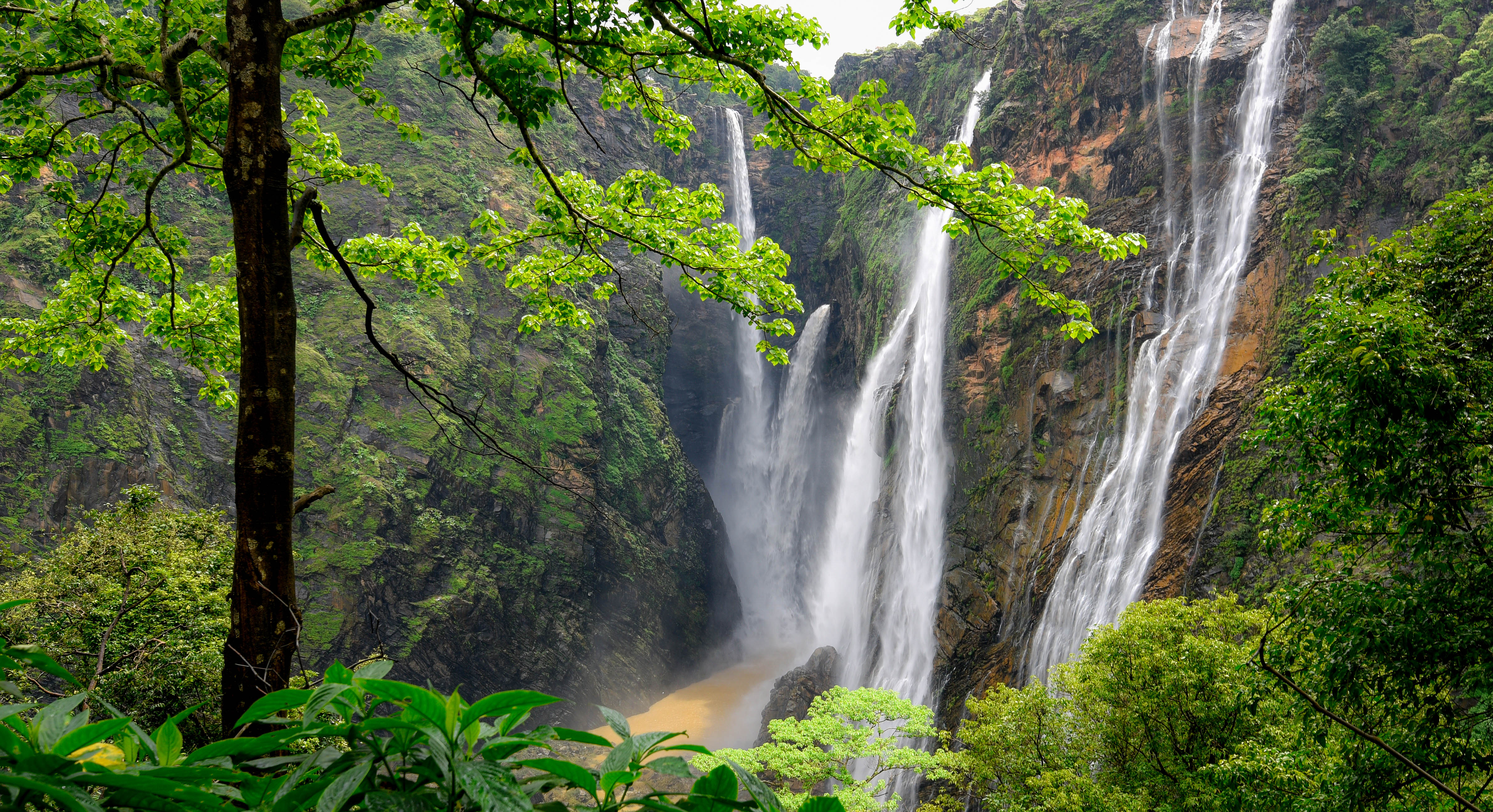
Chutes de Jog, Karnataka.
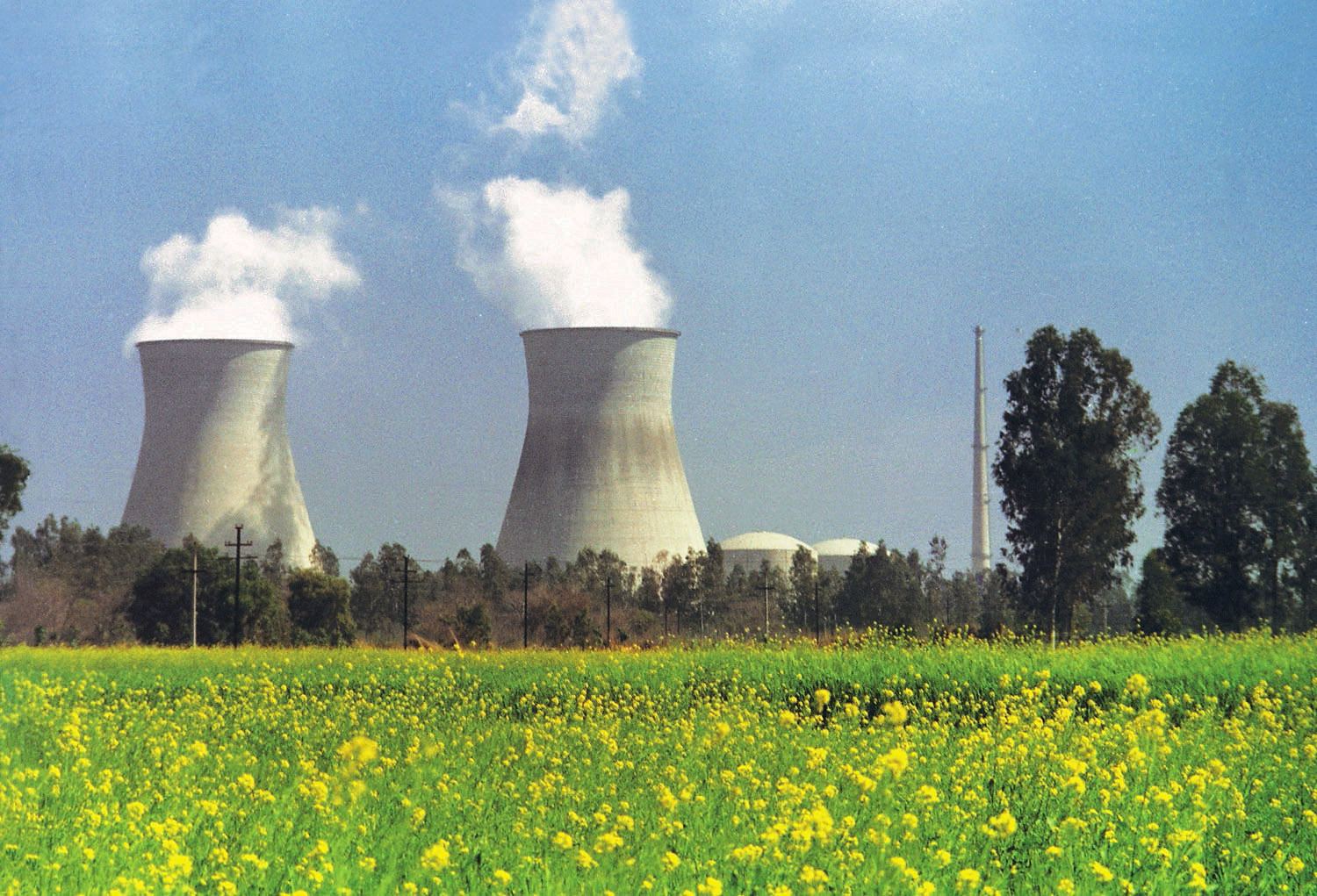
Centrale nucléaire de Narora.
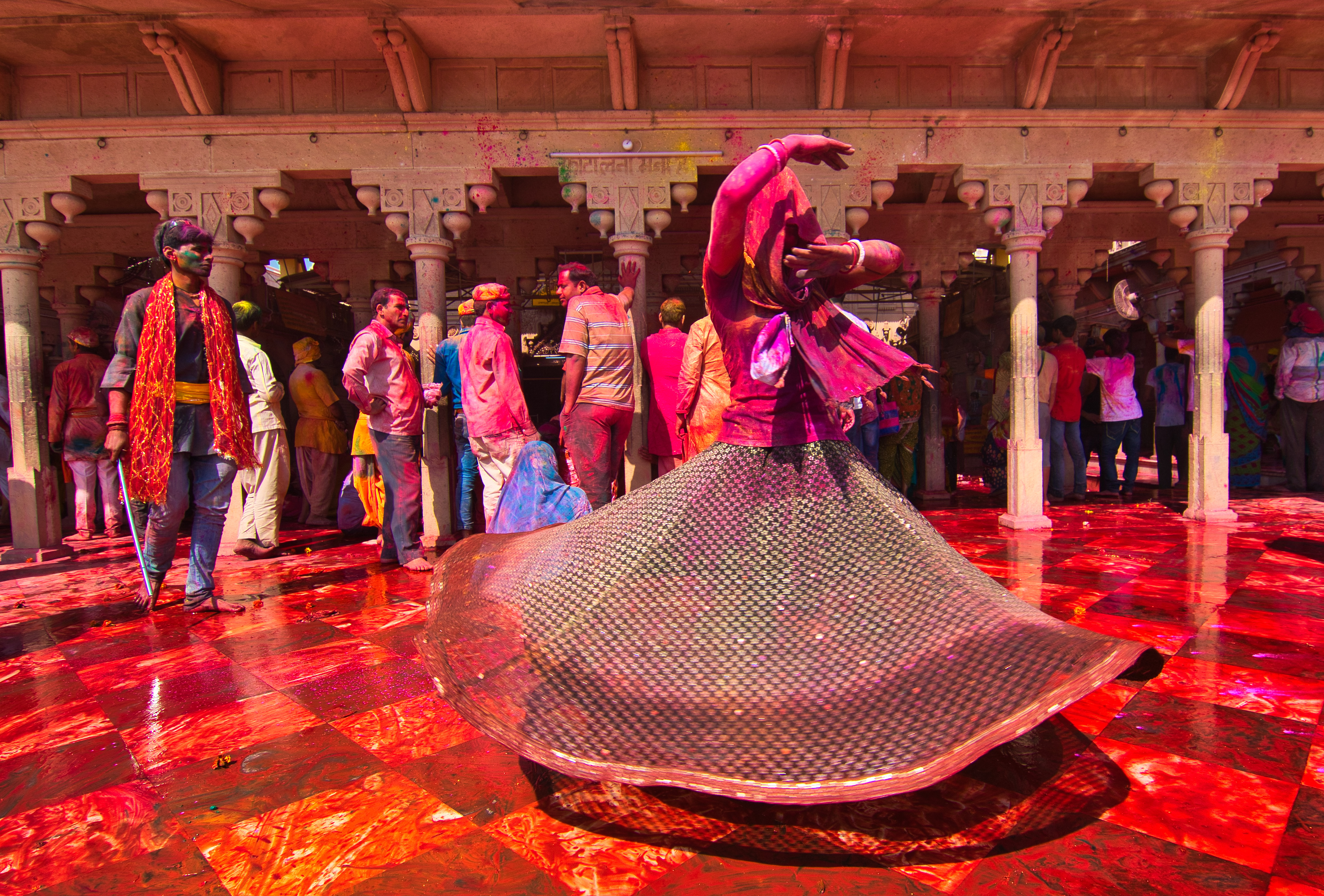
Célébration de Holi dans la ville sainte de Barsana, non loin de Vrindavan (Uttar Pradesh).
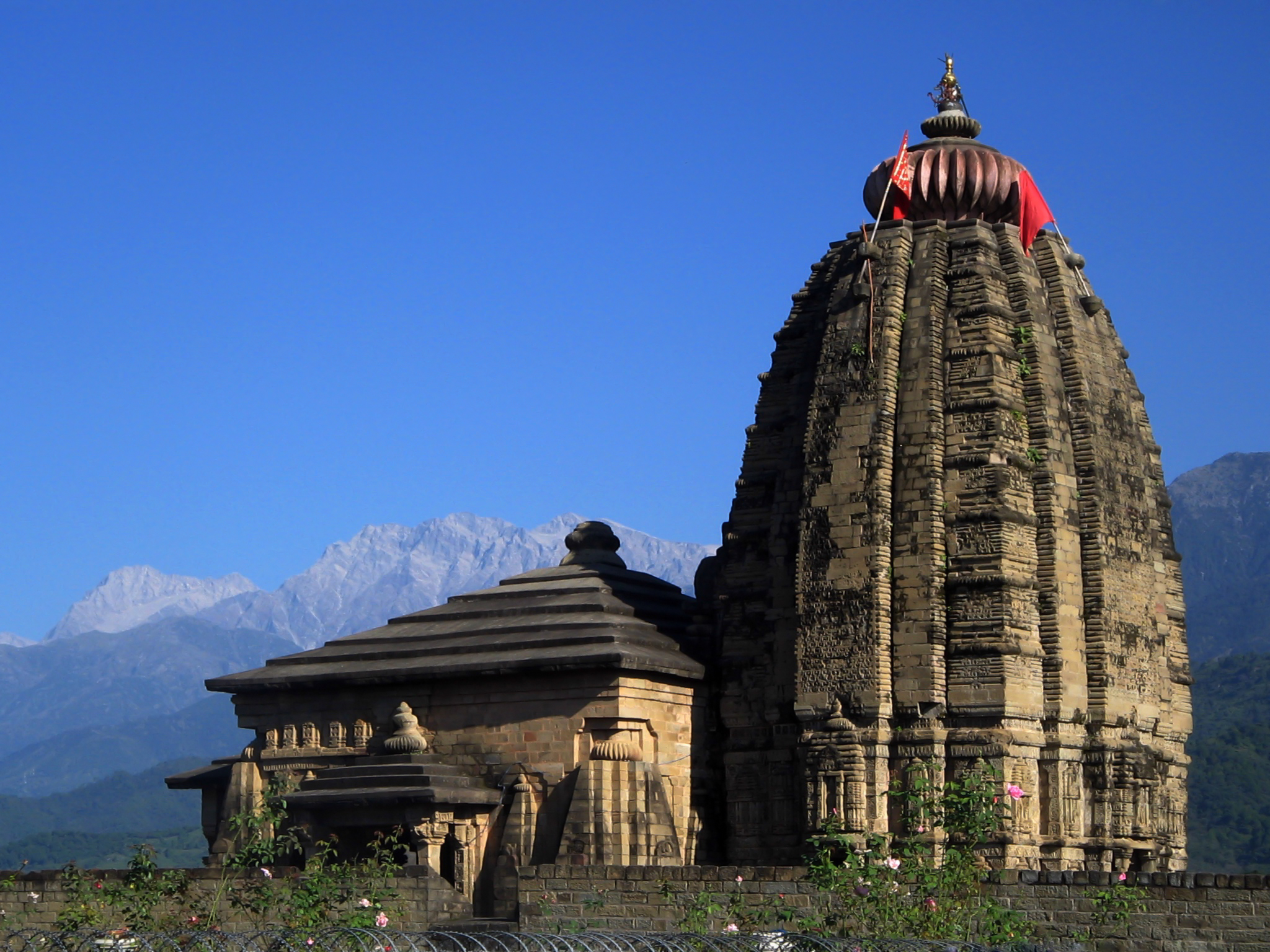
Temple de Baijnath, Himachal Pradesh.
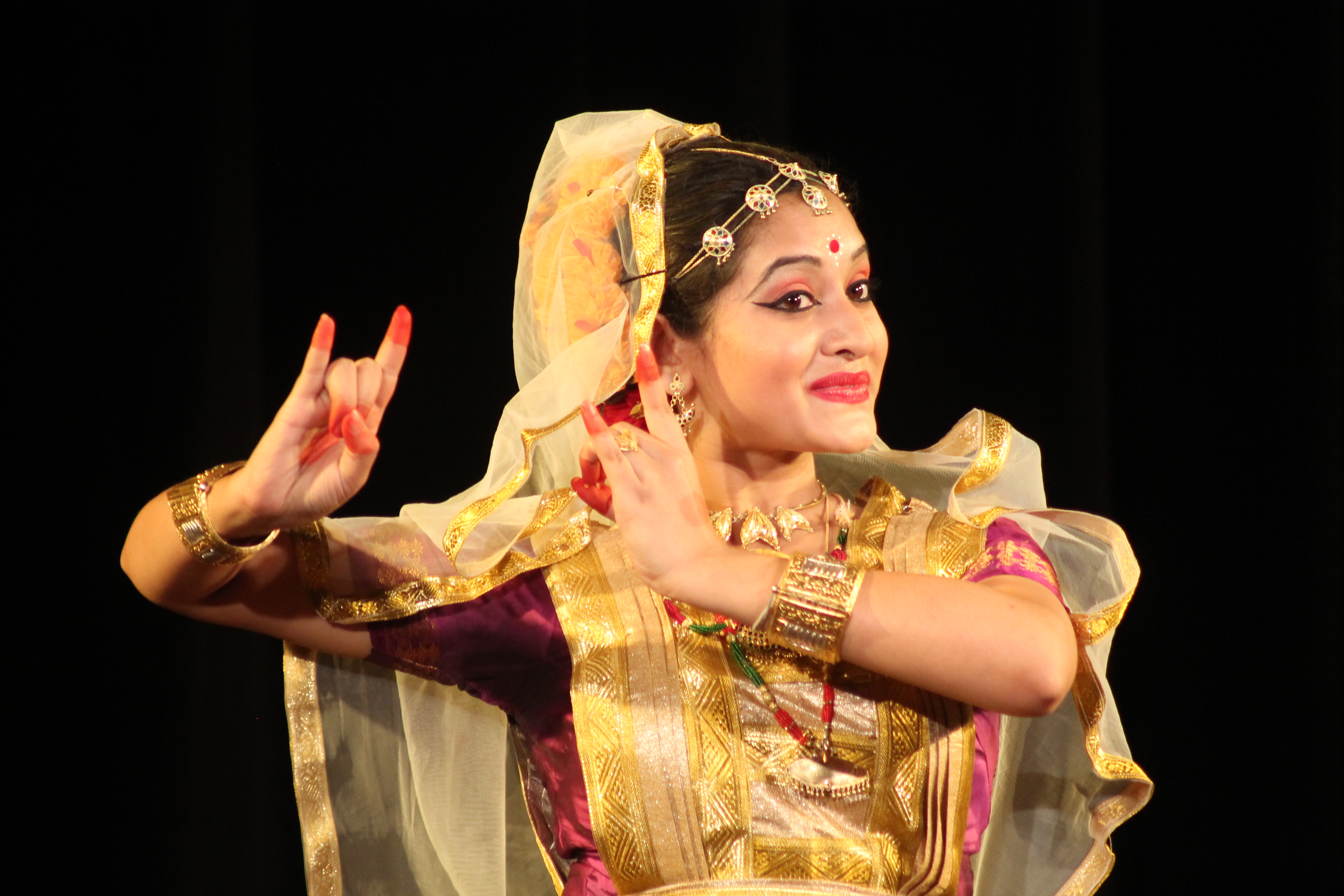
Danseuse de Sattriya, une danse classique d'Assam.
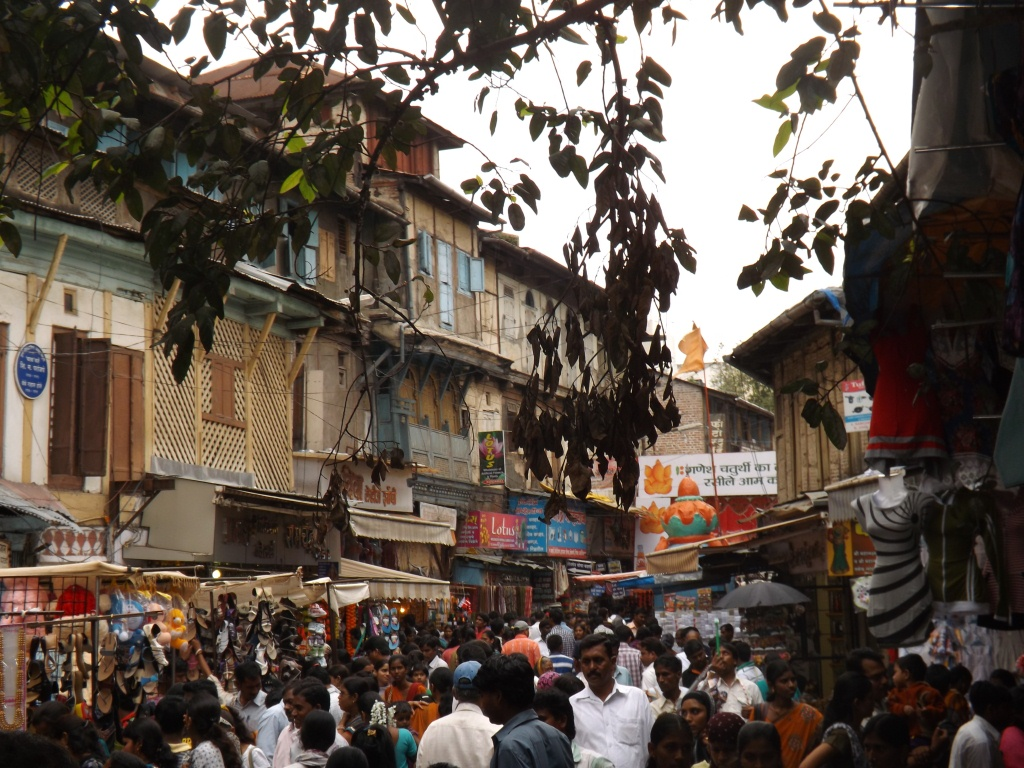
Rue commerçante dans le Vieux Pune.
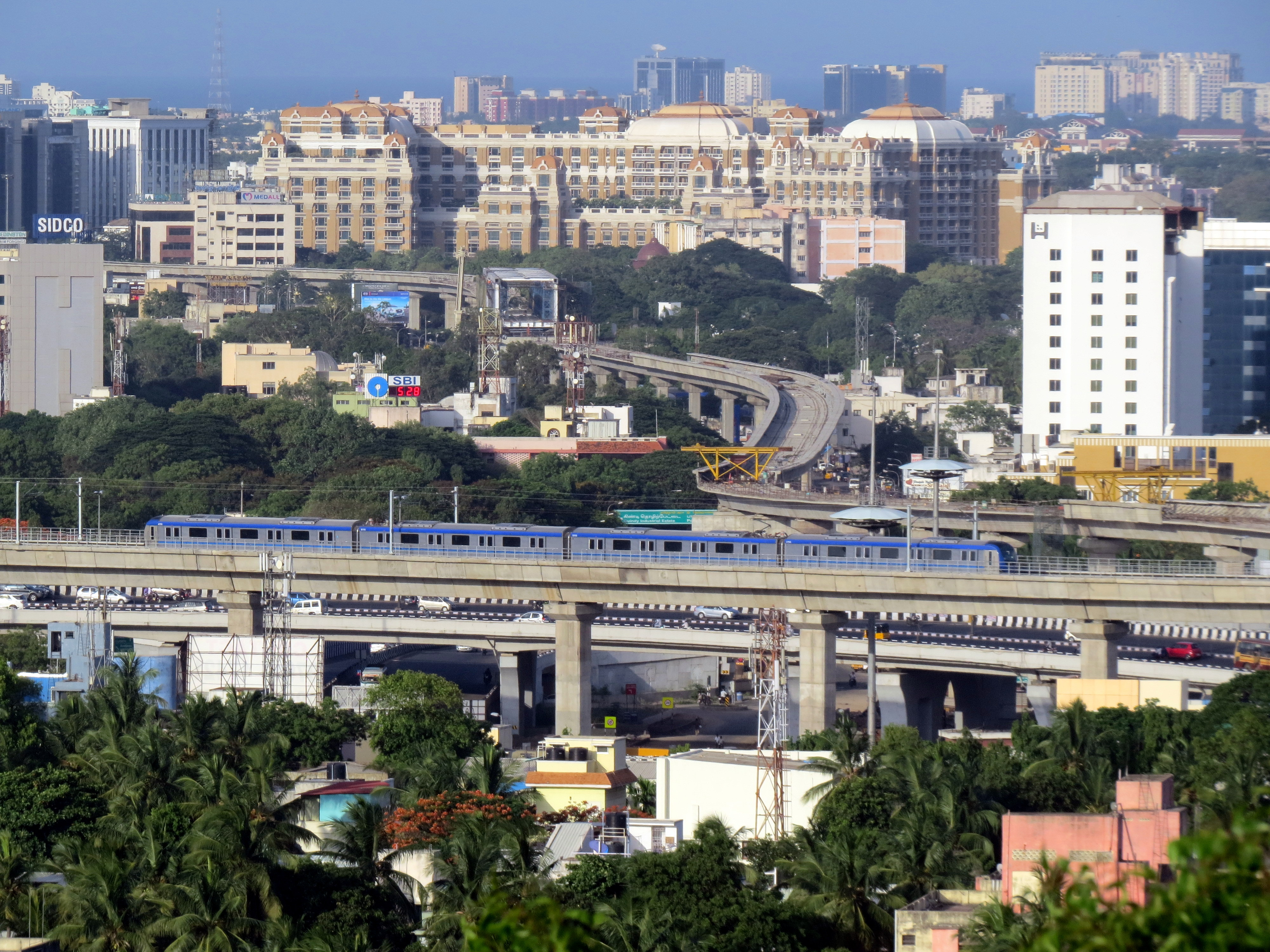
Tronçon aérien du métro de Chennai (Madras).
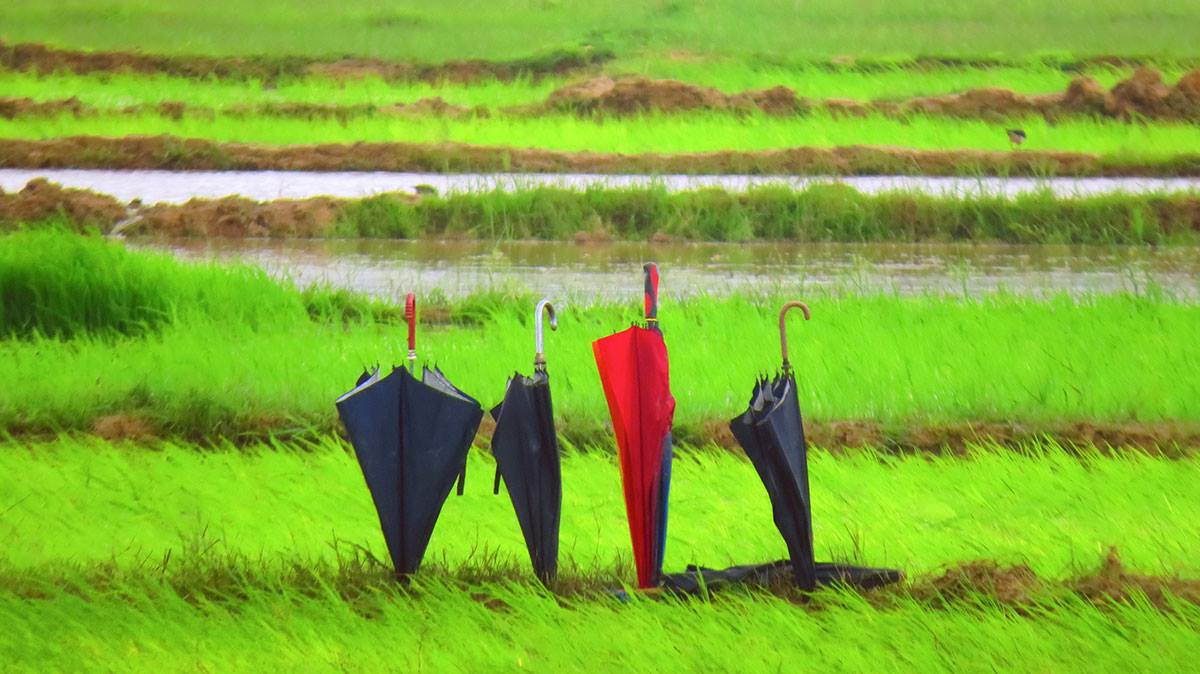
Parapluies plantés en rizières, Jharkhand.